# Eisenach

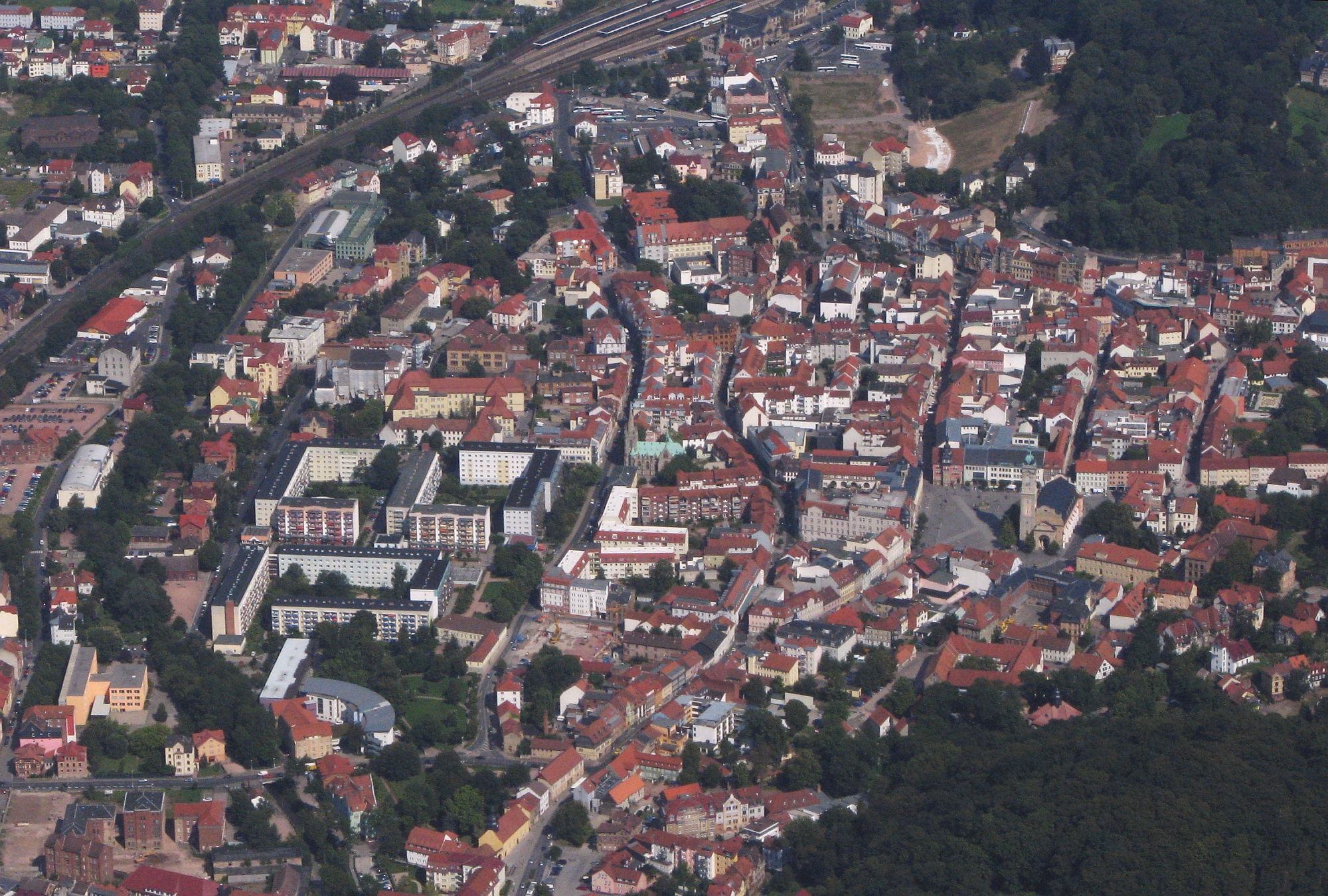
Luftbild der Altstadt von Eisenach

Eisenach ist eine Große Kreisstadt im Wartburgkreis in Thüringen, im Tal der Hörsel am Nordrand des Thüringer Waldes.
Bekannt ist Eisenach vor allem durch die Wartburg oberhalb der Altstadt. Sie war im Mittelalter Residenzstadt der Landgrafen von Thüringen und später der Herzöge von Sachsen-Eisenach. Seit dem Ende der Monarchie führt die Stadt den Beinamen Wartburgstadt.
Eisenach ist zudem Lutherstadt – Martin Luthers Mutter stammte aus Eisenach, und Luther ging hier ab 1498 zur Schule. 1685 wurde Johann Sebastian Bach in Eisenach geboren, dessen Vater hier Stadtpfeifer und herzoglicher Hoftrompeter war.
Im 19. Jahrhundert setzte auch in Eisenach die Industrialisierung ein. 1896 wurde die Fahrzeugfabrik Eisenach gegründet, in der in der DDR der Wartburg gebaut wurde. Die Adam Opel AG führt den Automobilbau seit 1990 fort; die Automobilindustrie (Opel, Bosch) beschäftigt über 4000 Mitarbeiter in Eisenach.
Eisenach ist Hochschulstadt (staatliche Hochschule für duale Studiengänge).
Die Mittelstadt war von 1998 bis zum 30. Juni 2021 kreisfreie Stadt. Mit der Einkreisung erhielt sie als erste Stadt Thüringens den Status einer Großen Kreisstadt. Eisenach ist die siebtgrößte Gemeinde Thüringens und Zentrum für Westthüringen und angrenzende hessische Gemeinden. In der Raumordnung nimmt die Stadt die Position eines Oberzentrums ein.

## Geographie

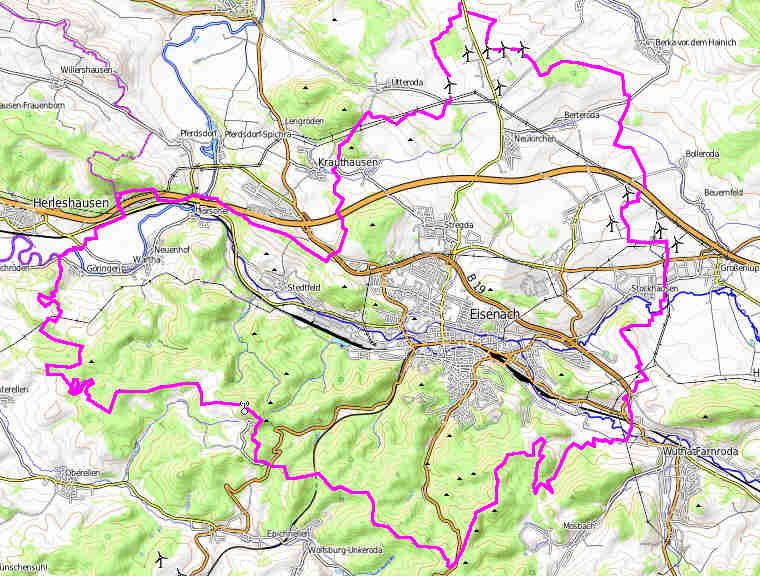
Topographische Lage von Eisenach – Quelle: OpenTopoMap (2013)

### Naturraum und Kulturlandschaft
Eisenach liegt inmitten einer Mittelgebirgslandschaft. Die Kernstadt befindet sich im hier beckenförmig aufgeweiteten Tal der Hörsel und auf den angrenzenden Berghängen.
Nördlich der Kernstadt erstreckt sich eine ausgedehnte Hochfläche bis zum Rand des Hainich mit den Stadtteilen Hötzelsroda, Neukirchen, Madelungen und Berteroda. Östlich von Eisenach befinden sich das Hörseltal und die nördlich angrenzenden Hörselberge, die der Sage nach die Heimat von Frau Holle sein sollen. Nördlich der Hörselberge liegt das Tal der Nesse, die am Eisenacher Petersberg in die Hörsel mündet.
Im Süden und Südwesten steigt der Thüringer Wald steil auf Höhen über 400 m ü. NN an. Der höchste vollständig im Stadtgebiet liegende Berg ist mit 411 m der Burgberg der Wartburg. Der höchste Punkt des Stadtgebiets (460 m) befindet sich an der Stadtgrenze am Nordhang des Großen Drachensteins (470 m), an der Weinstraße. Von der Südspitze des Stadtgebiets, der Hohen Sonne (434 m), verläuft die Stadtgrenze 7 km entlang des Rennsteigs auf dem Kamm des Thüringer Waldes bis Clausberg (415 m). Kurz vor Clausberg quert sie den Passübergang der B 84 am Vachaer Stein (368 m ü. NN). Zwischen der Hohen Sonne und der Stadt befinden sich die Drachenschlucht und die Landgrafenschlucht. Das Verfluchte Jungfernloch, eine Felshöhle, liegt ebenso wie das Burschenschaftsdenkmal und die Wartburg in den Bergen des südlichen Stadtgebiets. 
Westlich von Eisenach, bei Stedtfeld, verengt sich das Hörseltal auf wenige hundert Meter Breite. An der Thüringer Pforte bei Hörschel mündet die Hörsel in die Werra, und dort beginnt der Rennsteig als Kammweg des Thüringer Waldes. Die Stadtteile Göringen, Wartha und Neuenhof liegen südlich des Rennsteigs im Werratal. Der tiefste Punkt des gesamten Stadtgebietes befindet sich unweit nördlich des Stadtteils Hörschel auf etwa 196 m ü. NN im Werratal. Am ehemaligen Nadeltor an der Goethestraße liegt der tiefste Punkt der Eisenacher Altstadt.

Panorama von Eisenach mit der Wartburg, vom Burschenschaftsdenkmal auf der Göpelskuppe gesehen

Eisenach gehört aufgrund seiner Lage am Grenzsaum zweier Naturräume zu den sogenannten Pfortenstädten. Die Stadt vermittelt zwischen dem Werrabergland und den Hörselbergen, zwei vom Muschelkalk geprägten Schichtstufenlandschaften im Norden und dem von den Sandsteinen und Konglomeraten des Oberrotliegenden geprägten nordwestlichen Thüringer Wald im Süden. Im Nordwesten hat das Stadtgebiet Eisenachs Anteil an der Gerstungen-Creuzburger Werraaue. Die Randberge des Thüringer Waldes südlich des Stadtteils Neuenhof liegen im Norden des Bad Liebensteiner Zechsteingürtels. Diese Lage an der Schnittstelle mehrerer Naturräumen war für die Entwicklung Eisenachs im Mittelalter von großer Bedeutung. Sie begünstigte die Entstehung eines Marktes für Rohstoffe wie Holz und Gesteine sowie daraus hergestellte Produkte. Auch landwirtschaftliche Erzeugnisse konnten hier gut gehandelt werden. Zudem förderte die Lage an einer wichtigen Passstraße über den Thüringer Wald die Stadtentwicklung.

### Naturräumliche Gliederung
Nach dem Handbuch der naturräumlichen Gliederung Deutschlands liegt Eisenach auf der Grenze dreier Haupteinheitengruppen der Gliederung, und zwar dem Thüringer Becken mit Randplatten (Nummern 47 und 48), dem Thüringisch-Fränkischen Mittelgebirge (Nummer 39) und dem Osthessischen Bergland (Nummer 35). Das von Ostsüdost nach Westnordwest verlaufende Tal der Hörsel und die nördlich angrenzenden Muschelkalkberge werden zum Westthüringer Berg- und Hügelland (Haupteinheit 481) gerechnet, während die Berge südlich des Hörseltals zum Thüringer Wald (Haupteinheit 391) gehören. Die ganz im Westen Eisenachs an der Werra gelegenen Ortsteile Göringen, Wartha und Neuenhof werden zum Salzunger Werrabergland (Haupteinheit 359) und hier zum Neustädt-Hörscheler Werratal (359.13) gerechnet, während Hörschel mit der Hörselmündung zum Creuzburger Werradurchbruch (483.44) des Ringgaus gerechnet wird. Die sich nordöstlich anschließenden Ortsteile Stedtfeld, Stregda, Madelungen, Neukirchen, Berteroda, Hötzelsroda und Stockhausen sowie das nördliche Gebiet der Kernstadt liegen demnach im Westthüringer Berg- und Hügelland, die Südstadt Eisenachs im Nordwestlichen Thüringer Wald (391.0).
Nach der vom Handbuch der naturräumlichen Gliederung Deutschlands abweichenden Naturräumlichen Gliederung Thüringens des TLUG liegen Göringen, Wartha, Neuenhof und Hörschel in der Werraaue Gerstungen–Creuzburg (6.6), Stedtfeld, Stregda, Madelungen und die nördliche Kernstadt im Werrabergland–Hörselberge (3.3), die Südstadt im Nordwestlichen Thüringer Wald (1.3.1) und Neukirchen, Berteroda, Hötzelsroda sowie Stockhausen im Innerthüringer Ackerhügelland (5.1).

### Nachbargemeinden

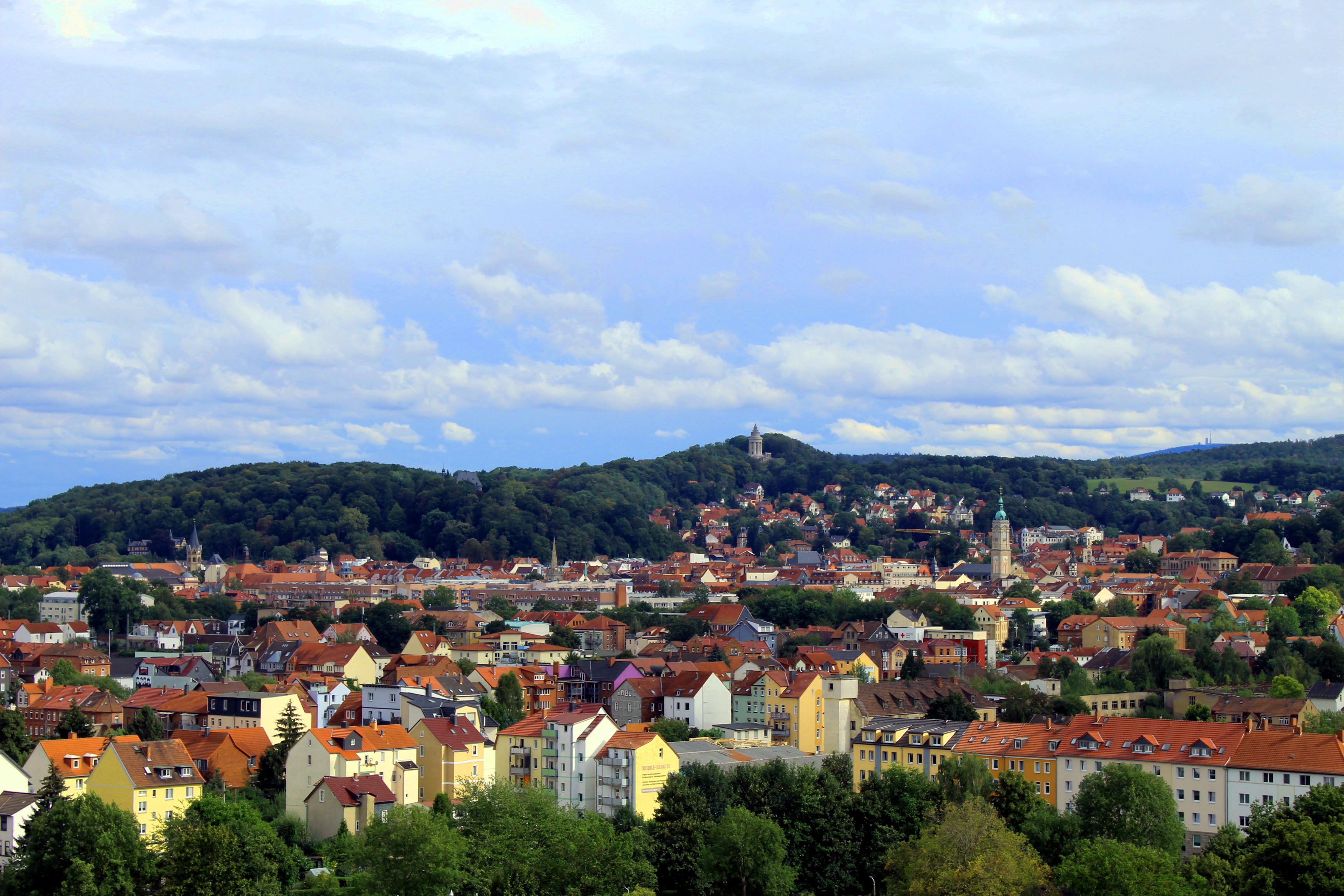
Blick von der Michelskuppe auf die Altstadt, dahinter Stadtpark (links) und Göpelskuppe (Mitte), ganz rechts im Hintergrund der Inselsberg

Die Nachbargemeinden sind (im Norden beginnend im Uhrzeigersinn) Krauthausen, Amt Creuzburg, Lauterbach, Bischofroda, Berka vor dem Hainich, Hörselberg-Hainich, Wutha-Farnroda, Gerstungen und Herleshausen.

### Ausdehnung und Gliederung des Stadtgebiets

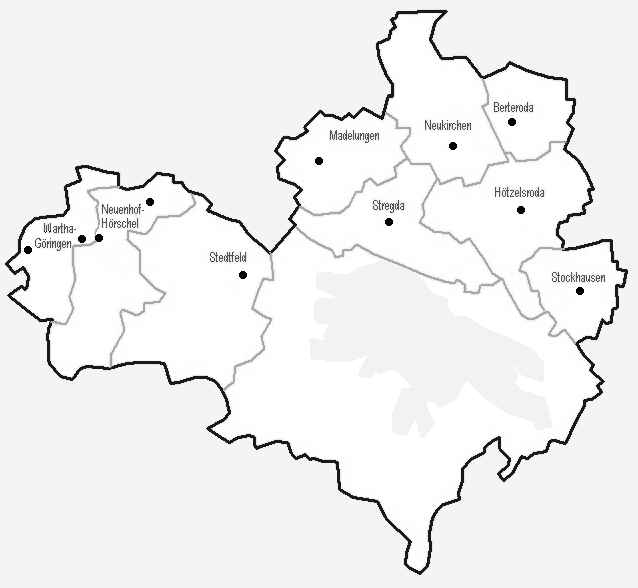
Übersicht Stadtteile

Das Eisenacher Stadtgebiet umfasst eine Fläche von 103,85 km². Davon sind 7,44 km² bebaute Flächen, 6,10 km² Verkehrsflächen, 45,39 km² landwirtschaftliche Nutzflächen und 1,12 km² Gewerbe- und Industrieflächen. Bedingt durch die Lage am Thüringer Wald nehmen die Waldflächen mit 37,52 km² rund ein Drittel des Stadtgebietes ein.
Eisenach besteht aus der Kernstadt sowie den Ortsteilen Berteroda, Hötzelsroda, Madelungen, Neuenhof, Hörschel, Neukirchen, Stedtfeld, Stockhausen, Stregda, Wartha und Göringen.
Die Ortsteile besitzen Ortsteilverfassungen, Neuenhof und Hörschel sowie Wartha und Göringen haben jeweils eine gemeinsame Ortsteilverfassung.

### Klima
Die Niederschlagssummen liegen zwischen 781 und 959 mm pro Jahr, der Mittelwert beträgt 831 mm (Landesdurchschnitt: 837 mm). Im größten Teil des Stadtgebiets liegen die Werte zwischen 800 und 850 mm, nur in den Flussauen von Werra und Hörsel werden 800 mm unterschritten. Mit 850 bis 900 mm pro Jahr werden die höchsten Niederschlagsmengen im Norden und Süden des Stadtgebietes erreicht.
Die Jahresmitteltemperatur der Stadt beträgt 7,6 bis 9,0 °C und entspricht damit dem Thüringer Landesdurchschnitt. Das Jahresmittel der Sonnenscheindauer liegt bei 1423 bis 1444 Stunden pro Jahr. Die vorherrschende Windrichtung in freien Lagen ist Westsüdwest.
|                        | Jan  | Feb  | Mär  | Apr  | Mai  | Jun  | Jul  | Aug  | Sep  | Okt  | Nov | Dez  |   |      |
| Mittl. Temperatur (°C) | −0,8 | 0,1  | 3,8  | 7,7  | 12,1 | 15,4 | 16,9 | 16,8 | 13,5 | 8,9  | 3,8 | 0,9  | ⌀ | 8,3  |
| Mittl. Tagesmax. (°C)  | 1,9  | 3,6  | 8,2  | 13,0 | 17,8 | 21,2 | 22,3 | 22,3 | 18,9 | 13,2 | 6,5 | 3,3  | ⌀ | 12,7 |
| Mittl. Tagesmin. (°C)  | −3,4 | −3,3 | −0,6 | 2,5  | 6,5  | 9,7  | 11,6 | 11,3 | 8,1  | 4,6  | 1,2 | −1,4 | ⌀ | 3,9  |
|                        |      |      |      |      |      |      |      |      |      |      |     |      |   |      |
| Niederschlag (mm)      | 37   | 36   | 37   | 44   | 56   | 71   | 62   | 59   | 44   | 46   | 48  | 47   | Σ | 587  |

| −3,4 |

| −3,3 |

| −0,6 |

| 2,5 |

| 6,5 |

| 9,7 |

| 11,6 |

| 11,3 |

| 8,1 |

| 4,6 |

| 1,2 |

| −1,4 |

| −3,4 |

| −3,3 |

| −0,6 |

| 2,5 |

| 6,5 |

| 9,7 |

| 11,6 |

| 11,3 |

| 8,1 |

| 4,6 |

| 1,2 |

| −1,4 |

### Naturschutz
Das Stadtgebiet hat Anteil am Landschaftsschutzgebiet Thüringer Wald und am Naturpark Thüringer Wald. Im nordwestlichen Teil berührt es den Naturpark Eichsfeld-Hainich-Werratal.
Das Naturschutzgebiet Wälder mit Schluchten zwischen Wartburg und Hohe Sonne nimmt den Großteil des südlichen Stadtgebietes ein. Dort gibt es für den Nordwestlichen Thüringer Wald typischen Laubmischwälder sowie bedeutende Geotope. Unter 15 geschützten Landschaftsbestandteilen, Flächennaturdenkmalen und Naturdenkmalen befinden sich zwei regional bzw. bundesweit bedeutsame Fledermausquartiere.
| Schutzobjekt                                              | Jahr der Unterschutzstellung | Kurzbeschreibung                                  |
| --------------------------------------------------------- | ---------------------------- | ------------------------------------------------- |
| Basaltgang im Unteren Muschelkalk am Bahnhof Hörschel     | 1977                         | Geologischer Aufschluss                           |
| Fledermausquartier Neuenhof                               | 1988                         | Fledermaus-Wochenstube von bundesweiter Bedeutung |
| Donnerkaute bei Neuenhof                                  | 1988                         | Erdfall                                           |
| Riffe des Oberen Zechsteins bei Neuenhof                  | 1988                         | Geologischer Aufschluss                           |
| Feuchtgebiet im Mosewald                                  | 1985                         | Feuchtbiotop                                      |
| Fledermausquartier im Stedtfelder Schloss                 | 1988                         | Fledermaus-Wochenstube von regionaler Bedeutung   |
| Zechsteinaufschluss an der Göpelskuppe                    | 1977                         | Geologischer Aufschluss                           |
| Michelskuppe                                              | 1966                         | Geologischer Aufschluss                           |
| Rotliegend an der Wartburgschleife                        | 1977                         | Geologischer Aufschluss                           |
| Elfengrotte                                               | 1966                         | Felsformation                                     |
| Staffelbruch im Rotliegend am Ortsausgang (B 84) Eisenach | 1977                         | Geologischer Aufschluss                           |
| Luisengrotte                                              | 1966                         | Geologischer Aufschluss                           |
| Ludwigsklamm                                              | 1966                         | Felsformation                                     |
| Landgrafenschlucht                                        | 1966                         | Felsformation                                     |
| Drachenschlucht                                           | 1977                         | Klamm                                             |

### Geologie, Geomorphologie

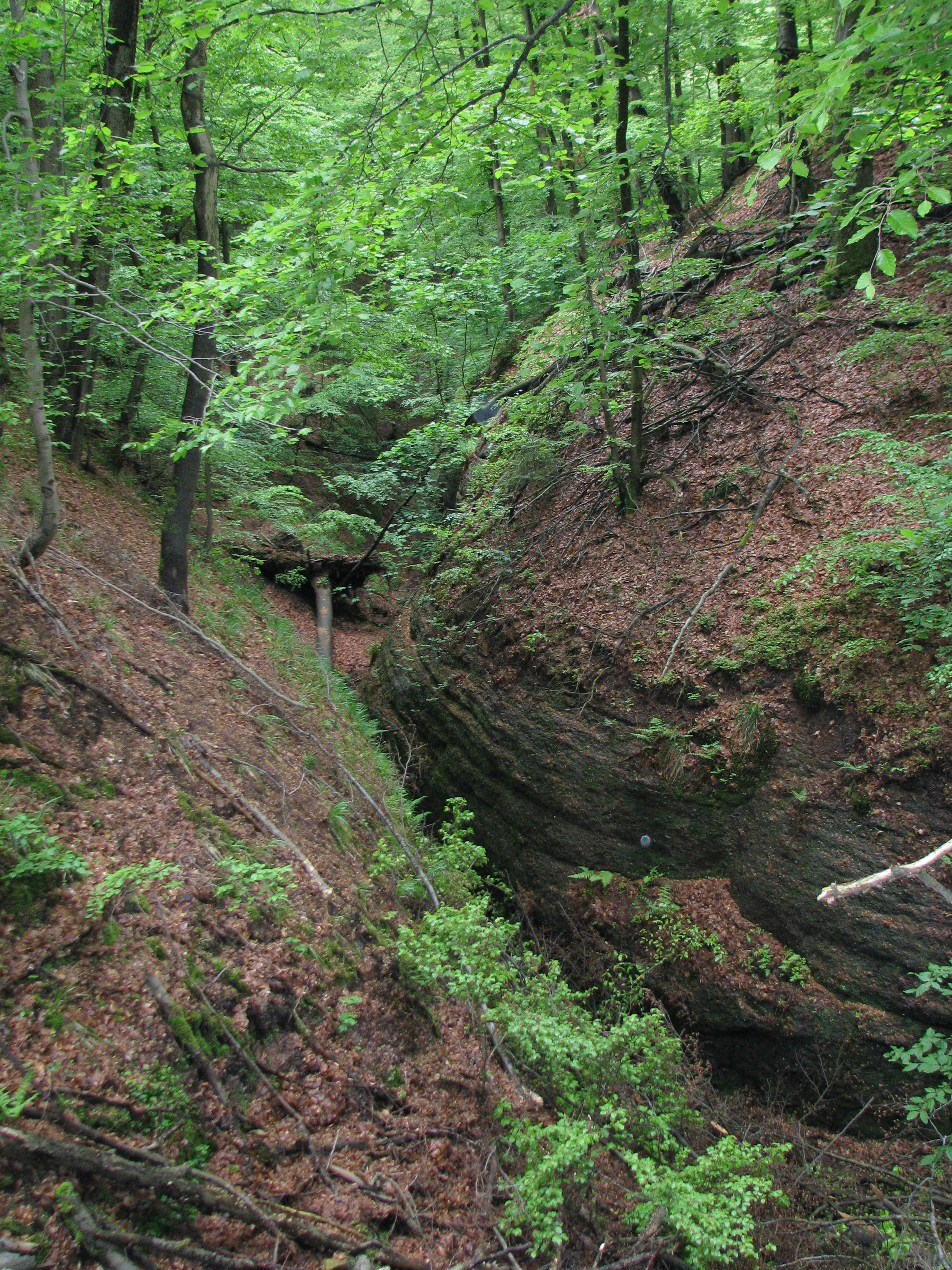
Die Landgrafenschlucht bei Eisenach mit einem Aufschluss von Konglomeraten des Rotliegenden

Der Anteil des Stadtgebietes am nordwestlichen Thüringer Wald wird im oberflächennahen geologischen Untergrund von der Eisenach-Folge des Oberrotliegend (Saxon) gebildet. Auf die Schichten des Wartburg-Konglomerats im Osten folgen im Westen ungegliederte Siltsteine, die sogenannten Schiefertone, und die kiesige Abfolge des Hauptkonglomerats. Die erodierenden Bäche zerschnitten schluchtartig die mit Silikat gebundenen und damit harten Konglomerate und Sandsteine und präparierten die zahlreichen hohen Felsbänder heraus, die ebenso wie die Schluchten landschaftsprägend sind. Größere Schluchten sind die Drachenschlucht und die Landgrafenschlucht. Bedeutende Felsen befinden sich unterhalb der Wartburg, an der Teufelskanzel und am Mädelstein.
Die Nordhänge des Hörseltales und die sich nördlich anschließenden Schichtflächen sind von den Schichtgesteinen des mittleren und oberen Muschelkalks und des unteren Keupers geprägt. Die Schichtflächen können zudem von Lößlehm bedeckt sein. Die geologischen Schichten des Werraberglands sind im Bereich von Eisenach durch mehrere herzynisch streichende Verwerfungen in mehrere Schichtpakete zerteilt. Entlang der Bruchkanten sind die geologischen Schichten meist gegeneinander verkippt. Eine Schichtrippe aus Muschelkalk bildet zum Beispiel die bis zu 20 Meter hohen Felsen der Michelskuppe innerhalb des nördlichen Stadtgebietes. An den Verwerfungslinien sind südwestlich des Stadtteils Stregda und um den Eisenacher Friedhof großflächig auch Ton- und Mergelsteine des unteren Juras zu Tage getreten. 
Der äußerste Westen des Stadtgebietes ist von der Leine-Folge und der Werra-bis-Staßfurt-Folge des Zechsteins geprägt. Dort dominieren Kalk- und Dolomitstein, aber auch Anhydrit und Gips. Die Kupferschieferbank und Riffkalke sind beispielsweise am Burschenschaftsdenkmal aufgeschlossen. Ein Aufschluss mit Gesteinen aus dem Tertiär ist in einem sogenannten geologischen Fenster am Bahnhof von Hörschel erhalten geblieben. Es handelt sich um einen Basaltgang im Hörschelberg, der zu Zeiten des Rhön-Vulkanismus entstanden ist. 
Die Talauen von Hörsel und Werra sind mit Auensedimenten, meist lockeren Talsanden, aufgefüllt, die von den Flüssen in jüngerer geologischer Vergangenheit dort abgelagert wurden. Sie sind die größten Verebnungen im Eisenacher Stadtgebiet und als Industriestandorte von Bedeutung. Die Altstadt von Eisenach entstand auf periglazialem, also während der Weichsel-Kaltzeit entstandenem Verwitterungsschutt am Nordrand des Thüringer Waldes.

### Flora und Vegetation

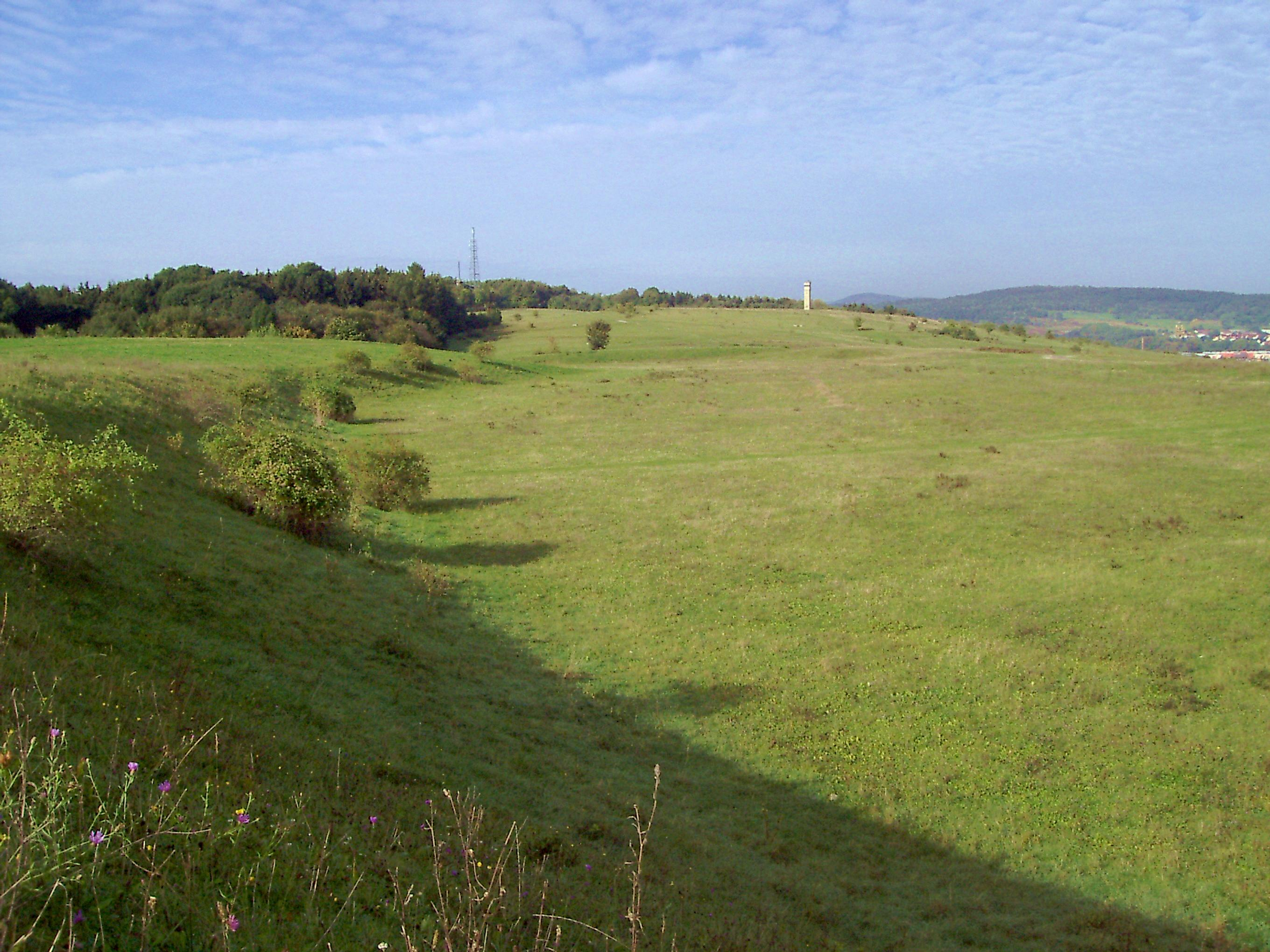
Trespenrasen am Wartenberg

Die potenzielle natürliche Vegetation im Eisenacher Stadtgebiet besteht überwiegend aus Rotbuchenwäldern. Das Spektrum reicht von Kalk- und Orchideen-Buchenwäldern bis zu Hainsimsen-Buchenwäldern auf den Rotliegend-Konglomeraten des nordwestlichen Thüringer Waldes. In den Auen haben sich von Natur aus Erlen-Eschen-Bachwälder und Weiden-Eschen-Auwälder entwickelt, während die Schluchten von Ahorn-Eschen-Schluchtwäldern geprägt sind. An Extremstandorten auf Felskuppen und Graten über Konglomerat und Sandstein können sich Eichen-Trockenwälder entwickelt haben. An steilen Südhängen, wie am Petersberg im Osten der Stadt, erschweren Steilheit und der Trockenheit das Baumwachstum. Dort finden sich stellenweise artenreiche Trockengebüsche und -rasen mit häufigen Arten wie Schlehen und Weißdorn sowie selteneren Arten wie Berberitze, Liguster, Kreuzdorn und Wacholder. Die endemische Eisenacher Mehlbeere kommt an den Hängen am Petersberg vor, dessen Muschelkalkhalden meist von der Ästigen Graslilie dominiert werden.
Die aktuelle Vegetation weicht vielerorts von der potentiell natürlichen deutlich ab. Die Wälder sind forstlich überprägt, wobei nicht standortgerechte Baumarten wie Gemeine Fichte, Waldkiefer und Schwarzkiefer eingebracht oder für die Aufforstung erodierter Hänge verwendet wurden. Weite Bereiche, insbesondere im Norden und Osten des Stadtgebietes, unterliegen intensiver landwirtschaftlicher Nutzung mit Kulturpflanzen. Dort finden sich stellenweise Pflanzenarten der Ackerbegleitflora wie Klatschmohn oder Geruchlose Kamille.
Im Bereich des ehemaligen Truppenübungsplatzes am Wartenberg im Norden des Stadtgebietes haben sich durch Beweidung mit Schafen ausgedehnte, artenreiche Magerrasenflächen (Trespenrasen) entwickelt. Stellenweise ist dort auch Enzian-Schillergrasrasen zu finden. Die Wälder im Landschaftsschutzgebiet Thüringer Wald des südlichen Stadtgebietes sind besonders naturnah und beherbergen floristische Besonderheiten wie das Zweiblütige Veilchen. Rotbuche und Stieleiche sind dort bestandsbildend und erreichen stellenweise ihr natürliches Alter. In den zahlreichen Schlucht- und Blockschuttwäldern finden sich alte und besonders hohe Exemplare der Gemeinen Esche und des Bergahorns.
Im Westen Eisenachs, zwischen dem Thüringer Wald und dem Automobilwerk, befinden sich ausgedehnte Feuchtgebiete. Dort sind Schilfgebiete, ein See, Bachläufe, Auwälder, Rohrglanzgrasröhrichte, feuchte Hochstaudenfluren und Feuchtwiesen eng miteinander verzahnt: Alte Bäume, darunter mehrere Schwarzerlen, charakterisieren den Bereich ebenso wie der Übergang in naturnahe und mit Felsen durchsetzte Laubwälder.

## Geschichte

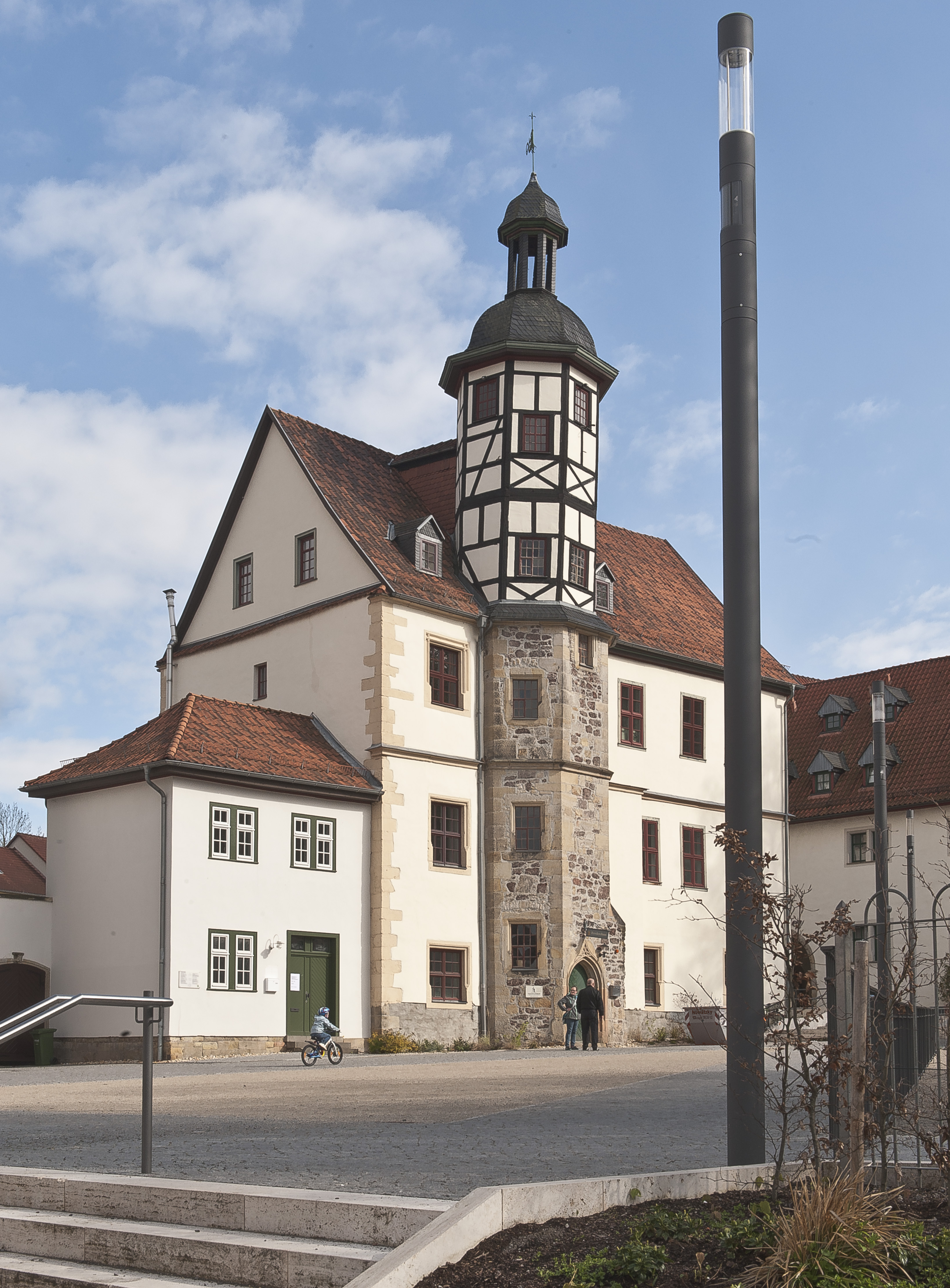
Residenzhaus

### 4. Jahrtausend v. Chr. bis 1150
Die ältesten Siedlungsspuren reichen etwa 5500 Jahre zurück. Bei den Eisenacher Ziegeleien westlich der Mühlhäuser Chaussee fanden sich Spuren der Bandkeramiker. Sie lebten in rechteckigen Pfostenhäusern. Weitere archäologische Funde aus dem Bereich der ehemaligen Tongruben weisen darauf hin, dass auch hier Ackerbau und Viehzucht betrieben wurden.
Wahrscheinlich Ende des 1. Jahrtausends v. Chr. siedelten neben Kelten auch Germanen in der Region, archäologische Funde belegen Siedlungen bei Hörschel, Stregda, Stockhausen und Sättelstädt. Das Thüringer Museum in Eisenach birgt die Artefakte dieser Grabungen.
Bis 531/534 gehörte das Siedlungsgebiet wohl zum Königreich der Thüringer. In der älteren Forschung wurde angenommen, die seit der Spätantike in den Quellen erscheinenden Thüringer („Toringi“) seien zum Teil aus Gruppen der Hermunduren hervorgegangen, doch wird dies inzwischen bestritten. Im 8. Jahrhundert sollen es fränkische Siedler gewesen sein, die sich am Petersberg nahe der Hörsel niederließen. Dieser Siedlung soll die heutige Stadt Eisenach ihren Namen verdanken.
Im Jahr 1067 soll Ludwig der Springer die Wartburg über der heutigen Altstadt errichtet haben. Der Bau der Burg könnte der Beginn des Ausbaus oder der Sicherung eines Territoriums im Hörseltal gewesen sein. Im Jahr 1080 wurde die Wartburg erstmals vom sächsischen Chronisten Bruno von Merseburg im Brunonis de bello Saxonico liber erwähnt. Der Name Eisenach erschien erstmals zum Jahr 1150 in einer schriftlichen Quelle, als ein Ritter Berthold de Isenacha beerdigt werden sollte.

### Von der Civitas zur Hauptresidenz der Landgrafen von Thüringen (bis Mitte 13. Jahrhundert)

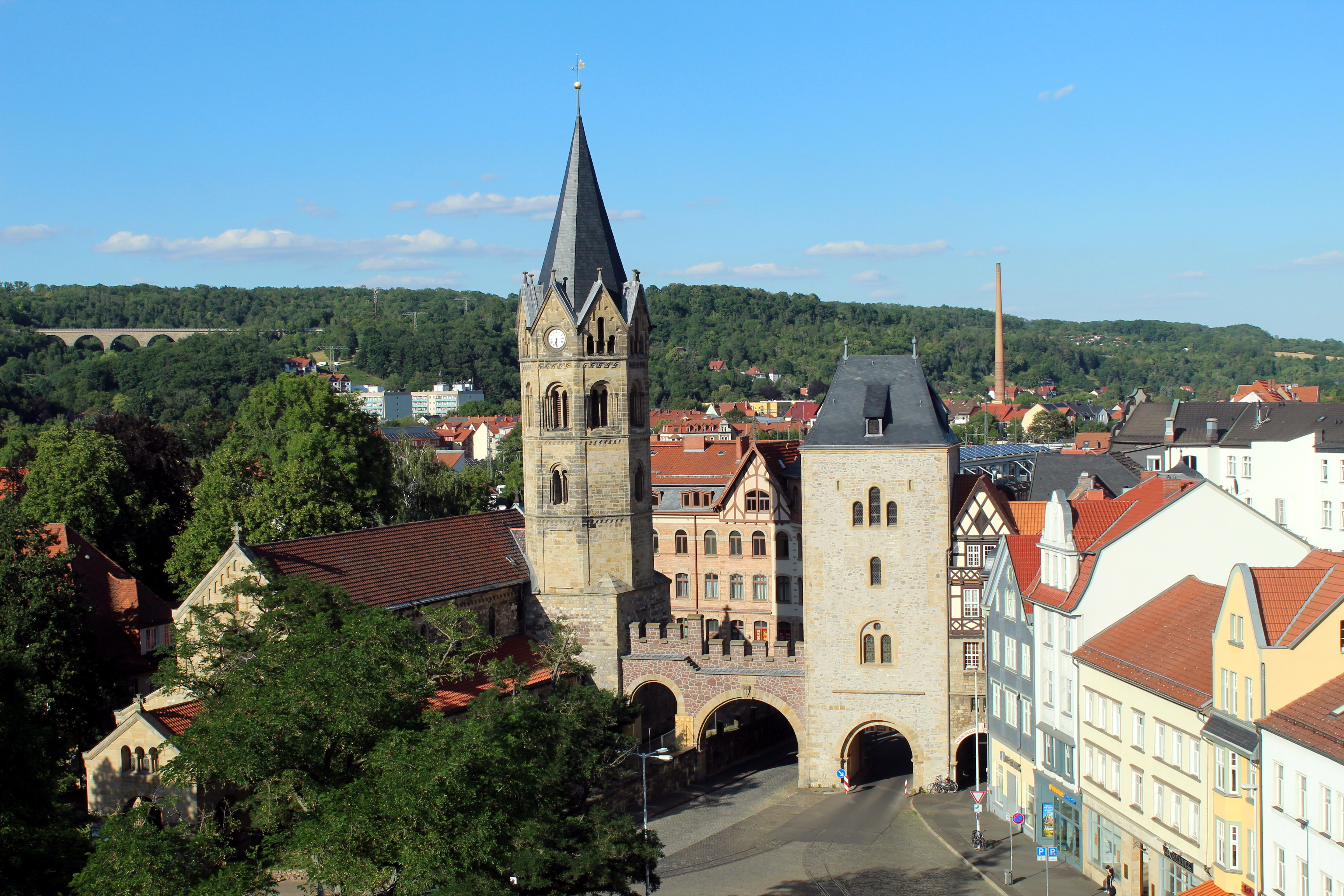
Nikolaikirche und Nikolaitor aus dem 12. Jahrhundert im Stil der Romanik

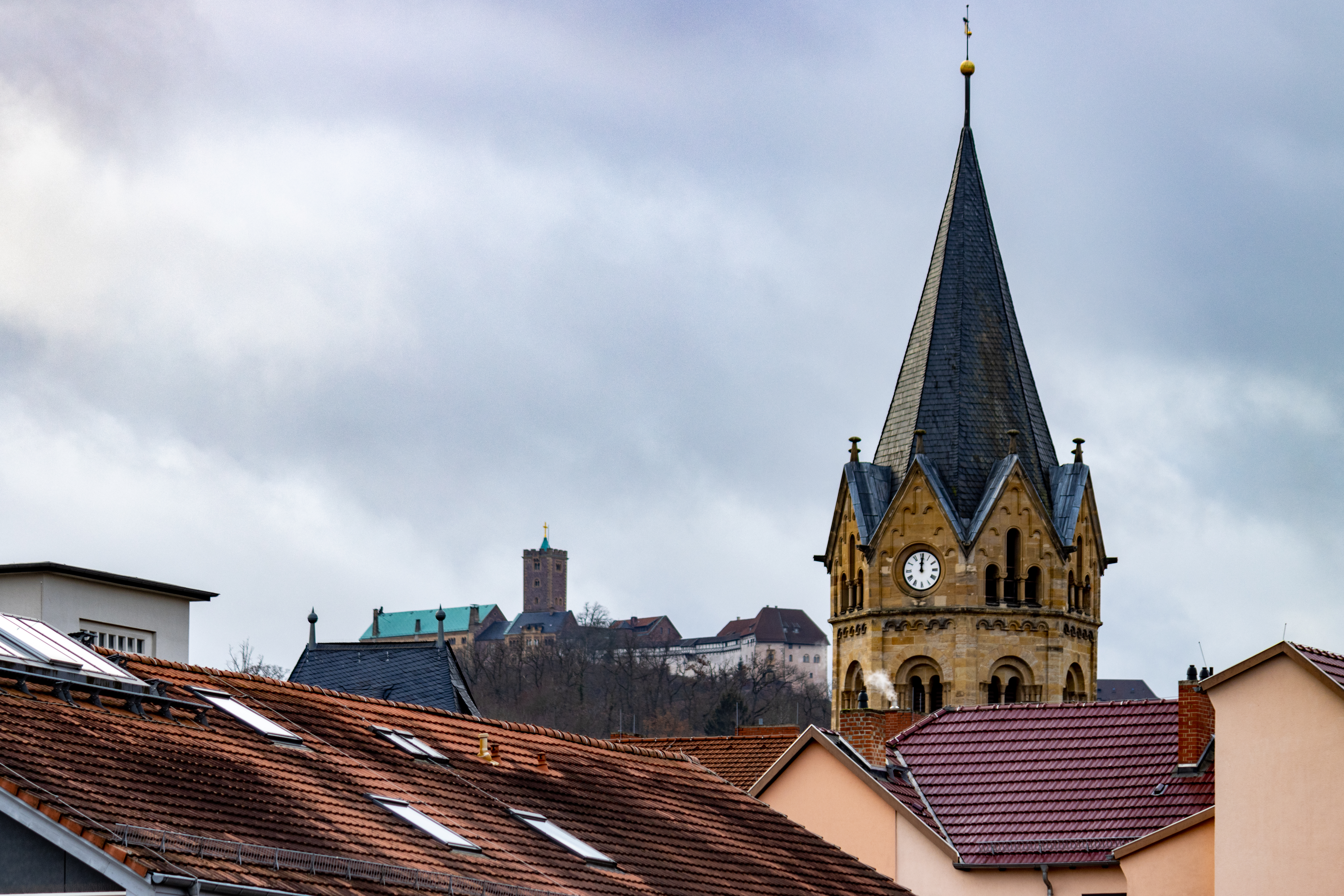
Nikolaikirche mit Wartburg im Hintergrund (Dezember 2022)

Eisenach wurde in den 1180er Jahren als landgräfliche Civitas nahe einem bereits bestehenden Dorf am Petersberg erstmals urkundlich erwähnt. Die Stadt Eisenach geht in ihrer Entstehung auf drei (zoll-)rechtlich getrennte Marktsiedlungen zurück: den Sonnabendmarkt (heute Karlsplatz), den Mittwochmarkt (am Frauenplan) sowie den Montagsmarkt auf dem heutigen Marktplatz. Die Lage der Stadt an der Kreuzung von Fernhandelsstraßen ermöglichte die rasche Entwicklung von Handel und Gewerbe, die durch die seit der zweiten Hälfte des 12. Jahrhunderts entstandene Eisenacher Stadtmauer geschützt wurden. An diese Befestigungsanlage erinnert neben erhaltenen Mauerabschnitten und Turmresten das Nikolaitor, eines der ältesten Stadttore Thüringens.
Neben dem Recht, die Stadtbefestigung anzulegen, erhielt Eisenach als Merkmale der Stadtentwicklung das (eingeschränkte) Verwaltungsrecht, das Recht, Märkte abzuhalten und Steuern einzuziehen, ein Stadtwappen und das Münzrecht. Auf einen planmäßigen Aufbau der Stadt deuten die parallel und rechtwinklig verlaufenden Gassen, die Platzierung der Kirchen und die Anlage der Handwerkerviertel hin.
Ende des 12. Jahrhunderts wurde die Wartburg Hauptresidenz der Landgrafen von Thüringen. Innerhalb des ludowingischen Herrschaftsgebietes nahm Eisenach eine zentrale Lage ein, es war Bindeglied der hessischen und thüringischen Gebietsteile. Der Hof des Landgrafen Hermann I. von Thüringen galt im Reich als Zentrum des Minnesangs und der Dichtkunst. 1206 soll der legendäre Sängerkrieg auf der Wartburg stattgefunden haben.
Ab 1211 lebte Elisabeth von Thüringen als Ehefrau des Landgrafen Ludwig IV. auf der Wartburg. Sie trat in Eisenach als Wohltäterin auf und stiftete unter anderem ein Hospital, in dem sie sich der Armen, Kranken und Aussätzigen widmete. Nach dem Tode Ludwigs IV. verließ Elisabeth 1228 die Wartburg und wurde 1235 von Papst Gregor IX. heiliggesprochen. Ludwigs Nachfolger Heinrich Raspe stiftete ihr zu Ehren das Predigerkloster in Eisenach. 1246 bestätigte Heinrich Raspe der Stadt Eisenach ihre Rechte und Freiheiten. 1247 starb er auf der Wartburg und wurde in Eisenach beigesetzt.

### Erbfolgekrieg, Wettinerherrschaft, Stadtrecht (Mitte 13. Jahrhundert bis Ende 14. Jahrhundert)
Mit Heinrichs Tod erlosch das Geschlecht der Ludowinger, was zum thüringisch-hessischen Erbfolgekrieg zwischen dem Enkel Hermanns I., dem Meißener Markgrafen Heinrich der Erlauchte, dem Heinrich Raspe 1243 die Eventualbelehnung im Falle seines Todes zugesichert hatte, und Sophie von Brabant, einer Tochter Ludwigs IV. führte. Nach Kriegsende (1264) fiel Eisenach an den Wettiner Heinrich den Erlauchten. Als unmittelbare Folge dieses Krieges gingen die seither als Landgrafschaft Hessen bezeichneten Gebiete und andere Herrschaftsteile verloren.
Eisenach hatte bereits unter Heinrich Raspe eine städtische Satzung erhalten, die nur mittelbar in der Handfeste von 1283 überliefert ist. Zugleich war die Stadt in den Rang eines Oberhofs erhoben worden. Damit bildeten alle Städte der Landgrafschaft eine Stadtrechtsfamilie. Sie hatten die Eisenacher Rechtsgrundsätze zu übernehmen und sich nach ihnen zu richten. 1286 verlieh Landgraf Albrecht der Stadt das Recht, zwei Bürgermeister zu wählen. 1293 wurde erstmals urkundlich eine gepflasterte Straße („der steinerne Weg“) in Eisenach erwähnt.
1306 versuchte die Stadt vergeblich, den Status einer Reichsstadt zu erlangen. Der Kampf gegen die wettinischen Stadtherren führte zur Zerstörung der Burg Klemme und der Wehrtürme der Marienkirche. Nach einer vergeblichen Belagerung der Wartburg ergab sich Eisenach 1308 dem Landgrafen Friedrich dem Freidigen. Als Reparation mussten die Bürger der Stadt die zerstörte Burg Klemme und die Türme der Marienkirche wieder aufbauen.
In den Jahren 1333 bis 1362 wurden die Eisenacher Stadtwillküren niedergeschrieben, eine vom Eisenacher Rat verfasste Sammlung örtlicher Gesetze. Der Priester und Stadtschreiber Johannes Rothe verfasste 1387 die heute verschollenen Eisenacher Rechtsbücher als Kettenbücher, die als Grundlage für das von Johannes Purgold Anfang des 16. Jahrhunderts verfasste Rechtsbuch dienten. Johannes Rothe war es auch, der auf der Grundlage der um 1395 von Dominikanermönchen des Eisenacher Predigerklosters verfassten Chronica Thuringorum die Thüringische Landeschronik schrieb.
Zur Unterhaltung wurden in der Stadt Eisenach Mysterienspiele oder Moralitäten mit religiösem Hintergrund aufgeführt. Landgraf Friedrich der Freidige soll sich 1321 bei der Eisenacher Aufführung von Das Spiel von den fünf klugen und fünf thörichten Jungfrauen derart erregt haben, dass er einen körperlichen und geistigen Zusammenbruch erlitt und bis zu seinem Tode in geistiger Umnachtung lebte.
Juden siedelten sich vermutlich bereits im 12. Jahrhundert in Eisenach an. Als erster Hinweis auf eine mögliche jüdische Gemeinde um 1235 gilt die Erwähnung des Jechiel ben Jakob aus Eisenach, Verfasser eines synagogalen Gedichts und zweier Klagelieder. Samuel ben Jakob korrespondierte nachweislich im 13. Jahrhundert über religiöse Fragen mit Meir von Rothenburg. Ende des Jahrhunderts sollen die Juden in der Judengasse gelebt haben, die 1342 bei einem Stadtbrand stark in Mitleidenschaft gezogen wurde, später in der Loeberstraße. Aus den Jahren 1293 und 1323 sind weitere namentliche Nennungen überliefert. 1283 wurden im Stadtrecht Bestimmungen mit Bezug auf jüdische Einwohner festgelegt. Während der Pestzeit ab 1348 kam es zu Übergriffen auf Juden, nach 1411 wurden sie aus der Stadt vertrieben. 1510 wurde ihnen für einige Jahre der Handel, aber nicht die Niederlassung in Eisenach gestattet.

### Großer Stadtbrand, Pest, politischer und wirtschaftlicher Niedergang (ab 1342)
1342 zerstörte ein großer Stadtbrand fast sämtliche Gebäude der Stadt; mit dem Rathaus am Markt verbrannten die städtischen Urkunden. 1349 wurde die Stadt von einer ersten Pestepidemie heimgesucht, eine weitere im Jahr 1393 forderte 3000 Opfer in der Stadt.
1406 verlor Eisenach durch den Tod des Landgrafen Balthasar die Hofhaltung und die landgräfliche Verwaltung und damit ihren Status einer landgräflichen Residenz. Dies führte schließlich zum wirtschaftlichen Niedergang der Stadt. Bei der Aufteilung der landgräflichen Besitztümer 1445 fiel Eisenach an Wilhelm III., der um 1450 die Eisenacher Münzstätte schließen ließ. Nach dem Tode von Wilhelm III. fiel Eisenach im Zuge der Leipziger Teilung 1485 an die Ernestiner.

### Reformation, Aufenthalt Luthers, Bauernkrieg (16.Jahrhundert)

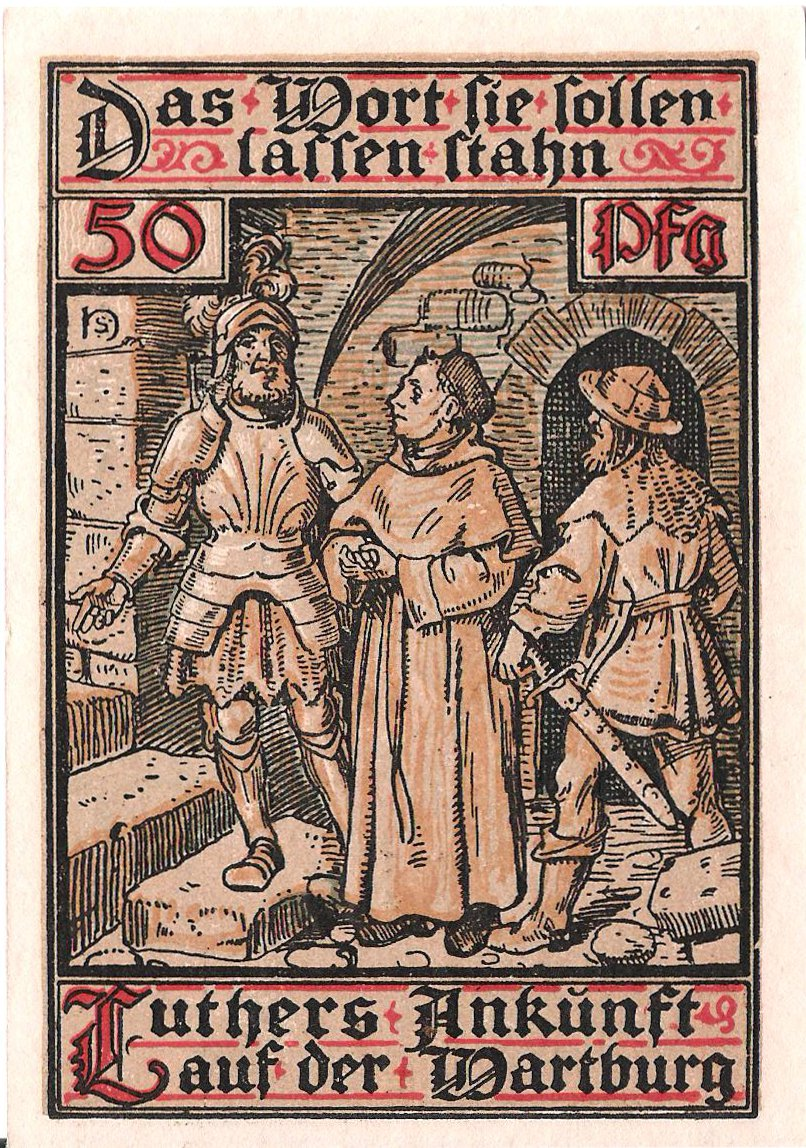
Luthers Ankunft auf der Wartburg auf einem Eisenacher Serienschein von 1921

1498 kam Martin Luther als Lateinschüler zum ersten Mal nach Eisenach. Am 2. Mai 1521 predigte er auf der Rückreise vom Wormser Reichstag in der Georgenkirche. Nachdem er mit der Reichsacht belegt worden war, wurde er am Folgetag auf der Wartburg als „Junker Jörg“ untergebracht und so vor möglichen Verfolgern versteckt. Er blieb dort bis zum 1. März 1522, als er die Wartburg gegen den Willen des Kurfürsten wieder verließ. In dieser Zeit übersetzte er das Neue Testament aus dem griechischen Urtext ins Deutsche; es wurde im September 1522 veröffentlicht („Septembertestament“).
Mit dem für 1523 notierten Eintreffen des aus Basel stammenden Predigers Jacob Strauß begann der Eisenacher Zinswucherstreit – ein trotz des persönlichen Eingreifens von Luther und Melanchton rasch an Schärfe zunehmender Konflikt – in dessen Folge Eisenacher Bürger zunächst die Zahlung von Zins bei Geldgeschäften verweigerten. In der weiteren Folge fielen Einwohner tumultartig über die vorhandenen kirchlichen Institutionen her, fast alle Kirchen und Klöster wurden schwer verwüstet oder niedergebrannt.
Am 7. Mai 1525 traf der Werrahaufen, ein Heerhaufen aufständischer Bauern im Deutschen Bauernkrieg, vor der Stadt ein, um Unterstützung durch die Stadtobrigkeit und die Bevölkerung zu erwirken. Es gelang dem Stadtkommandanten, die Mehrzahl der arglosen Anführer in die Stadt zu locken, worauf sie sofort verhaftet und nach einem Schauprozess auf dem Markt hingerichtet wurden. Noch heute erinnert ein Kreuz im Pflaster vor der Kirche daran. 17 Sympathisanten aus der Eisenacher Bevölkerung teilten dieses Schicksal Wochen später, nachdem Kurfürst Johann der Beständige wieder Herr der Lage geworden war.
1528 wurde Eisenach im Zuge der Reformation evangelisch, erster Superintendent war Justus Menius.
In Thüringen war zu dieser Zeit die Täuferbewegung stark verbreitet, einer der bedeutendsten Anhänger in Eisenach war Fritz Erbe. Er wurde 1533 gefangen genommen und war sieben Jahre im Storchenturm inhaftiert. 1540 wurde er in das Verlies im Südturm der Wartburg verlegt, wo er 1548 starb.

### Erneut Residenzstadt (1596), Stadtbrände (1617, 1636), Pest (1626), Hexenprozesse

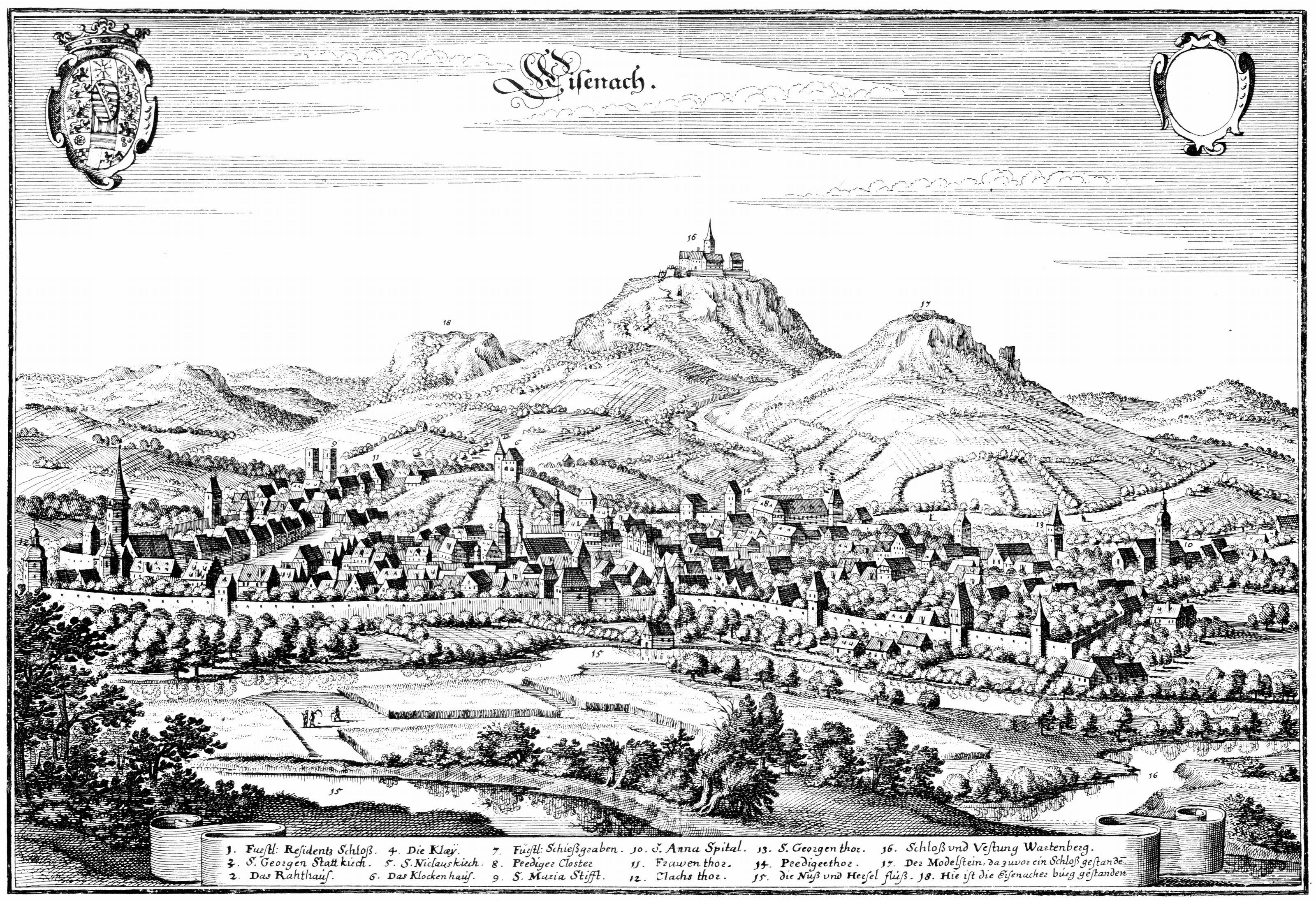
Eisenach um 1647 (Merian-Stich)

In den 1550er Jahren errichtete Hanns Leonhardt als Stadtbaumeister und Architekt zahlreiche prächtige Bürgerhäuser im Baustil der Renaissance; der einstige Weinkeller, heute Rathaus, der St.-Georgs-Brunnen auf dem Markt und das Lutherhaus blieben erhalten. Ein derart repräsentatives Stadtzentrum erleichterte es 1596 Johann Ernst, Herzog von Sachsen-Eisenach, seine Residenz von Marksuhl nach Eisenach zu verlegen. Verheerende Stadtbrände in den Jahren 1617 und 1636, die Drangsale des Dreißigjährigen Krieges und die 1626 eingeschleppte Pest schädigten die Stadt schwer und bremsten den wirtschaftlichen Aufschwung erneut.
Eisenach und die heutigen Ortsteile Madelungen, Neukirchen und Stregda waren von 1615 bis 1681 von Hexenverfolgung betroffen. Acht Frauen und ein Mann gerieten in Hexenprozesse, vier wurden hingerichtet, zwei Frauen widerstanden der Folter und legten kein Geständnis ab, sind aber wie der Mann des Landes verwiesen worden.
Am 21. März 1685 wurde Johann Sebastian Bach in Eisenach geboren und in der Georgenkirche getauft. Sein Vater Johann Ambrosius Bach war Leiter der Ratstrompeterei. In Eisenach wirkten die Barockkomponisten Johann Pachelbel und Johann Christoph Bach als Organisten sowie Georg Philipp Telemann als Hofkapellmeister.

### Sachsen-Weimar (1741), Kulturstadt
Eisenach wurde als Residenzstadt, bis 1757 mit fürstlicher Hofhaltung, im 18. Jahrhundert mehr und mehr eine Kulturstadt. Als architektonisches Symbol dieser neuen Blütezeit gilt das von 1742 bis 1751 am Markt erbaute Stadtschloss. 1741 fiel das Herzogtum Sachsen-Eisenach vertragsgemäß mit dem Tode des Herzogs Wilhelm Heinrich an Ernst August I. von Sachsen-Weimar. 1777 weilte Johann Wolfgang von Goethe auf Einladung des Herzogs Karl August von Sachsen-Weimar-Eisenach erstmals auf der Wartburg.
In den Zirkeln der Julie von Bechtolsheim, Goethes „Seelchen“ und Wielands „Psyche“, trafen sich am Jakobsplan die angesehensten Geister der Zeit: Neben Goethe und Wieland der Eisenacher Philosoph Christian Schreiber, Friederike von Schardt, die Schwägerin der Charlotte von Stein, Madame de Staël, Benjamin Constant, Herzog August von Gotha, Großherzog Karl August von Sachsen-Weimar-Eisenach und dessen Gemahlin, Carl Friedrich, der damals regierende Großherzog von Weimar und dessen Gemahlin, Maria Pawlowna, Herzog Bernhard von Weimar, Moritz August von Thümmel, Friedrich de la Motte Fouqué, Johann Friedrich Rochlitz, Karl von Müffling, General Wilhelm von Dörnberg, Graf Johann von Thielmann, Aaron Burr, der Vizepräsident der Vereinigten Staaten von Amerika, August von Kotzebue, Graf Otto von Loeben, Johann Benjamin Erhard, und Graf Dorotheus Ludwig von Keller und viele andere. Dort traf ein, was Madame de Staël einst sagte: „Alle wahrhaft gebildete Menschen sind Landsleute“.

### Napoleon, Kriegsschäden, Typhusepidemie (1807 bis 1814)
Im Jahr 1807 rastete Napoleon I. in der Stadt. Während der Napoleonischen Kriege kam es am 1. September 1810 zu einem tragischen Unfall: Bei der Schießpulverexplosion eines französischen Munitionstransports mitten durch Eisenach gab es 70 Todesopfer und schwere Schäden in der Stadt. Daran erinnert der 1817 errichtete Schwarze Brunnen in der Georgenstraße, der zu seinem hundertsten Jahrestag sein heutiges Aussehen erhielt. Unzählige Opfer forderte der Rückzug der geschlagenen französischen Armee, als dessen Folge eine Typhus-Epidemie in der Stadt ausbrach. Während des Feldzuges weilte 1814 der russische Zar Alexander I. kurz in Eisenach.

### Wartburgfest, Industrialisierung, Kurstadt (19. Jahrhundert)

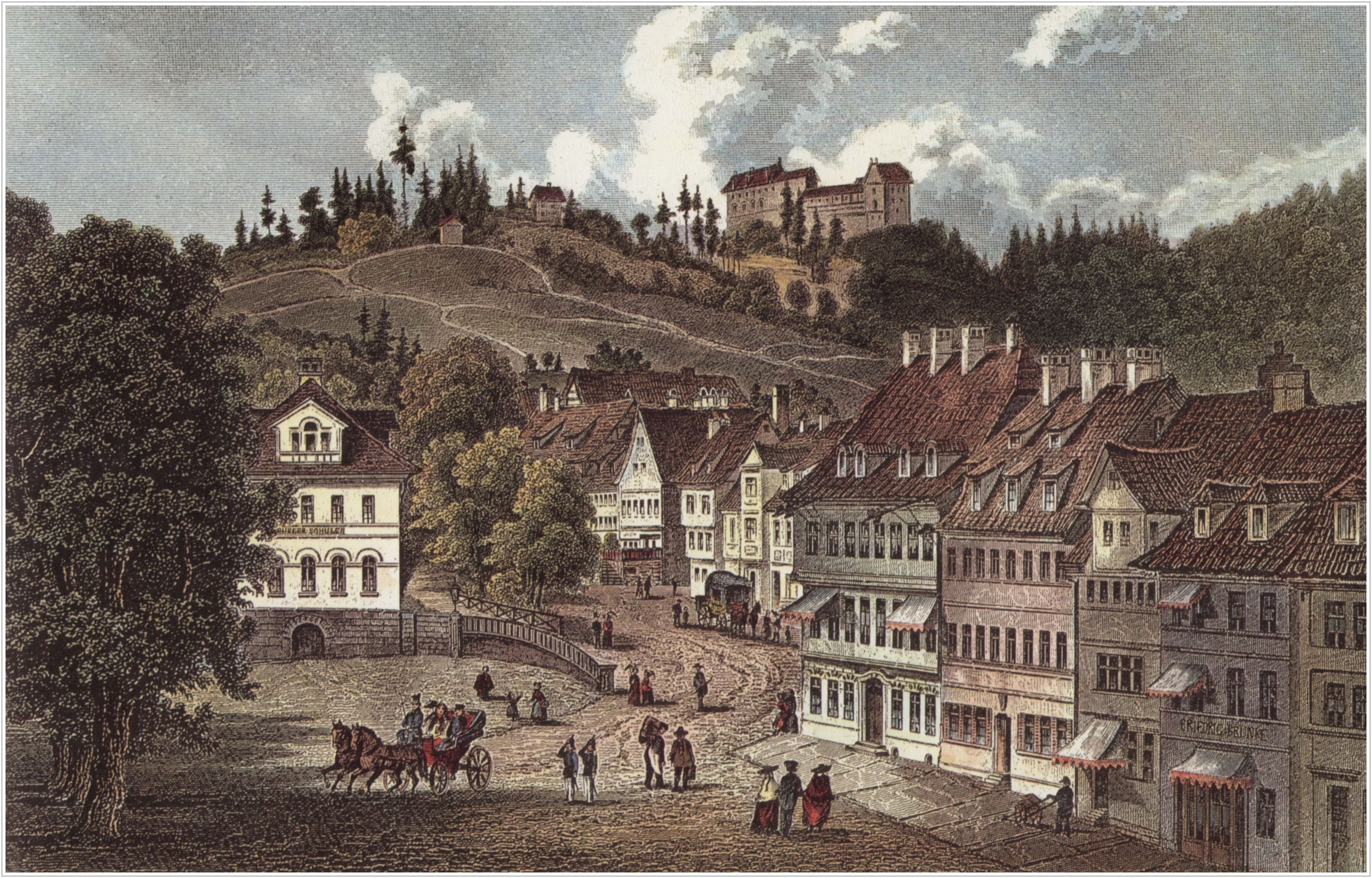
Blick auf den Marktplatz mit der von Johann Wilhelm Sältzer erbauten klassizistischen ehemaligen Bürgerschule von 1825, der alten Post und den Pfarrhäusern am Pfarrberg. Im Hintergrund die Wartburg vor der Errichtung des neuen Bergfriedes und dem Bau der „Neuen Kemenate“. Kolorierter Stahlstich 1856

Im Oktober 1817 trafen aus Anlass des vierten Jahrestags der Völkerschlacht bei Leipzig rund 500 Studenten und Professoren zum ersten Wartburgfest zusammen, um 300 Jahren Reformation zu gedenken und ein einheitliches und freies Deutschland zu fordern. Ein weiteres Wartburgfest folgte 1848. Seit 1850 feierte der Wingolfsbund alle zwei Jahre sein Wartburgfest in Eisenach. 1840 wurde der Physiker und Sozialreformer Ernst Abbe in Eisenach geboren.
Wirtschaftlich, baulich und kulturell entwickelte sich die Stadt nach 1800 bedeutend schneller als zuvor. 1817 eröffnete in der Fleischgasse (heute Lutherstraße) eine Hebammenschule. Eine Zentralisierung der Hebammenausbildung, die „Mediziner und Staatstheoretiker gleichermaßen begrüßten“. Die Kaufleute Eichel, Pfennig und Streiber gründeten die ersten Industriebetriebe; es entstanden Spinnmühlen, Bleiweiß- und Farbenfabriken und mit der Kammgarnspinnerei ein erster Großbetrieb. Bedeutung hatte auch das Gerberhandwerk.
Die von Eisenach ausgehenden Verkehrswege wurden als bequeme Fahrstraßen ausgebaut und schufen die Verbindung zum Eisenacher Oberland in der Rhön, einem durch den Wiener Kongress zugesprochenen Gebietsteil der säkularisierten Fürstabtei Fulda.
Die Biedermeier-Zeit begünstigte die Anlage von Landschaftsparks; so legte Kaufmann Christian Friedrich Roese auf dem noch kahlen Metilstein einen Waldpark an. Zur selben Zeit entstanden die Gärten am Pflugensberg und an der Spicke, der Kartausgarten, der Clemdagarten und Pfennigs Garten. Die Gründung der Großherzoglich-Sächsischen Forstlehranstalt durch Forstrat Gottlob König im Jahr 1830 setzte diese Tendenz fort. Rings um die Stadt entstanden erste Restaurants und Vergnügungsplät ze, in der Stadt die ersten Caffeehäuser und Ballsäle. In den zeittypischen Gesellschaftssalons, in Eisenach die Clemdagesellschaft für die „gebildeten Stände“, trafen sich höhere Beamte, Unternehmer, Offiziere, aber auch der Landadel zu kulturellen Gesprächen, Musik und Unterhaltung.

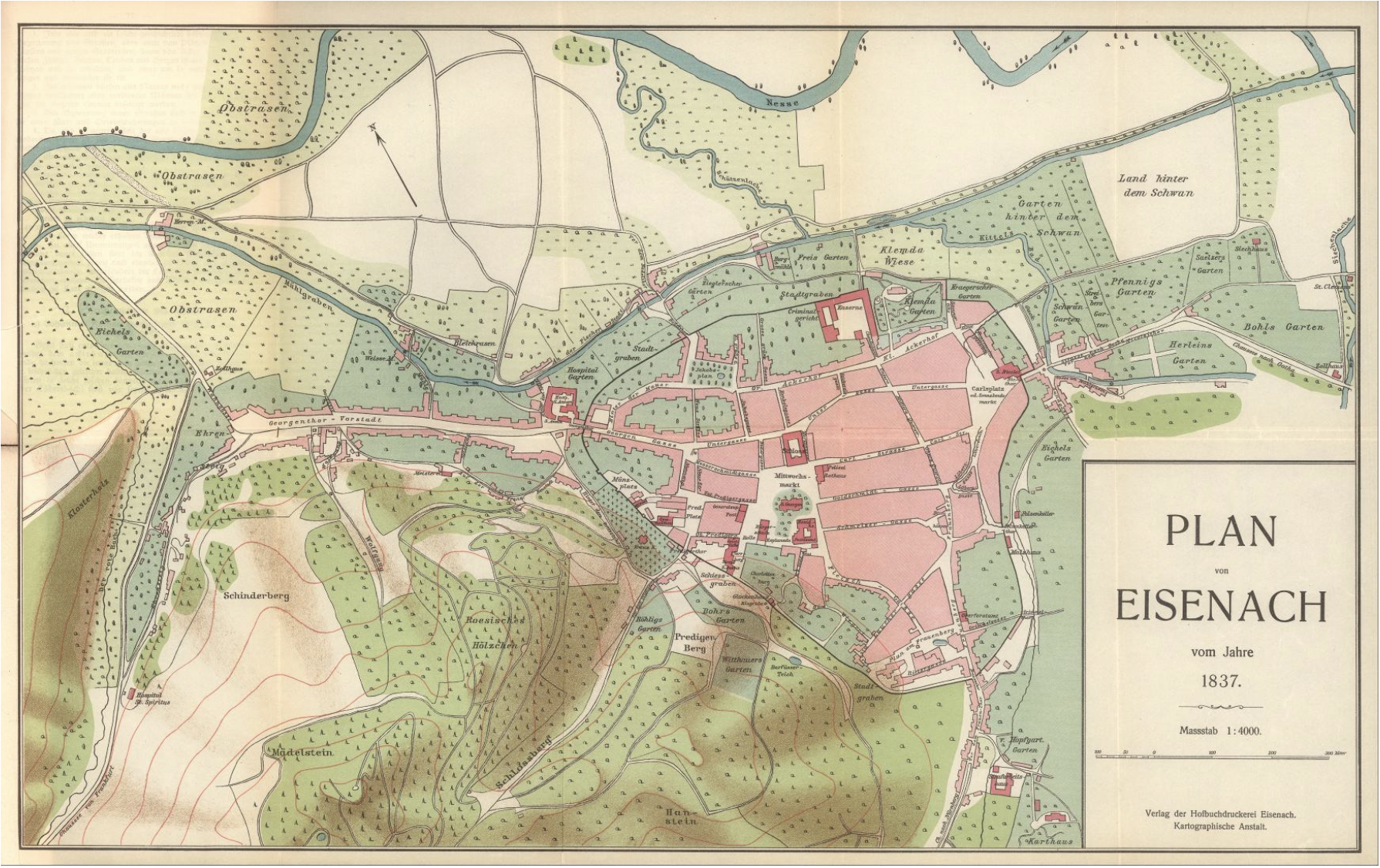
Kolorierter Plan von Eisenach, 1837

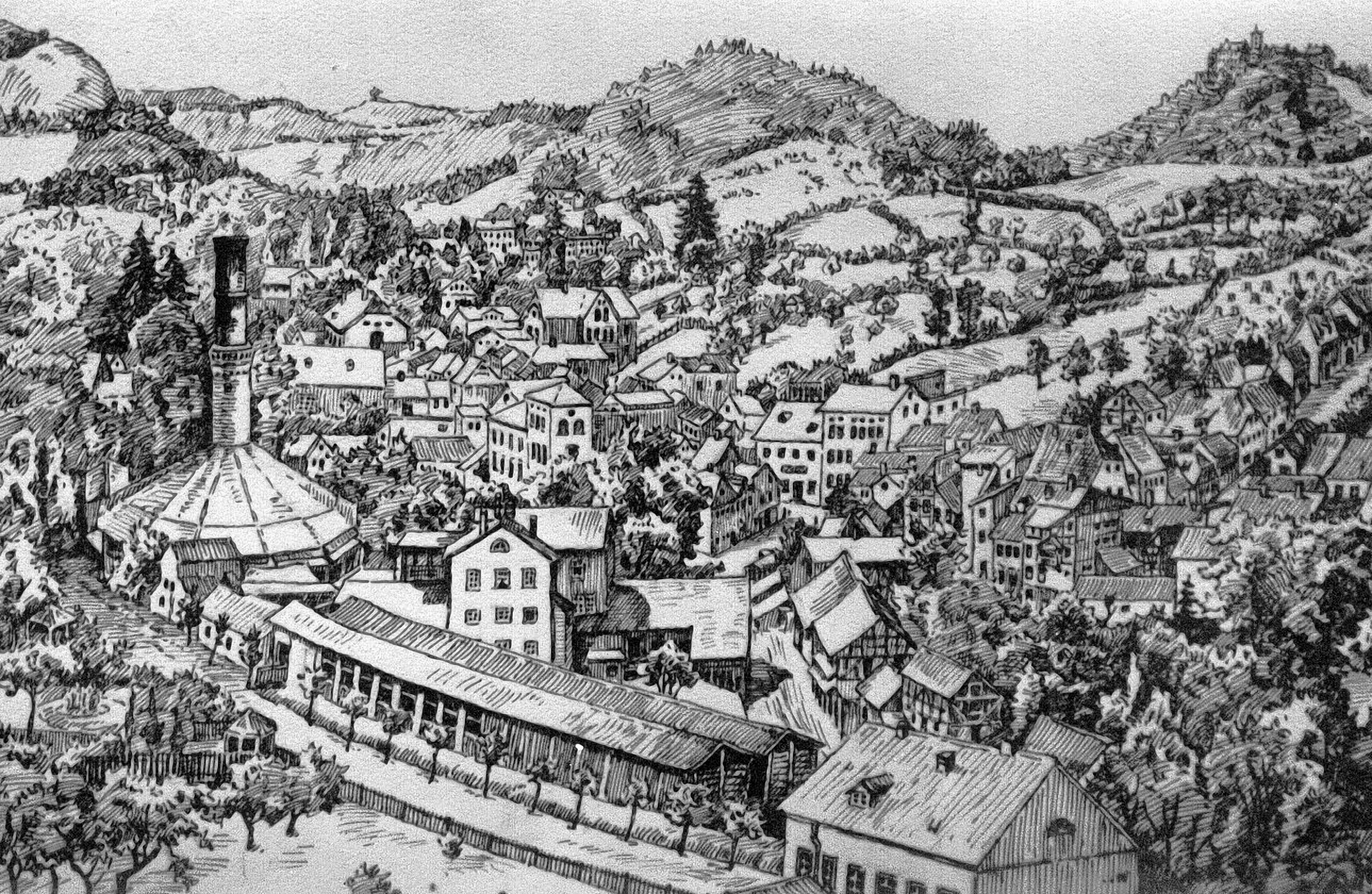
Die Eisenacher Ziegelei Sältzer mit dem Hoffmannschen Ringofen, 1875

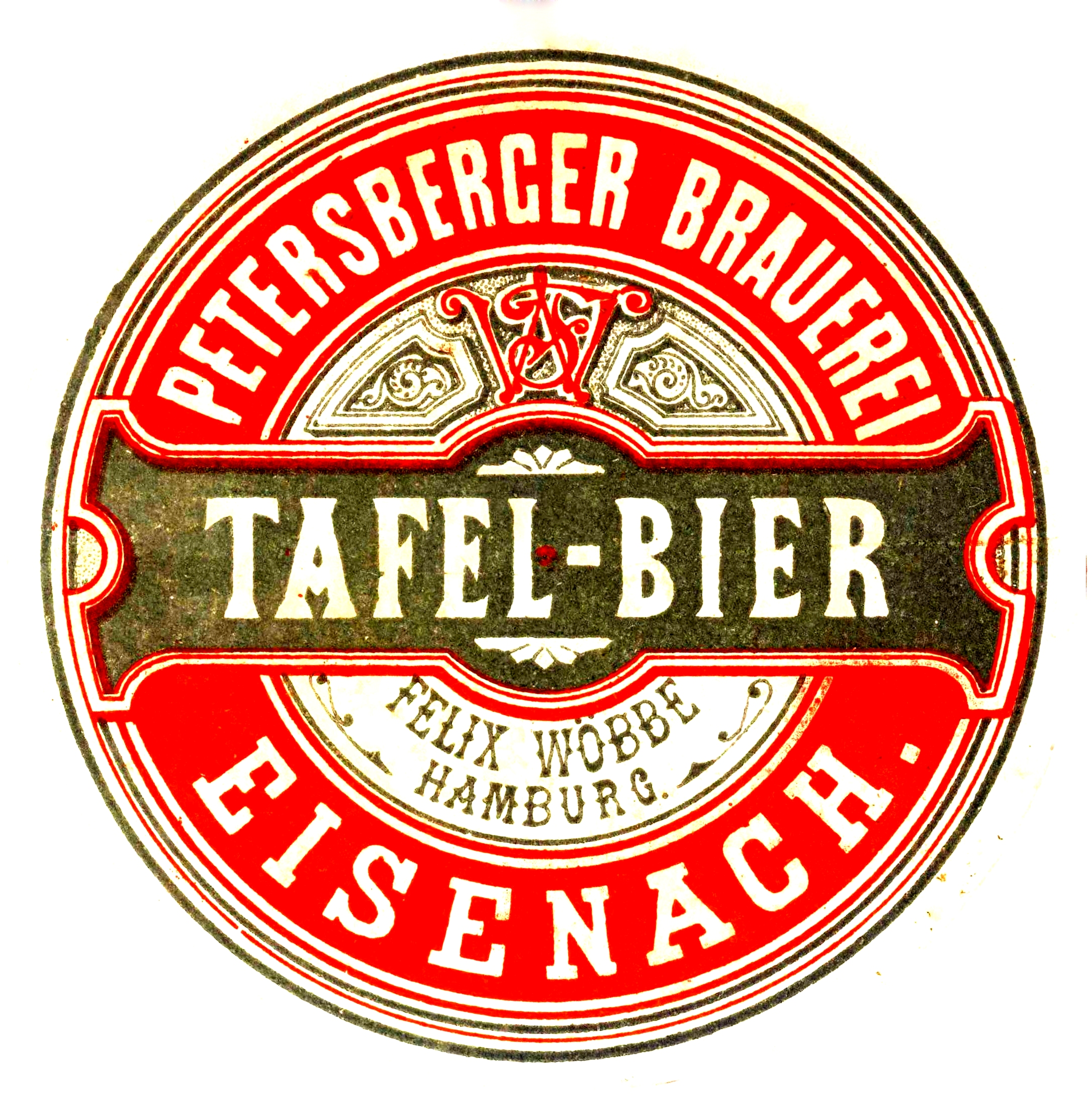
Bierdeckel der Petersberger Brauerei Erbslöh und Schuchard, Eisenach, um 1885

Wartburg-Motorwagen. Eine Anzeige der Fahrzeugfabrik Eisenach aus dem Jahre 1902

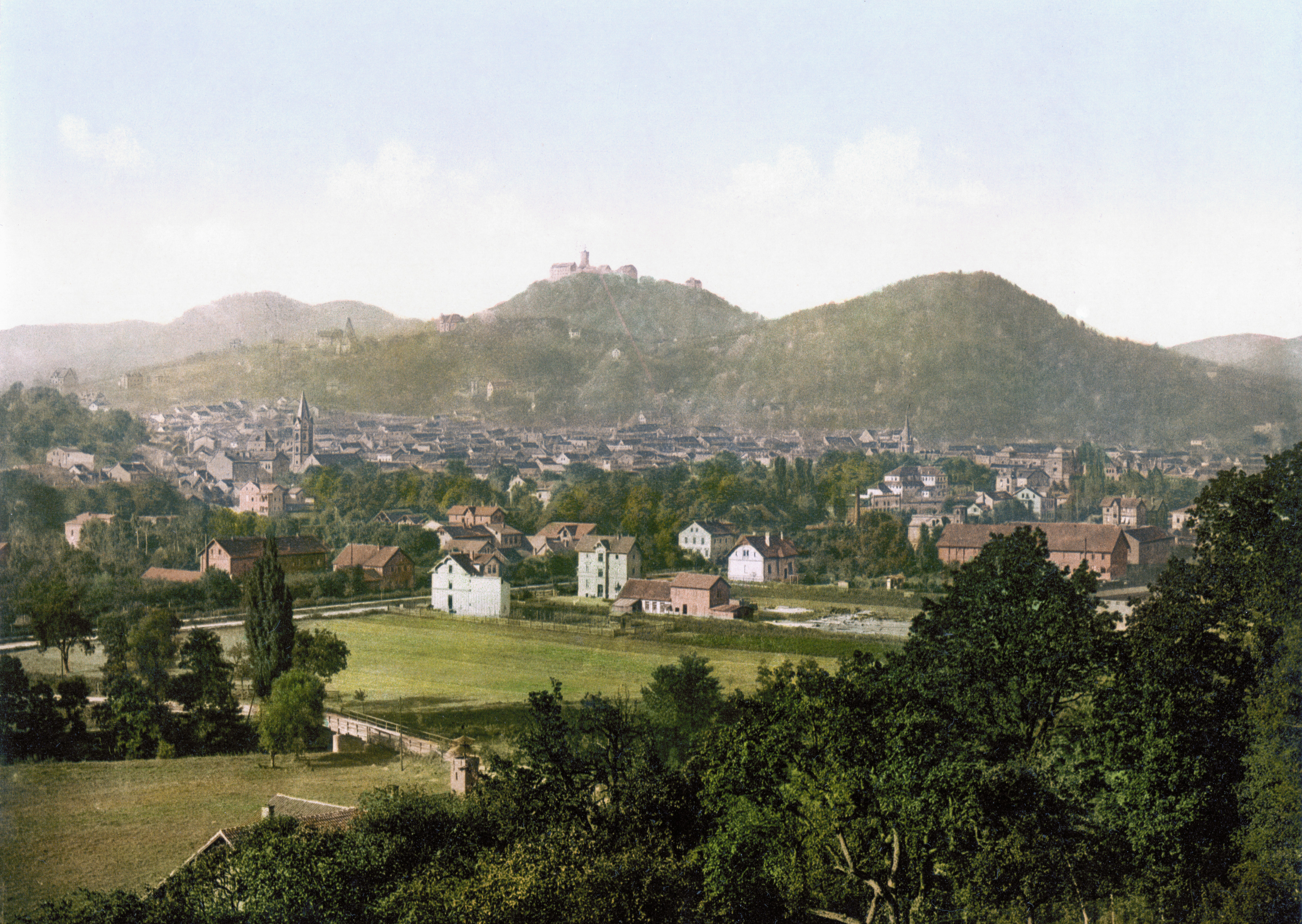
Eisenach um 1900

Im Jahr 1820 errichtete der Architekt Johann Wilhelm Sältzer in Eisenach eine Ziegelbrennerei, die später sein Sohn Eduard Sältzer ausbaute und die durch die Einführung des Hoffmannschen Ringofens Maßstäbe für eine wirtschaftliche Herstellung des in der Gründerzeit dringend benötigten Baumaterials in Thüringen setzte. 1847 folgte der Anschluss an die Thüringer Bahn nach Gotha, Erfurt, Weimar, Halle und Leipzig im Osten. Die Strecke wurde 1849 nach Bebra in Hessen verlängert, so dass Bahnverbindungen nach Frankfurt am Main und Kassel bestanden. Als letzte Bahnstrecke wurde 1858 die Werrabahn eröffnet, die über Meiningen und Coburg an den Main führte. Im heutigen Ortsteil Wartha begann westlich von Eisenach die 1907 eröffnete Bahnstrecke Schwebda–Wartha nach Eschwege, die 1969 stillgelegt wurde. Die gute infrastrukturelle Anbindung begünstigte die Entwicklung Eisenachs zu einem bedeutenden Tagungsort, insbesondere für evangelische Organisationen.
1859 wurde der Deutsche Nationalverein im Gasthof Phantasie gegründet. August Bebel und Wilhelm Liebknecht gründeten im Gasthaus Goldener Löwe 1869 die Sozialdemokratische Arbeiterpartei (SDAP) und verfassten deren Eisenacher Programm. In der weiteren Entwicklung bis 1890 ging aus ihr die SPD hervor. Die wirtschaftliche Entwicklung der Stadt führte um 1870 zur Gründung weiterer Fabriken, der Herdfabrik Gebrüder Demmer, der Schuhleistenfabrik Hermann Berger, der Kunsttöpferei August Saeltzer, der Farbenfabrik Arzberger, Schöpff & Co., der Fensterfabrik Wilk & Oehring, der Klosterziegelei Eisenach Stein & Co. sowie 1873 der Petersberger Brauerei Eisenach des Kaufmanns Albert Erbslöh, die später in der Aktien-Brauerei Eisenach aufging und heute als Wartburg Brauerei Eisenach GmbH besteht.
1896 wurde die Fahrzeugfabrik Eisenach gegründet, mit der die Eisenacher Automobilindustrie ihren Anfang nahm. Zur Versorgung der Stadt entstand 1862 eine (Leucht-)Gasanstalt, 1874 ein Wasserwerk, 1887 das Post- und Telegraphenamt und 1892 der städtische Schlachthof sowie das Elektrizitätswerk. Dieses ermöglichte ab 1897 den Betrieb der Eisenacher Elektrischen Straßenbahn. Zahlreiche Banken und Versicherungen richteten um 1900 in der Innenstadt Filialen ein, 1905 entstand im Norden des Stadtzentrums eine Filiale der Reichsbank.
Bereits seit 1822 bestand in Eisenach eine Infanterie-Garnison, die Truppenstärke wurde 1831 mit 165 Mann beziffert. Auf Betreiben der Stadtverwaltung wurde 1869 mit dem Bau der Städtischen Kaserne in der Hospitalstraße begonnen. Dort war von 1871 bis 1914 das II. Bataillon des 5. Thüringer Infanterieregiments Nr. 94 stationiert.
1899 wurde das Denkmal des Wingolfsbundes vollendet, 1902 das Burschenschaftsdenkmal eingeweiht, 1904 der heutige Hauptbahnhof, 1906 das Volkshaus Stern und 1907 das Bachhaus eröffnet. 1908 wurde das erste Lichtspieltheater eröffnet und 1913 entstand ein Tiergarten am Wartenberg. Eisenach wurde um 1900 Tagungs- und Kongressstadt. Am 19. Januar 1901 wurde im Hotel Kaiserhof unter Mitwirkung des Direktors der Fahrzeugfabrik Eisenach, Gustav Ehrhardt, der Verein Deutscher Motorfahrzeug-Industrieller gegründet, der 1946 in Verband der Automobilindustrie umbenannt wurde. Die Kurbad-Eisenach-Gesellschaft wurde 1905 gegründet, es entstanden zahlreiche Hotels und Pensionen, die Wandelhalle, ein Spielcasino, Bäder, Parkanlagen und Sanatorien. Die Kurbad-Gesellschaft erwarb die Nutzungsrechte für die als Großherzogin-Karolinen-Quelle gefasste Mineralwasserquelle bei Wilhelmsglücksbrunn und ließ eine Wasserleitung von dieser bis in die Wandelhalle verlegen, in der am 8. Juli 1906 der Kurbetrieb in Eisenachs Südstadt eröffnet wurde. Mit dem Ersten Weltkrieg kam der Kurbetrieb in Eisenach weitgehend zum Erliegen.

### Zweite jüdische Gemeinde (ab 1804)
Mit der Erlaubnis für den thüringischen Hoffaktor Michael Rothschild 1804 setzte eine bescheidene jüdische Zuwanderung ein. In den 1820er-Jahren kamen aus den Landgemeinden, den umliegenden „Judendörfern“ Lengsfeld, Gehaus, Herleshausen, Nesselröden, Geisa weitere Familien. Doch erst zu Beginn der 1860er Jahre kam es zur Gründung einer kleinen Gemeinde, die 72 Mitglieder im Jahr 1864 zählte, 1877 bereits 287. Um 1864 wurde als erster Lehrer der jüdischen Gemeinde Jacob Heidungsfeld angestellt, der zudem als Kantor bis zu seinem Tode 1897 arbeitete. 1865 wurde die Israelitische Religionsschule gegründet, 1868 eine Mikwe eingerichtet (Clemensstraße 5).
Eisenach war von 1846 bis 1876 unter dem Rabbiner Mendel Heß und ab 1912 Sitz des Landesrabbinates Sachsen-Weimar-Eisenach, das die Gemeinden Apolda, Aschenhausen, Eisenach, Gehaus, Geisa, Jena, Ilmenau, Stadtlengsfeld, Vacha und Weimar umfasste. Von 1898 bis 1930 war Josef Wiesen Rabbiner, ab 1912 in Eisenach. Er starb im November 1942 im Konzentrationslager Theresienstadt.
Die Eisenacher Juden betätigten sich zunächst im Vieh-, Tuch- und Modewarenhandel, dann im Handel mit Fell-, Leder- und Landwirtschaftsprodukten, mit Wolle, Holz und Manufakturwaren. 1877 gab es zwei jüdische Rechtsanwälte, einen Arzt, einen Redakteur, einen Versicherungsagenten, zwei Bankiers usw. Renommierte Geschäfte waren das Damenmodegeschäft Löwenstein, das Herrenmodegeschäft Dreyfuß, aber auch Industrieunternehmen wie die Trommelfabrik Weinstein. 1904 zählte die Gemeinde die höchste Mitgliederzahl mit 430, 1906 zählte sie nur noch 386 Mitglieder.

### Zwischen den Weltkriegen

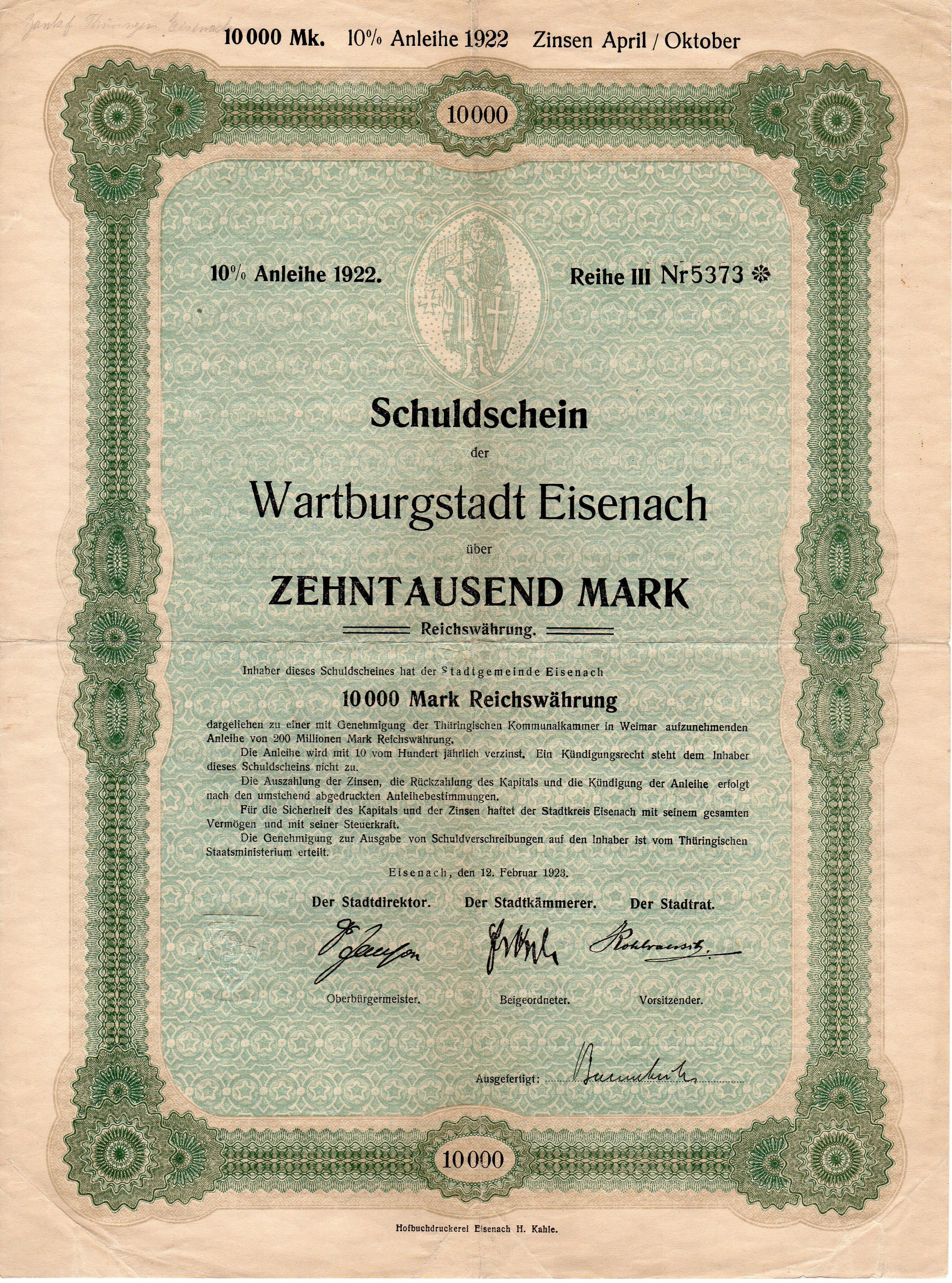
Anleihe der Stadt Eisenach von 1923 für die Finanzierung von Grundstücksankäufen, Wohnungsbauten, Baudarlehen sowie für die städtischen Werke

Nach dem Ersten Weltkrieg war die Stadtbevölkerung im Jahr 1919 auf 40.000 Einwohner angewachsen. In den neu entstandenen Wohngebieten der Vorstädte und nördlich der Eisenbahntrasse wurden deshalb bevorzugt viergeschossige Häuser gebaut. Bedeutend luxuriöser waren die Wohnverhältnisse in den im südlichen Stadtgebiet entstandenen Villenkolonien Mariental, Predigerberg, Karthäuserhöhe und Marienhöhe, dort siedelten sich überwiegend Pensionäre und Beamte an. Mit dem wirtschaftlichen Aufschwung war auch die Neugründung der jüdischen Gemeinde in Eisenach verbunden, die sich zum Teil aus Geschäftsleuten aus Stadtlengsfeld und dem Eisenacher Oberland zusammensetzte. Mittelpunkt der Eisenacher israelitischen Gemeinde war die 1885 in der damaligen Wörthstraße (heute: Karl-Marx-Straße) erbaute Synagoge, sie wurde am 9. November 1938 bei der Reichspogromnacht in Brand gesteckt und zerstört. Im Ersten Weltkrieg starben 23 jüdische Soldaten aus Eisenach.
Das 2. Ersatz-Bataillon 167 wurde 1917 von Eisenach nach Kassel verlegt und im November das Ersatz-Bataillon des Landwehr-Infanterie-Regiments Nr. 83 aus Eschwege übernommen. Das aus Schlesien nach Eisenach verlegte Panzerregiment II bezog im Oktober 1935 die neu gebauten Kasernen am Ludendorffwall (heute Ernst-Thälmann-Straße).
Ein Denkmal für die Märzgefallenen am Eingang der Frankfurter Straße erinnert an einen blutigen Militäreinsatz am 18. März 1920 beim Kapp-Putsch, dabei fanden fünf Eisenacher Arbeiter den Tod. Von 1920 bis 1940 war Eisenach das Zentrum der Neulandbewegung von Guida Diehl. Die Organisation und der Neulandverlag hatten ihren Sitz im Neulandhaus; die Stadt war jährlich Schauplatz des Neulandtages. 1920 nahm die neu gegründete thüringische Landeskirche ihren Sitz in Eisenach.

### Nationalsozialismus und Zweiter Weltkrieg
Am 30. Januar 1933 übernahm die NSDAP die Macht. Zunächst ergab sich ein starker wirtschaftlicher Impuls. Es wurden Wohnsiedlungen (Am Klosterholz, Kirschberg), zwei Schulen, das Gebäude der Thüringer Staatsbank in der Karlstraße und das Verlagsgebäude der Thüringer Tagespost, das Diakonissenmutterhaus am Karlsplatz und eine Waldbühne errichtet. Im Rahmen der Wiederaufrüstung entstanden Rüstungsbetriebe, große Kasernenanlagen und eine Fliegerschule der Luftwaffe. Die Stadt wurde 1935 Standort des Panzerregiments 2 der 1. Panzer-Division. Am Siebenborn wurde ein Lager des Reichsarbeitsdienstes eingerichtet. Aufgrund Bevölkerungswachstums entstanden neue Wohnquartiere, wie die BMW-Siedlung.

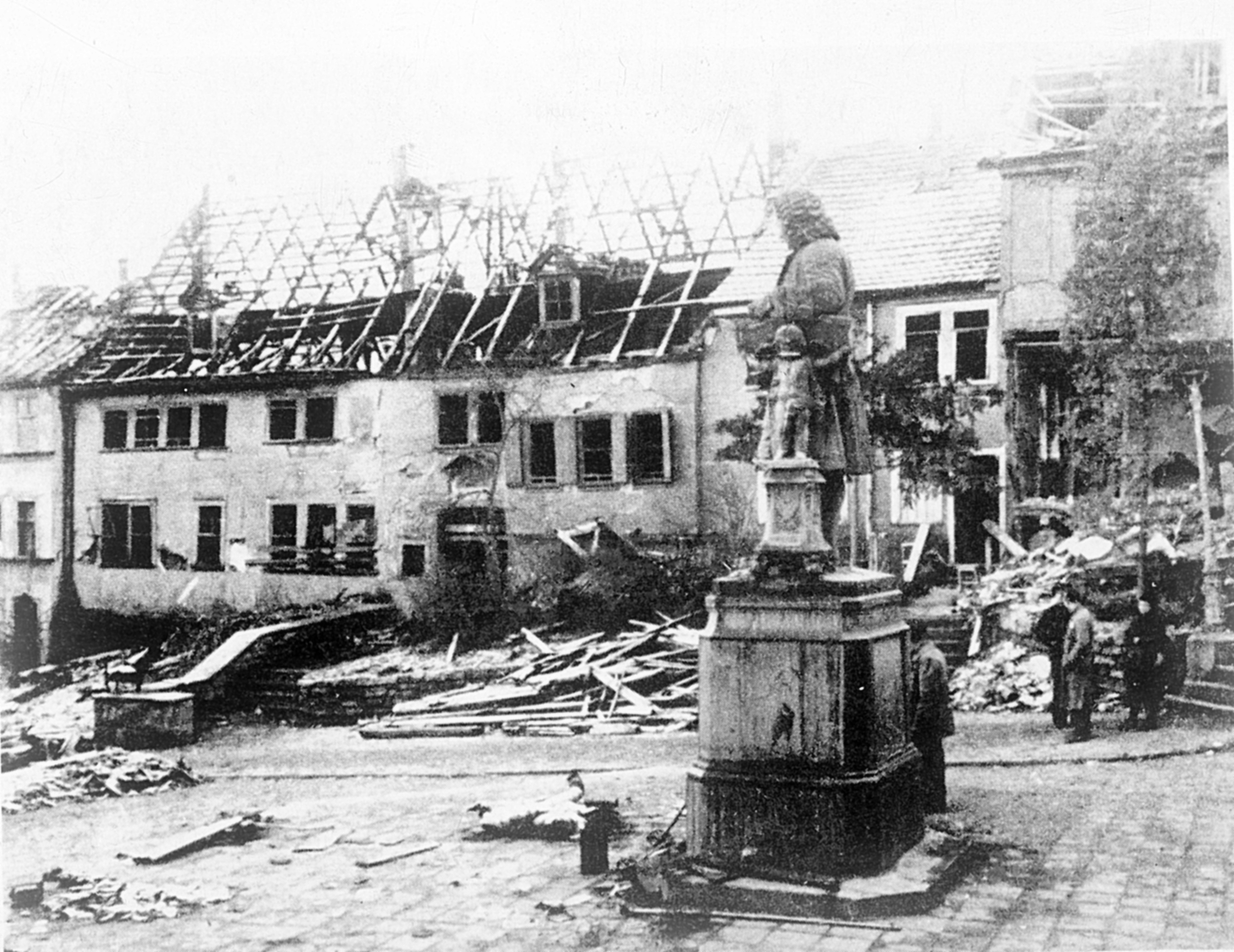
Das ausgebrannte Bachhaus (1945)

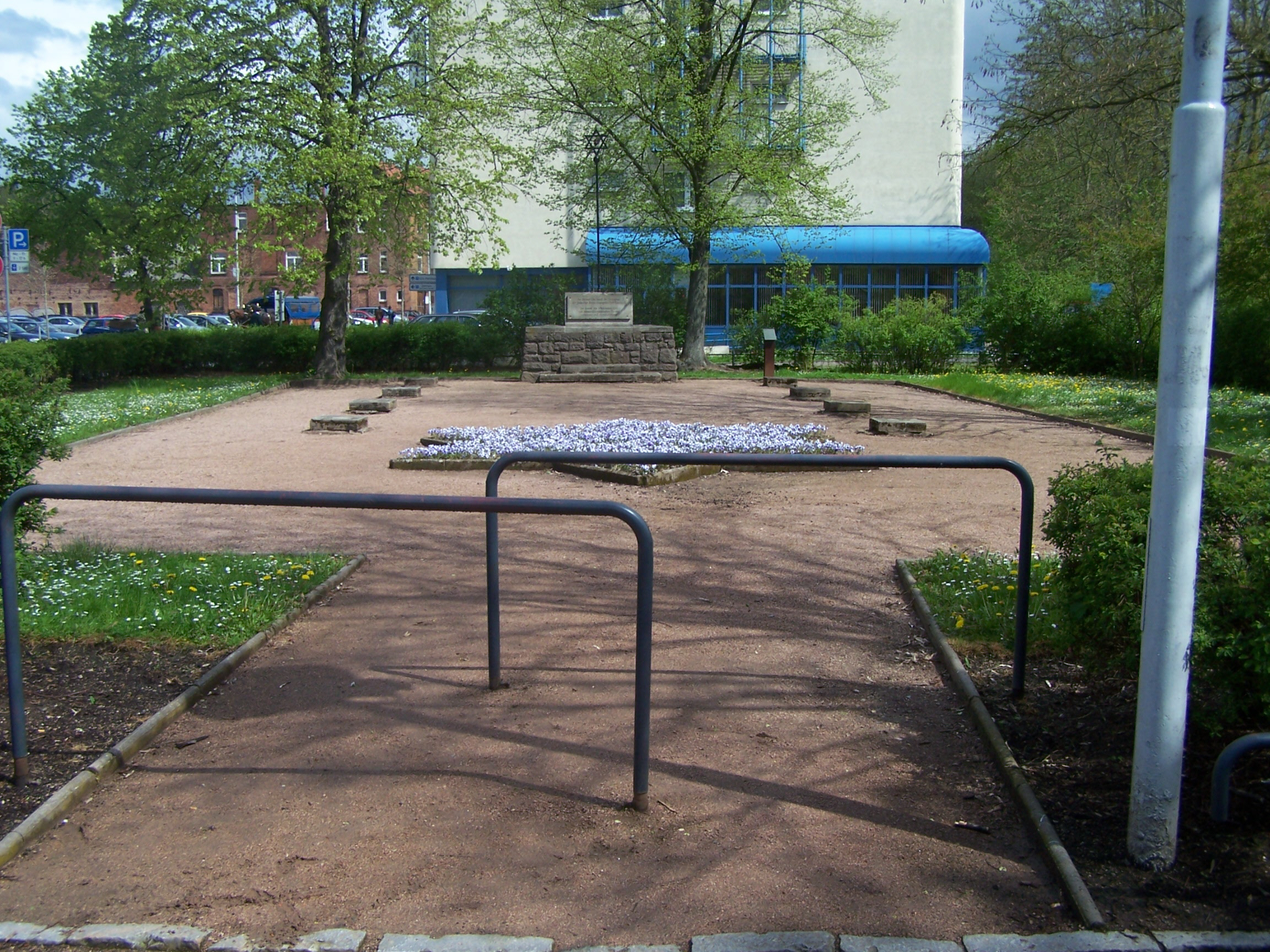
Mahnmal für die 1938 zerstörte Synagoge in der Karl-Marx-Straße

1920 und 1924 beschmierten Schüler Geschäfte von Juden mit Farbe, 1923 und 1925 wurden Fenster der Synagoge eingeworfen. Ab 1933 wurden die Eisenacher Juden wie überall im deutschen Reich systematisch zunehmend entrechtet. Ab 1938 verließen immer mehr jüdische Bürger ihre Heimat. 1939 lebten noch 215 Juden in Eisenach. Bei den Novemberpogromen wurde am 9. November 1938 die Synagoge in der Wörthstraße in Brand gesteckt und es wurden jüdische Geschäfte sowie Privathäuser geplündert und verwüstet. 112 jüdische Männer ließ die Polizei in das KZ Buchenwald verschleppen. Sie wurden nach Monaten wieder freigelassen. 1939 mussten jüdische Einwohner in Judenhäuser umziehen. 1942 begannen Deportationen in den Osten in die Ghettos und Lager Bełżyce und Theresienstadt, die 1943 mit einem Transport in das KZ Auschwitz endeten. Materielle und seelische Schäden waren erheblich, zudem ließen etwa 200 jüdische Einwohner im Holocaust ihr Leben.
Gedenktafeln im Bahnhofsgebäude und in der Karl-Marx-Straße sowie mehr als 100 Stolpersteine erinnern an diese Vorgänge. Am 6. Mai 1939 gründeten elf evangelische Landeskirchen auf der Wartburg das Institut zur Erforschung und Beseitigung des jüdischen Einflusses auf das deutsche kirchliche Leben, das seinen Sitz fortan in der Bornstraße 11 hatte. Die Arbeit des Instituts zielte darauf ab, das Christentum von allen jüdischen Einflüssen zu „befreien“ und so einen „artgemäßen“ Glauben zu schaffen. Im September 1941 wurden die 145 noch in der Stadt lebenden Juden im Haus Goethestraße 48 interniert und 1942 von dort nach Belzec und Theresienstadt deportiert. Nur wenige von ihnen überlebten.
1940 kamen erste Kriegsgefangene aus den besetzten Ländern in die Stadt zur Zwangsarbeit vor allem im BMW-Stadtwerk und im BMW-Flugmotorenwerk. Die größten Gruppen bildeten 2154 Ukrainer, 1314 Russen und 390 Weißrussen. Zwangsarbeiter waren auch in umliegenden Orten tätig. Ein Ehrenmal in den Erlengräben (Gemarkung Mosbach, Gemeinde Wutha-Farnroda) erinnert an 455 Opfer. Auf dem sowjetischen Ehrenfriedhof am Wartenberg wird an 1040 umgekommene sowjetische Kriegs- und 102 Zivilgefangene erinnert.
1941 erhielt Eisenach Anschluss an das Reichsautobahn-Netz, von Osten her wurde die Strecke 80 provisorisch bis zur Abfahrt Eisenach-West fertiggestellt. Hierfür fanden seit 1936 Bauarbeiten im Norden des Stadtgebietes statt, unter anderem wurde die Karolinentalbrücke und die heute denkmalgeschützte Autobahnmeisterei errichtet.
Im Zweiten Weltkrieg war die Stadt vom Februar 1944 bis Februar 1945 siebenmal Ziel alliierter Luftangriffe, überwiegend der United States Army Air Forces. 170 Bomber warfen über 400 Tonnen Bombenlast ab. Besonders betroffen waren das Automobilwerk und seine Umgebung sowie das historische Stadtzentrum vor allem im Bereich von Marktplatz, Lutherstraße und Frauenplan. Bei Kriegsende waren in Eisenach 2000 Wohnungen beschädigt oder unbewohnbar, das Automobilwerk war zu zwei Dritteln zerstört. In Trümmern lagen auch das Archivgewölbe und der Marstall der Residenz sowie die Ratswaage, die später beseitigt wurden. Schwer beschädigt waren die Alte Residenz, das Alte Schloss, das Creutznacher Haus, das Rathaus, das Lutherhaus und das Bachhaus. Leichtere bis mittelschwere Schäden durch Bomben oder Artilleriebeschuss erlitten zahlreiche weitere Bauten, wie die Annen-, die Georgen-, die Kreuz-, die Nikolai- und die Predigerkirche, der Glockenturm, die Neue Residenz und die Wartburg. Die meisten beschädigten Gebäude wurden wiederhergestellt. Bei Luftangriffen, einschließlich der Tiefflieger und des Artilleriebeschusses vor der Besetzung, starben etwa 370 Zivilisten.

### Amerikanische Besatzung

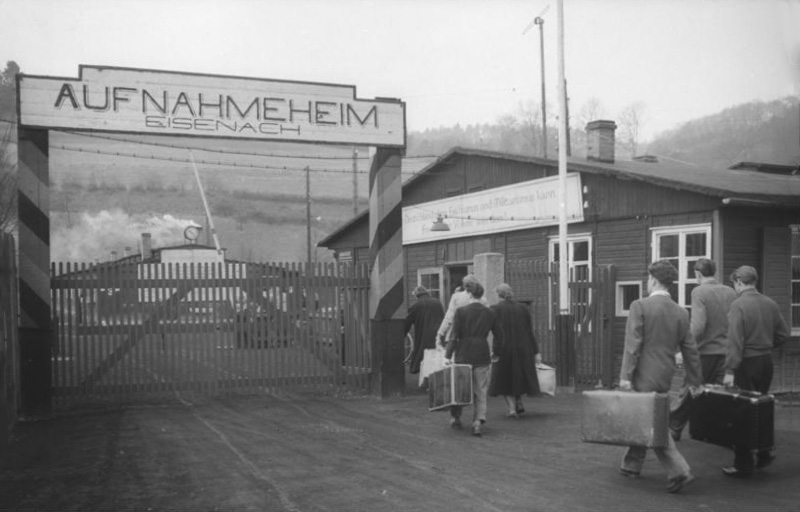
Im „Wallmeyer-Lager“ wurden bis in die 1960er Jahre Kriegsgefangene, Spätheimkehrer und Übersiedler aus den drei westlichen Besatzungszonen empfangen und erstversorgt.

Die westlichen Vororte Hörschel und Neuenhof wurden mit der Nachbarstadt Creuzburg am 1. April 1945 von amerikanischen Einheiten eingenommen. Der deutsche Kampfkommandant von Eisenach verweigerte die Kapitulation und ordnete bedingungslosen Widerstand an. Die Amerikaner rückten in den folgenden Tagen nördlich der Stadt in Richtung Gotha weiter vor, die Eisenacher Innenstadt wurde am 6. April ab 2 Uhr bis zum Morgengrauen mit Artilleriefeuer belegt, was zusätzlich Gebäudeverluste durch ungelöschte Brände zur Folge hatte. Daraufhin setzte sich die Kampfkommandantur ab, die Truppen der deutschen Wehrmacht ergaben sich. In den Morgenstunden zum 6. April übergab der zwei Tage zuvor in sein Amt eingeführte Oberbürgermeister Rudolf Lotz die Stadt den amerikanischen Truppen.
Die Bilanz der Zerstörungen im Zweiten Weltkrieg waren vier beschädigte Brücken, 55 öffentliche Gebäude (21 Totalverlust), 6742 Wohnungen (1870 Totalverlust) sowie 231 Nutzgebäude, Fabriken, Depots und technische Anlagen (davon mit 84 Totalverlust). Allein sieben Bombardements hatten dem BMW-Gelände am Nordrand der Innenstadt und dem Außengelände am Wartenberg gegolten. Über 17.000 Ausländer, davon 14.089 Italiener, saßen als Zwangsarbeiter oder Kriegsgefangene in Barackenlagern, Ruinen und Notunterkünften am Stadtrand fest. Die Eisenacher Sterberegister enthalten die Daten von etwa 2000 Sowjetbürgern und vielen Hundert Opfern aus anderen Staaten Europas.
Vom amerikanischen Stadtkommandanten wurde Oberbürgermeister Lotz noch bis zum 7. Mai 1945 im Amt belassen und dann abgelöst. Zum neuen Bürgermeister wurde Ernst Fresdorf ernannt, ein Rheinländer und langjähriger Bürgermeister in Köln, der zufällig in Eisenach anwesend war. Noch unter den Amerikanern begann die Enttrümmerung der Stadt, der Bahnbetrieb und die Wiederinbetriebnahme von Produktionsstätten.

### Sowjetische Besatzung

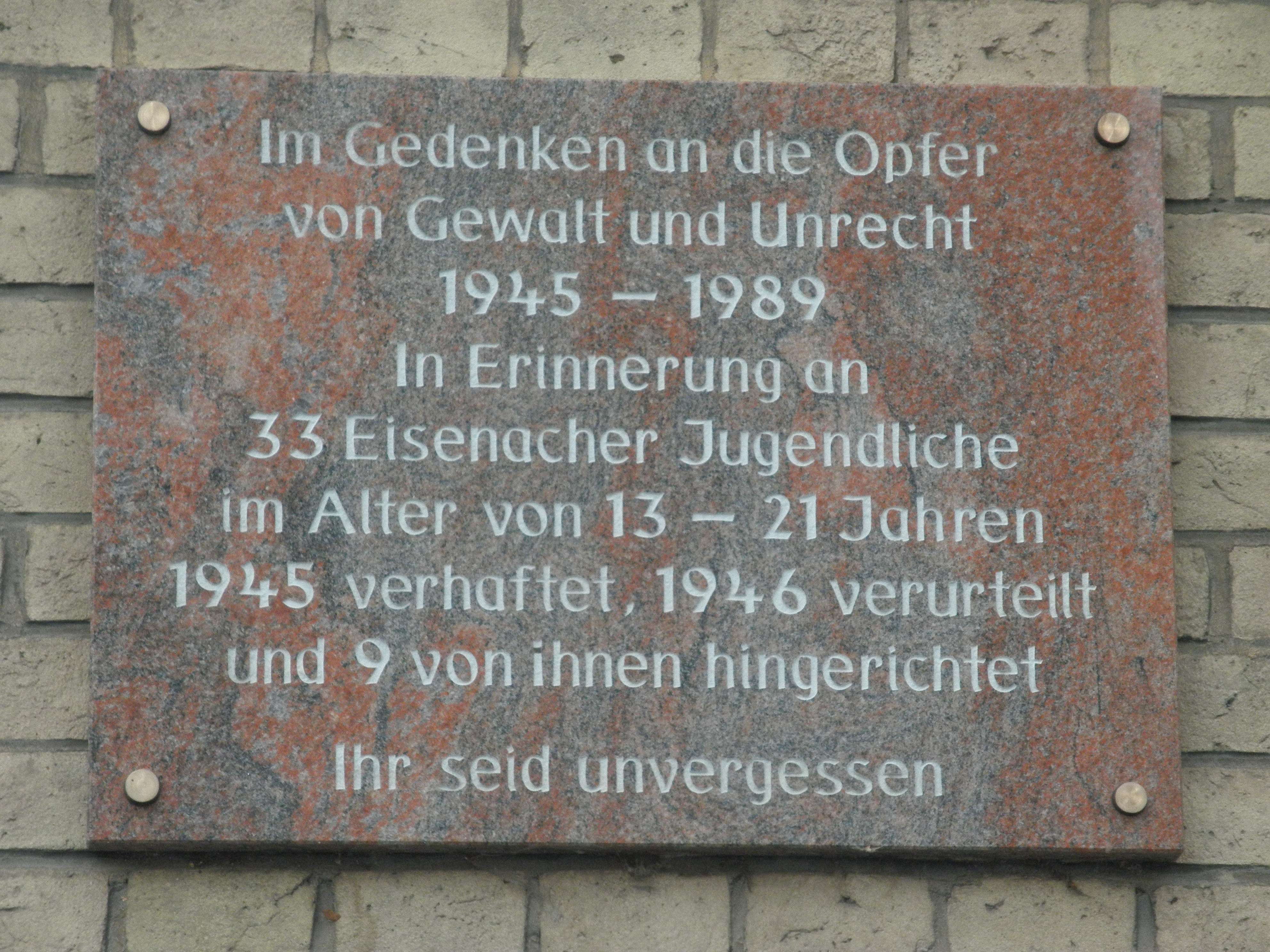
Gedenktafel für 33 jugendliche Opfer des NKWD 1945/46

Mit der vertragsgemäßen Übergabe Thüringens an die Rote Armee am 1. Juli 1945 musste Fresdorf umfangreichen Personalüberprüfungen zustimmen, er selbst wurde am 25. Juli 1945 seines Amtes enthoben. Ab 27. Juli übernahm der SPD-Politiker Karl Hermann die Amtsgeschäfte des Oberbürgermeisters.
In Eisenach wurden nach Kriegsende vier Durchgangslager (eines für jede Besatzungszone) als Quarantänelager für Kriegsgefangene, Zwangsarbeiter und Heimatvertriebene eingerichtet. Bis September 1946 wurden in Eisenach etwa 450.000 Personen registriert und versorgt.
An einem früheren Justizgebäude am Theaterplatz befindet sich eine Tafel mit der Inschrift: „Im Gedenken an die Opfer von Gewalt und Unrecht 1945–1989. In Erinnerung an 33 Eisenacher Jugendliche im Alter von 13–21 Jahren: 1945 verhaftet, 1946 verurteilt und 9 von ihnen hingerichtet. Ihr seid unvergessen.“ Den Jugendlichen wurden Werwolf-Aktivitäten vorgeworfen. Fünf der zu hohen Freiheitsstrafen Verurteilten verstarben in sowjetischen Speziallagern, die Überlebenden kehrten 1950/51 aus der Lagerhaft zurück.

### DDR

#### Grenznahe Lage, Kreisstadt und Industriestandort, Bevölkerungsrückgang

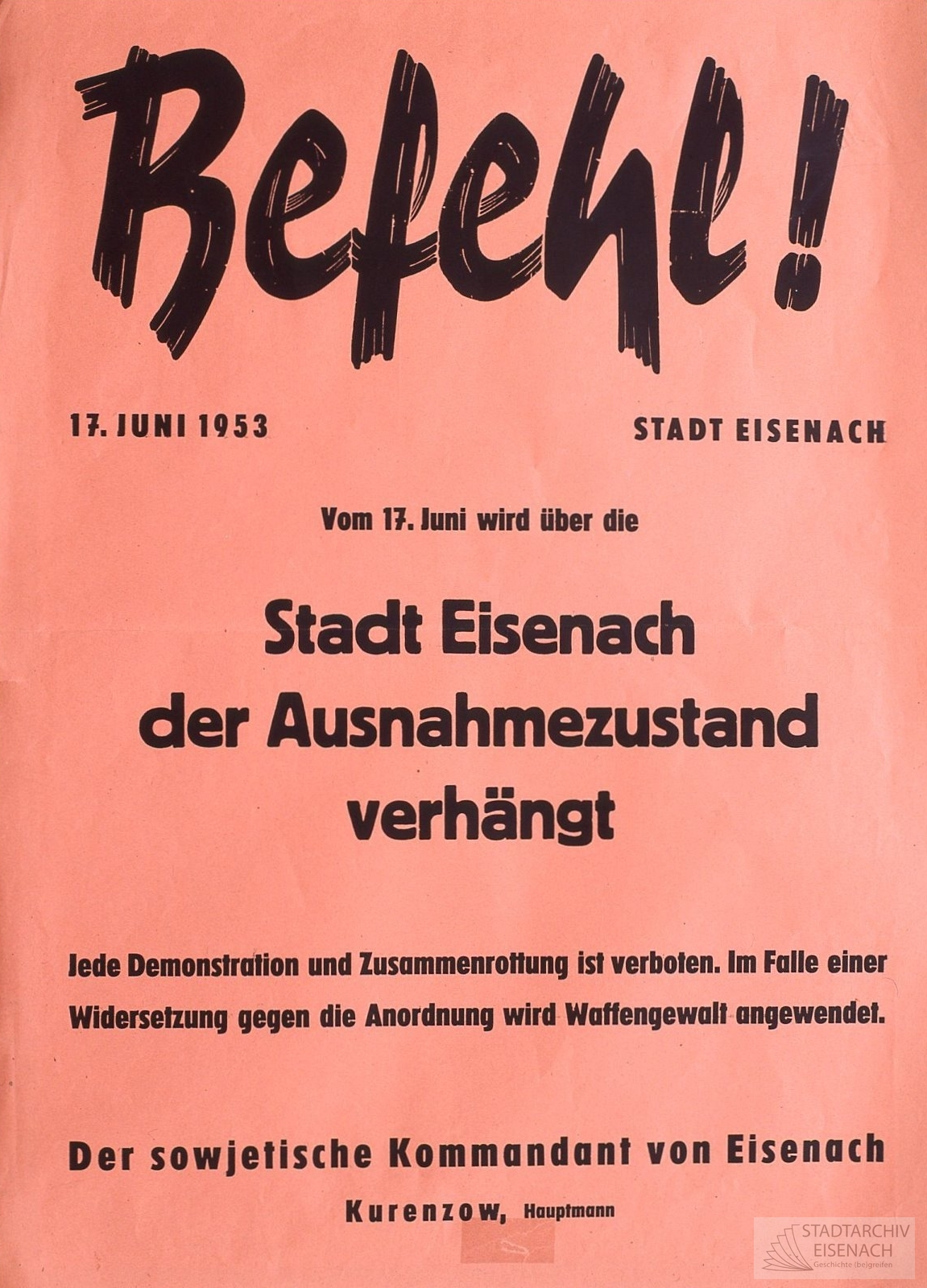
Eisenach, 17. Juni 1953

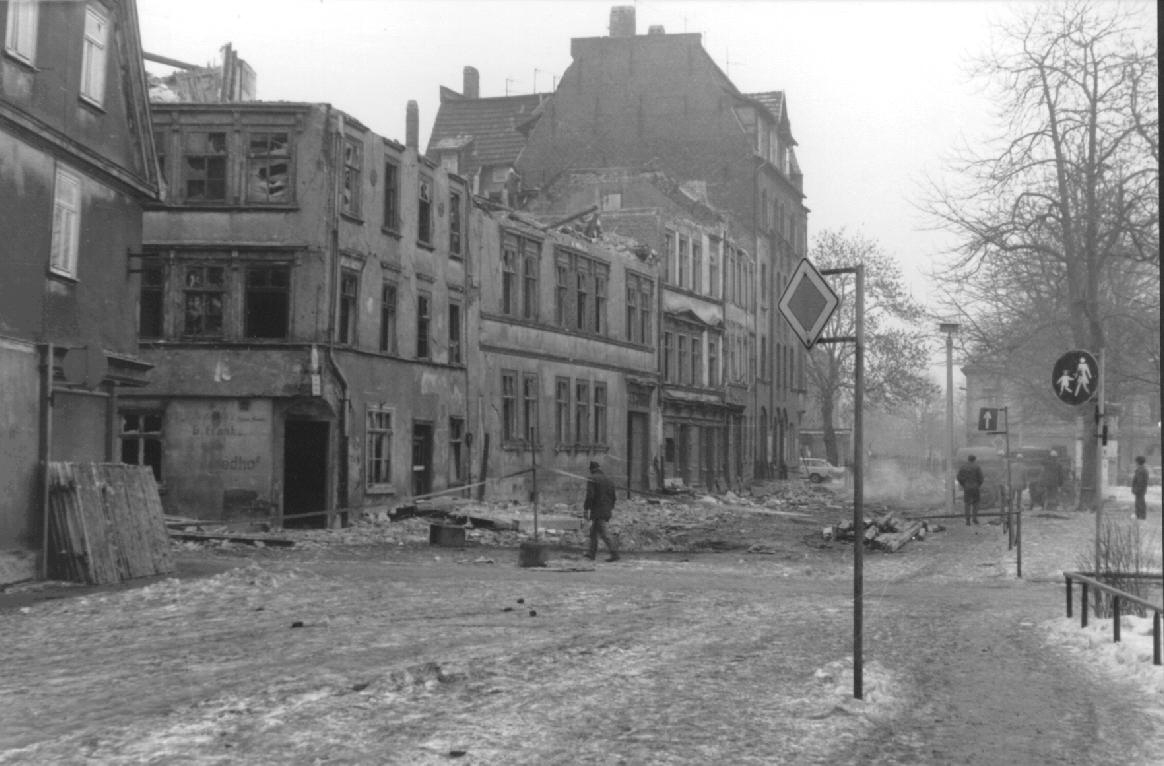
Abriss des Viertels Jakobsplan (Nord- und Ostseite ab 1973, Südseite ab 1988)

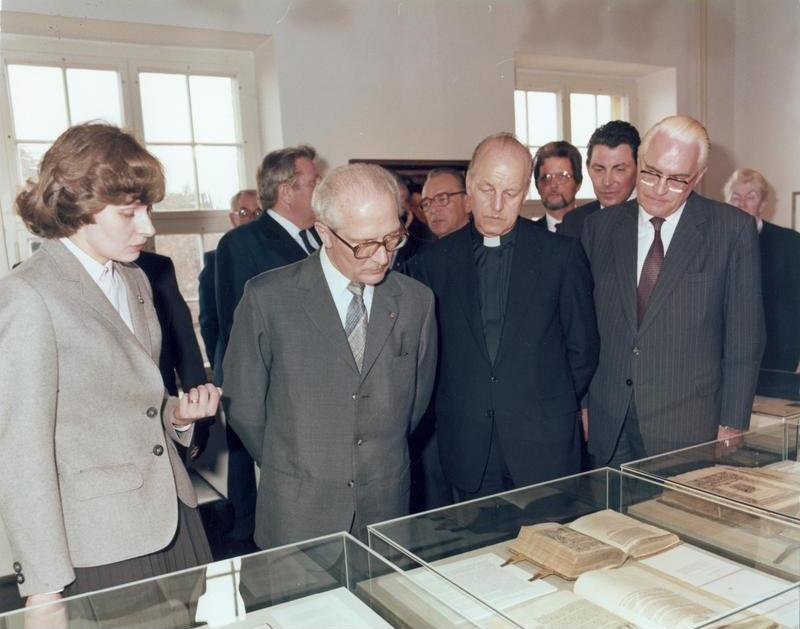
Staat und Kirche
– 1983 im Dialog auf der Wartburg

Nachdem die innerdeutsche Grenze 1952 geschlossen worden war, lagen die heutigen westlichen Ortsteile im Fünf-Kilometer-Sperrgürtel, der nur mit staatlicher Erlaubnis betreten werden durfte. Insgesamt wirkte sich die grenznahe Lage nachteilig auf die Stadtentwicklung aus, so brachen die vorher engen wirtschaftlichen und gesellschaftlichen Bindungen nach Nordosthessen ab, die Einwohnerzahl sank von 53.000 im Jahr 1939 auf 48.000 im Jahr 1988. 1950 verlor Eisenach den Status als kreisfreie Stadt und wurde Teil des Landkreises Eisenach, der 1952 geteilt wurde. Dabei kam die Stadt zum verkleinerten Kreis Eisenach im Bezirk Erfurt. Westlich der Stadt wurde der Grenzübergang Wartha/Herleshausen eingerichtet. Mindestens ein Mensch wurde von den Grenztruppen 1964 bei der versuchten Flucht aus der DDR im Grenzgebiet bei den heutigen Ortsteilen Wartha und Göringen erschossen.
Beim Aufstand des 17. Juni streikten 6000 Arbeiter im Eisenacher Motorenwerk (EMW). Sie forderten insbesondere eine Senkung der Arbeitsnormen. Sowjetische Truppen rückten ein und die Besatzungsmacht rief den Ausnahmezustand aus.
1955 entstand das Wartburgstadion und ab 1965 das Sportzentrum in der Katzenaue. In der Wartburgstadt war ein DDR-Leistungszentrum des Fechtsports beheimatet. 1962 wurde der Bismarckturm auf dem Wartenberg gesprengt.
Das 1967 begangene Dreifach-Jubiläum 900 Jahre Wartburg, 450 Jahre Reformation und 150 Jahre Burschenschaftstreffen war Anlass für die DDR-Führung, Eisenach als sozialistische Musterstadt zu präsentieren. Ein umfangreiches Kulturprogramm und eine auf die Umgebung der Sehenswürdigkeiten begrenzte Stadtsanierung wurden bewilligt. Das Stadtbild wurde durch Neugestaltung von Grünanlagen (Bahnhofstraße, Wartburgallee) und Fassadensanierungen verschönert. Ein modernes Stadtmarketing mit Tourismusinformation wurde initiiert, die ersten Eisenacher Intershops für den Verkauf von Westartikeln entstanden in zwei Hotels. Der Wartburgpavillon wurde errichtet, um die Eisenacher Automobilbautradition zu präsentieren. Als Gastgeschenk erhielt die Eisenacher Kirchgemeinde in den Folgejahren zwei Neubauten in den Randbezirken Hofferbertaue und Eisenach-Nord von westdeutschen Kirchenkreisen finanziert. In der Stadt fanden 1966 und 1967 mehrere wissenschaftliche Konferenzen mit internationaler Beteiligung statt. Die geplanten Städtepartnerschaften mit Denain in Frankreich und Pesaro in Italien wurden untersagt.
Der traditionelle Sommergewinn, das Liederfest Rund um die Wartburg, das Brunnenfest und das Wandelhallenfest waren in der DDR-Zeit die bedeutendsten Kulturveranstaltungen im Jahresverlauf.

#### Automobilproduktion, Abriss altstädtischer Gebiete
Die Wartburgstadt war ein wichtiger Industriestandort in der DDR, die größten Betriebe waren der VEB Automobilwerk Eisenach (AWE), das Kombinat Fahrzeugelektrik Ruhla (FER), mit dem Stammsitz in Eisenach und Ruhla, der VEB Elektroschaltgeräte Eisenach, der VEB Elektrotechnik Eisenach und der VEB Backwarenbetrieb Eisenach. Den Schwerpunkt bildete der Fahrzeugbau: 1956 rollte in Eisenach der erste Wartburg vom Band. Die jährlich gesteigerten Produktionszahlen erreichten 1971 eine Jahresmenge von 42.700 PKW und 1985 die höchste Jahresproduktion von 74.000 PKW.
Problematisch für die weitere Entwicklung der Stadt war seit den 1970er Jahren der Fachkräftemangel in der Industrie und die latent auftretende Wohnungsnot. Schon 1972 begann man mit der Planung der ersten Plattenbausiedlungen, nachdem zuvor bereits im Nordwesten der Stadt an der Ernst-Thälmann-Straße eine stadtnahe Wohnsiedlung der Arbeiterwohnungsbaugenossenschaft (AWG) entstanden war.

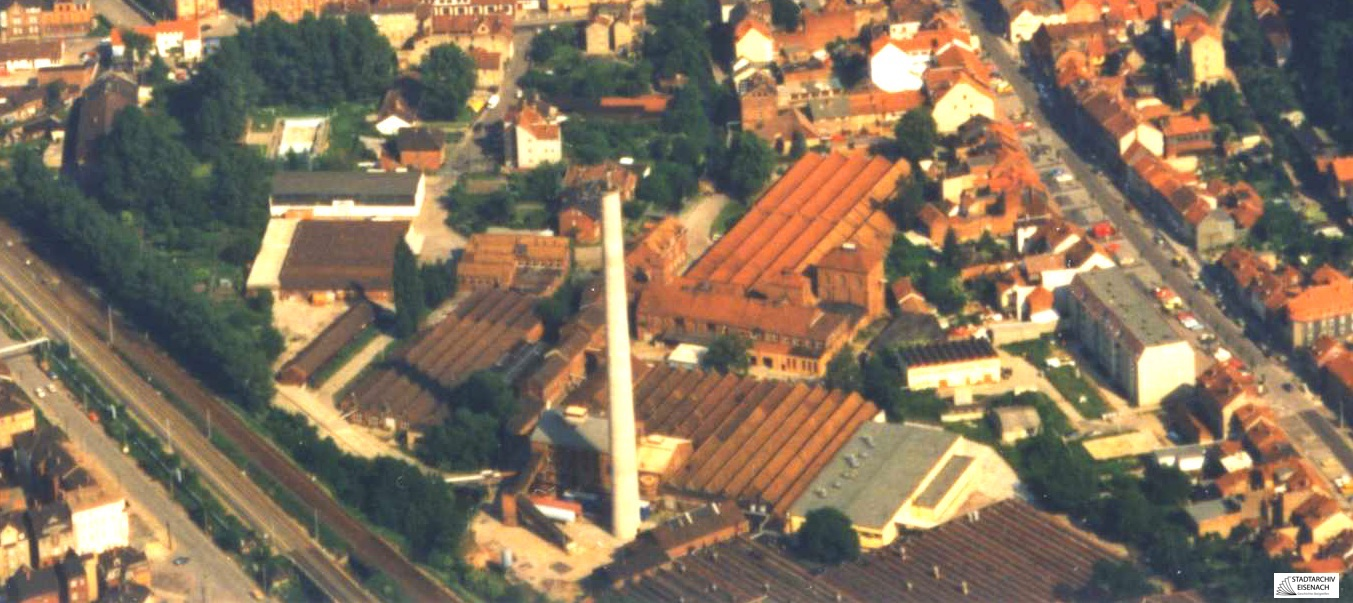
Kammgarnspinnerei im Westen der Innenstadt 1990

Mit dem Abriss von Altstadtquartieren wurde seit 1975 Platz für den industriellen Wohnungsbau geschaffen, im gleichen Jahr begann der Aufbau des innerstädtischen Wohngebietes Goethestraße mit etwa 750 Wohnungen, von 1976 bis 1978 wurden im Wohngebiet Petersberg weitere 460 Wohnungen errichtet und von 1978 bis 1985 entstanden im Wohngebiet Eisenach-Nord 3745 Wohnungseinheiten für etwa 12.000 Einwohner. Durch den Anschluss dieser Wohngebiete an die gleichzeitig entstandenen Fernwärmenetze konnte die Schadstoffbelastung der Atemluft gesenkt werden. In einer Bilanz für das Jahr 1986 wurden 5325 fernbeheizte Wohnungen ausgewiesen. 1975 wurde die 1897 eröffnete Straßenbahn Eisenach eingestellt und durch Gelenkbusse ersetzt. Das hohe Verkehrsaufkommen zum Schichtwechsel und die noch überwiegende Ofenheizung in den Wohnungen führten in der Innenstadt häufig zu Smogalarm, durch Atemwegsprobleme verursachte Erkrankungen nahmen stetig zu. Diese Umweltbelastung wurde seit Mitte der 1980er Jahre auch in der Eisenacher Tagespresse erwähnt. Neben der politischen Situation waren der befürchtete Verlust weiterer großer Teile der historischen Altstadt und die zunehmenden Umweltbelastungen wesentliche Gründe für den wachsenden Unmut und den Widerstand der Eisenacher Bevölkerung.

#### Wendezeit

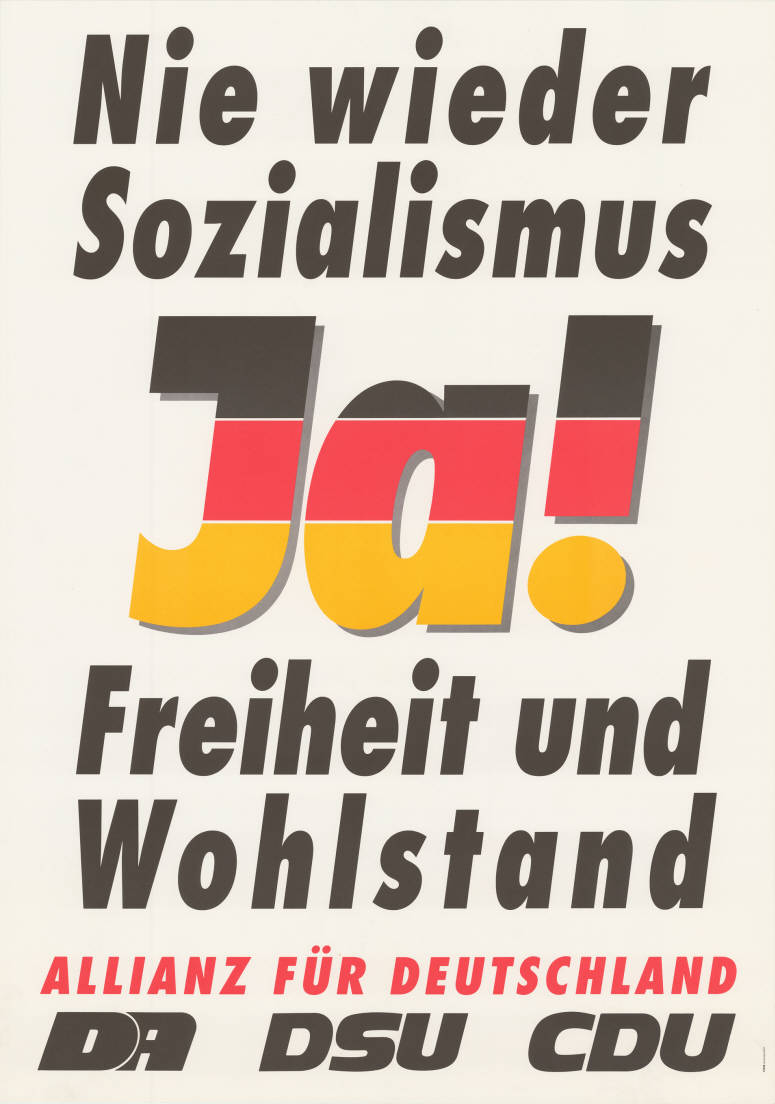
Wahlplakat zur Volkskammerwahl am 18. März 1990

Am 11. Oktober 1989 versammelten sich erstmals tausende besorgte Eisenacher in der Georgenkirche zu einem Friedensgebet, auch am 23. und 30. Oktober diente die Kirche als Podium für die Zusammenkünfte von Vertretern der Thüringer Landeskirche und der sich formierenden Eisenacher Oppositions- und Bürgerbewegung. Für das „Eisenacher Bürgerkomitee“ wurden zwölf integere Vertreter aus allen gesellschaftlichen Schichten berufen. Ein Demonstrationszug durch die Eisenacher Altstadt beschloss die Veranstaltung. In der Nacht des 9. November begann der Ansturm auf die Grenzübergangsstellen bei Wartha-Herleshausen, Eisenach wurde für Monate zum Etappenort der nun einsetzenden Reisewelle in die Altbundesländer, zahlreiche Rundfunk- und Fernsehsender berichteten live aus dem Stadt- und Kreisgebiet.
Die erste Großdemonstration nach der Grenzöffnung fand am 19. November statt: Kulturschaffende und etwa 8000 Bürger forderten das Ende der SED-Herrschaft in der DDR. Die Vertreter des Bürgerkomitees trafen sich am 2. Dezember mit Vertretern der Stadt- und Kreisverwaltung sowie der SED zu ersten Beratungen, in der Folge traten die Vertreter der Kreisverwaltung am 7. Dezember von ihren Ämtern zurück, die SED-Kreisleitung löste sich am 18. Dezember auf. Im Verwaltungsgebäude des Rates des Kreises Eisenach wurden erste Büros der Bürgerbewegung und der neu gegründeten Parteien (SDP, Neues Forum und Demokratischer Aufbruch) bereitgestellt. Der „Runde Tisch“ wurde erstmals am 20. Dezember in den Räumen der Eisenacher Superintendentur am Pfarrberg gebildet, die Leitung der Gespräche übernahm Superintendent Hans Herbst.
Am 27. Januar 1990 fand eine von der SPD angemeldete Großkundgebung auf dem Eisenacher Marktplatz statt, bei der Willy Brandt zu den Eisenachern sprach. Die folgenden Wochen wurden von allen Parteien zur Vorbereitung der Volkskammerwahl am 18. März 1990 genutzt, hierzu erschienen auch in Eisenach zahlreiche prominente Bundes- und Landespolitiker. Anders als erwartet, gewann die von der CDU angeführte „Allianz für Deutschland“ auch in Eisenach diese Wahl mit deutlicher Mehrheit. Am 20. April trat der Rat des Kreises Eisenach zu seiner letzten Sitzung zusammen, die Vertreter des Eisenacher Bürgerkomitees stellten am 27. April ihre Arbeit ein. Mit der Kommunalwahl vom 6. Mai 1990 errang die Eisenacher CDU eine deutliche Mehrheit in der Stadt und im Kreis Eisenach. Mitte Mai einigten sich die führenden Vertreter der in den Parlamenten vertretenen Parteien (CDU, SPD, FDP, Demokratischer Aufbruch und die in Eisenach bedeutsame „Bürgerinitiative Hofferbertaue“) auf die Bildung einer Großen Koalition.
Am 31. Mai 1990 trat der seit 1933 erste frei gewählte Stadtrat Eisenachs zum ersten Mal zusammen, dem 59 Stadträte aus zehn politischen Parteien und Gruppierungen angehörten. Er wählte Hans-Peter Brodhun zum neuen Bürgermeister und den nach DDR-Recht vorhandenen Rat der Stadt ab.

### Nachwendezeit, kreisfreie Stadt, Große Kreisstadt
Nach der Wiedervereinigung sank die Einwohnerzahl weiter ab, jedoch gestalteten sich die wirtschaftlichen Rahmenbedingungen Eisenachs besser als die in anderen Teilen der neuen Bundesländer. Der Autohersteller Opel nahm 1992 in einem neuen Automobilwerk in Eisenach die Produktion auf, nachdem das Automobilwerk Eisenach 1991 geschlossen worden war. 1994 fusionierten im Zuge der Thüringer Kreisgebietsreform die Landkreise Eisenach und Bad Salzungen zum Wartburgkreis mit Sitz in Bad Salzungen und Eisenach. Der Hauptsitz des Landrates befand sich seit Juli 1994 in Bad Salzungen, wo ein neues Landratsamt gebaut und 1997 bezogen wurde. 1998 wurde Eisenach (wieder) kreisfreie Stadt. Der alleinige Sitz des Wartburgkreises ging daraufhin auf Bad Salzungen über.
Im Rahmen einer Deutschlandreise besuchte am 14. Mai 1998 der damalige Präsident der Vereinigten Staaten von Amerika, Bill Clinton, zusammen mit dem damaligen Bundeskanzler Helmut Kohl die Stadt.
Seit Oktober 2005 liefen die Arbeiten zum städtebaulichen Entwicklungskomplex Tor zur Stadt, Planungen bestehen seit den frühen 1990er Jahren auf dem Gelände der früheren Lackfabrik. Schwerpunkt ist die Umgestaltung der Bahnhofsvorstadt einschließlich städtebaulicher Maßnahmen, Altlastensanierung und Aspekten der Verkehrsführung. Letztere blieb nach Neugestaltung des ZOB (Zentraler Omnibusbahnhof) 2017 an der Müllerstraße weitestgehend unverändert. Am Standort des ehemaligen Regionalbusbahnhofs fahren fortan auch die Stadtbuslinien. Im Jahr 2020 wurde das Tor zur Stadt als Fachmarktzentrum mit Parkhaus errichtet und trägt zur baulichen Geschlossenheit der Bahnhofstraße bei. Infolge Vernachlässigung leerstehender Häuser im Innenstadtbereich kommt es nicht selten zu deren Abbruch, so am Johannisplatz. Am 25. Mai 2009 erhielt die Stadt den von der Bundesregierung verliehenen Titel Ort der Vielfalt.
Am 4. November 2011 wurden die Rechtsterroristen Uwe Mundlos und Uwe Böhnhardt nach einem erfolgreichen Banküberfall erschossen in einem Wohnmobil im Stadtteil Stregda aufgefunden. Durch diese faktische Selbstenttarnung wurde ihre Terrorzelle Nationalsozialistischer Untergrund schlagartig bekannt und löste eine jahrelange Aufarbeitung ihrer Morde und Anschläge mit zwölf Untersuchungsausschüssen und einem Gerichtsprozess aus. Die Umstände ihres Todes und die anschließende Arbeit der Behörden sind nicht vollständig aufgeklärt und beschäftigen den Untersuchungsausschuss des Thüringer Landtags seit 2015. Eisenach ist eine der größten verbliebenen Hochburgen der rechtsextremistischen Partei Die Heimat (vormals NPD), die in der Stadt bei Wahlen mit Ergebnissen um die 10 Prozent gleichauf mit dem als erwiesen rechtsextrem eingestuften Landesverband der AfD liegt.
2015 wurde Eisenach der Ehrentitel „Reformationsstadt Europas“ durch die Gemeinschaft Evangelischer Kirchen in Europa verliehen.
Aufgrund des anhaltenden Haushaltsdefizits der Stadt liefen seit 2012 Bestrebungen zur Aufgabe der Kreisfreiheit und zur erneuten Wiedereingliederung Eisenachs in den Wartburgkreis. Die Stadt stellte 2016 bei der Landesregierung den Antrag, die Kreisfreiheit aufgeben und in den Wartburgkreis zurückkehren zu können. Die rot-rot-grüne Landesregierung nahm dieses Anliegen zunächst in die geplante Gebietsreform mit auf. Nachdem die vorgesehene zweite Kreisgebietsreform in Thüringen im November 2017 abgesagt worden war, erarbeiteten die Stadt und der Landkreis ein gemeinsames Vertragswerk, auf dessen Grundlage die Eingliederung in den Landkreis erfolgen solle. Dieser „Zukunftsvertrag“, dem der Kreistag des Wartburgkreises im August 2018 mit großer Mehrheit zustimmte bildete die Basis für den Entwurf eines Gesetzes zur freiwilligen Neugliederung des Landkreises Wartburgkreis und der kreisfreien Stadt Eisenach. Jedoch stimmte der Eisenacher Stadtrat mit 16 zu 16 Stimmen gegen den „Zukunftsvertrag“, wodurch der Thüringer Landtag das Gesetz nicht beschließen konnte. Der Stadtrat Eisenachs äußerte bereits Anfang November 2018 Bedenken gegen das Vorhaben, unter anderem, da Eisenach nicht als Kreisstadt vorgesehen sei und durch die Aufgabe der Kreisfreiheit nicht dauerhaft finanziell leistungsfähig werden könne. Am 12. März 2019 stimmte der Stadtrat schließlich einstimmig einer Fusion zu. Am 12. September 2019 bestätigte dies der Landtag per Gesetz. Hierfür erhält die Stadt Eisenach für 2022 bis 2026 in Summe 16,5 Mio. € vom Freistaat Thüringen. Die Fusion erfolgte zum 1. Juli 2021, die Aufgabenübertragung zum 1. Januar 2022. Eisenach hat mit der Fusion den Titel Große Kreisstadt erhalten, der künftig für alle kreisfreien Städte vorgesehen ist, die sich in einen Landkreis eingliedern lassen, aber nicht zum Kreissitz bestimmt werden.

### Wappen
| Wappen der Stadt Eisenach | Blasonierung: „In Blau die silberne Ganzfigur des heiligen Georg in Kettenrüstung und Mantel; in der Rechthand einen gefähnelten Speer, dessen silberner dreizipfliger Wimpel ein rotes Hochkreuz zeigt, die Linkhand, die einen goldenen Palmenzweig hält, gestützt auf einem Silberschild mit rotem Tatzenkreuz. Die Schildfigur ist rechts begleitet von einem silbernen Tatzenkreuzchen.“ |
| Wappen der Stadt Eisenach | Wappenbegründung: Das Stadtwappen mit dem Sankt Georg geht auf das älteste Stadtsiegel vom Ende des 13. Jahrhunderts zurück. Landgraf Ludwig der Springer, der Sohn des Gründers von Eisenach, verehrte den Heiligen, ließ auf dem Markt die Georgenkirche bauen und wählte ihn als Schutzpatron für sich und seine Stadt.                                                                    |

### Amtskette
Oberbürgermeister Christoph Ihling und Vorgängerin Katja Wolf mit der Amtskette (2024)

Link zum Bild

Die Amtskette des Eisenacher Oberbürgermeisters wurde im Lauf des Jahres 1936 von dem Bildhauer Professor Ludwig Nick aus Weimar geschaffen und dem damaligen Oberbürgermeister Fritz Janson im November 1936 übergeben, wenige Monate bevor dieser durch den Nationalsozialisten Herbert Müller-Bowe ersetzt wurde.
Auf der Amtskette abgebildet ist das Stadtwappen mit dem Eisenacher Stadtpatron St. Georg, über ihm ist eine Abbildung der Wartburg zu sehen sowie die Hoheitszeichen der früheren thüringischen Landesherren. Oben rechts ist das Siegel der Familie Bach zu sehen, als Verweis auf den in Eisenach geborenen Johann Sebastian Bach.
Dem Geist der Zeit des Nationalsozialismus entsprechend enthielt die Kette ursprünglich auch einige nationalsozialistische Symbole. Deswegen wurde 1947 wurde eine Umarbeitung veranlasst, um diese zu entfernen. Die Umgestaltung erfolgte Anfang des Jahres 1948 durch den Eisenacher Juwelier Ferdinand Lange. Am 27. April 1948 wurde die umgestaltete Amtskette übergeben.

### Eingemeindungen
Am 1. Oktober 1922 wurden Fischbach, Eichrodt, Wutha, Stockhausen, Trenkelhof, Stregda, Mittelshof, Dürrerhof und Ramsborn eingemeindet. Stedtfeld folgte am 1. Oktober 1923. Zum 30. September 1924 wurden Eichrodt, Wutha, Stockhausen, Stregda, Mittelshof, Dürrerhof und Stedtfeld wieder selbständig.
Am 1. Juli 1994 wurden die Gemeinde Hötzelsroda, die Gemeinde Lerchenberg bei Eisenach mit den Ortsteilen Stregda, Madelungen, Neukirchen und Berteroda, die Gemeinde Neuenhof/Hörschel, die Gemeinde Stedtfeld, die Gemeinde Stockhausen und die Gemeinde Wartha-Göringen eingemeindet.

### Einwohnerentwicklung

Einwohnerentwicklung von Eisenach von 1791 bis 2017 nach nebenstehender Tabelle

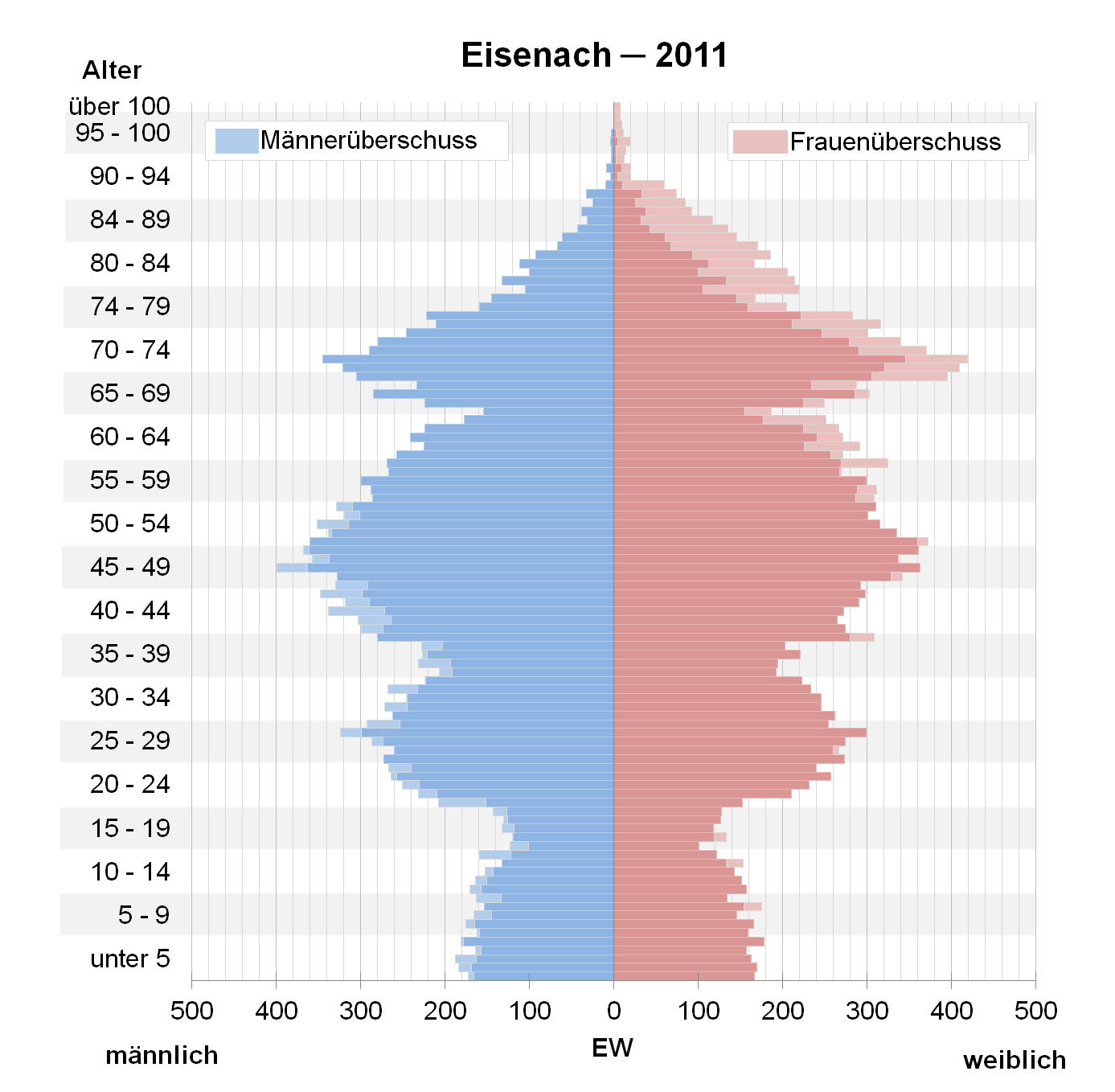
Bevölkerungspyramide für Eisenach (Datenquelle: Zensus 2011)

Eisenach zählte bereits im Mittelalter zu den größeren Städten in Thüringen. Schätzungen zufolge hatte die Stadt Mitte des 16. Jahrhunderts 4500, Mitte des 17. Jahrhunderts 5500 und Anfang des 18. Jahrhunderts circa 6500 Einwohner. Laut einer Volkszählung im Herzogtum Sachsen-Weimar-Eisenach aus dem Jahr 1791 lebten in Eisenach 8214 Menschen.
Auch in der frühen Neuzeit stieg die Bevölkerungszahl kontinuierlich an, sodass zu Beginn der Industrialisierung um 1850 bereits rund 10.000 Menschen in Eisenach lebten. 
Das stärkste Bevölkerungswachstum fand jedoch später als in den meisten anderen Städten Thüringens statt, nämlich zwischen 1895 und 1914, als insbesondere der Maschinen- und Fahrzeugbau für einen hohen Industrialisierungsgrad sorgte. So verdoppelte sich die Einwohnerzahl zwischen 1850 und 1890 und erneut von 1890 bis zum Ersten Weltkrieg, als die Stadt bereits 40.000 Einwohner zählte. In der Zeit zwischen den Weltkriegen kamen nochmals etwa 10.000 Einwohner hinzu, da sich die Automobilindustrie gut entwickelte.
Kurz nach dem Zweiten Weltkrieg erreichte die Einwohnerzahl mit etwa 52.000 ihren historischen Höchststand, bedingt durch Flüchtlinge. Zu DDR-Zeiten wuchs Eisenach aufgrund seiner nachteiligen Lage direkt an der innerdeutschen Grenze nicht weiter; die Einwohnerzahl ging zwischen 1945 und 1989 sogar um etwa 4000 Personen zurück. Nach der Wiedervereinigung setzte zunächst ein rascher Rückgang der Bevölkerung ein, der jedoch bereits Mitte der 1990er Jahre durch verbesserte wirtschaftliche Verhältnisse gebremst wurde. Seitdem schrumpft die Einwohnerzahl Eisenachs nur noch langsam. In ihrer im Jahr 2009 veröffentlichten Publikation Wer, wo, wie viele? – Bevölkerung in Deutschland 2030 prognostiziert die Bertelsmann-Stiftung einen Rückgang der Bevölkerung in Eisenach zwischen 2009 und 2030 um 7,5 Prozent (3220 Personen).
| Jahr               | Einwohner |
| ------------------ | --------- |
| 1791               | 08.214    |
| 1830               | 08.698    |
| 1840               | 08.521    |
| 3. Dezember 1864 ¹ | 12.072    |
| 1. Dezember 1875 ¹ | 16.164    |
| 1. Dezember 1880 ¹ | 18.624    |
| 1. Dezember 1885 ¹ | 19.743    |
| 1. Dezember 1890 ¹ | 21.339    |
| 2. Dezember 1895 ¹ | 24.346    |
| 1. Dezember 1905 ¹ | 35.153    |
| 1. Dezember 1910 ¹ | 38.362    |
| 16. Juni 1925 ¹    | 43.385    |
| 16. Juni 1933 ¹    | 44.695    |
| 17. Mai 1939 ¹     | 50.464    |
| 29. Oktober 1946 ¹ | 51.834    |
| 31. August 1950 ¹  | 51.777    |

| Jahr                | Einwohner |
| ------------------- | --------- |
| 31. Dezember 1960   | 48.109    |
| 1. Januar 1971 ¹    | 50.918    |
| 31. Dezember 1981 ¹ | 50.674    |
| 31. Dezember 1985   | 50.559    |
| 31. Dezember 1988   | 48.361    |
| 31. Dezember 1995   | 45.337    |
| 31. Dezember 1998   | 44.368    |
| 31. Dezember 1999   | 44.499    |
| 31. Dezember 2000   | 44.442    |
| 31. Dezember 2001   | 44.242    |
| 31. Dezember 2002   | 44.306    |
| 31. Dezember 2003   | 44.081    |
| 31. Dezember 2004   | 43.915    |
| 31. Dezember 2005   | 43.727    |
| 31. Dezember 2006   | 43.626    |
| 31. Dezember 2007   | 43.308    |

| Jahr              | Einwohner |
| ----------------- | --------- |
| 31. Dezember 2008 | 43.051    |
| 31. Dezember 2009 | 42.847    |
| 31. Dezember 2010 | 42.750    |
| 31. Dezember 2011 | 41.708    |
| 31. Dezember 2012 | 41.744    |
| 31. Dezember 2013 | 41.567    |
| 31. Dezember 2014 | 41.884    |
| 31. Dezember 2015 | 42.417    |
| 31. Dezember 2016 | 42.588    |
| 31. Dezember 2017 | 42.710    |
| 31. Dezember 2018 | 42.370    |
| 31. Dezember 2019 | 42.250    |
| 31. Dezember 2020 | 41.970    |
| 31. Dezember 2021 | 41.806    |
| 31. Dezember 2022 | 42.408    |
| 31. Dezember 2023 | 42.817    |

¹ Volkszählungsergebnis

### Religionen

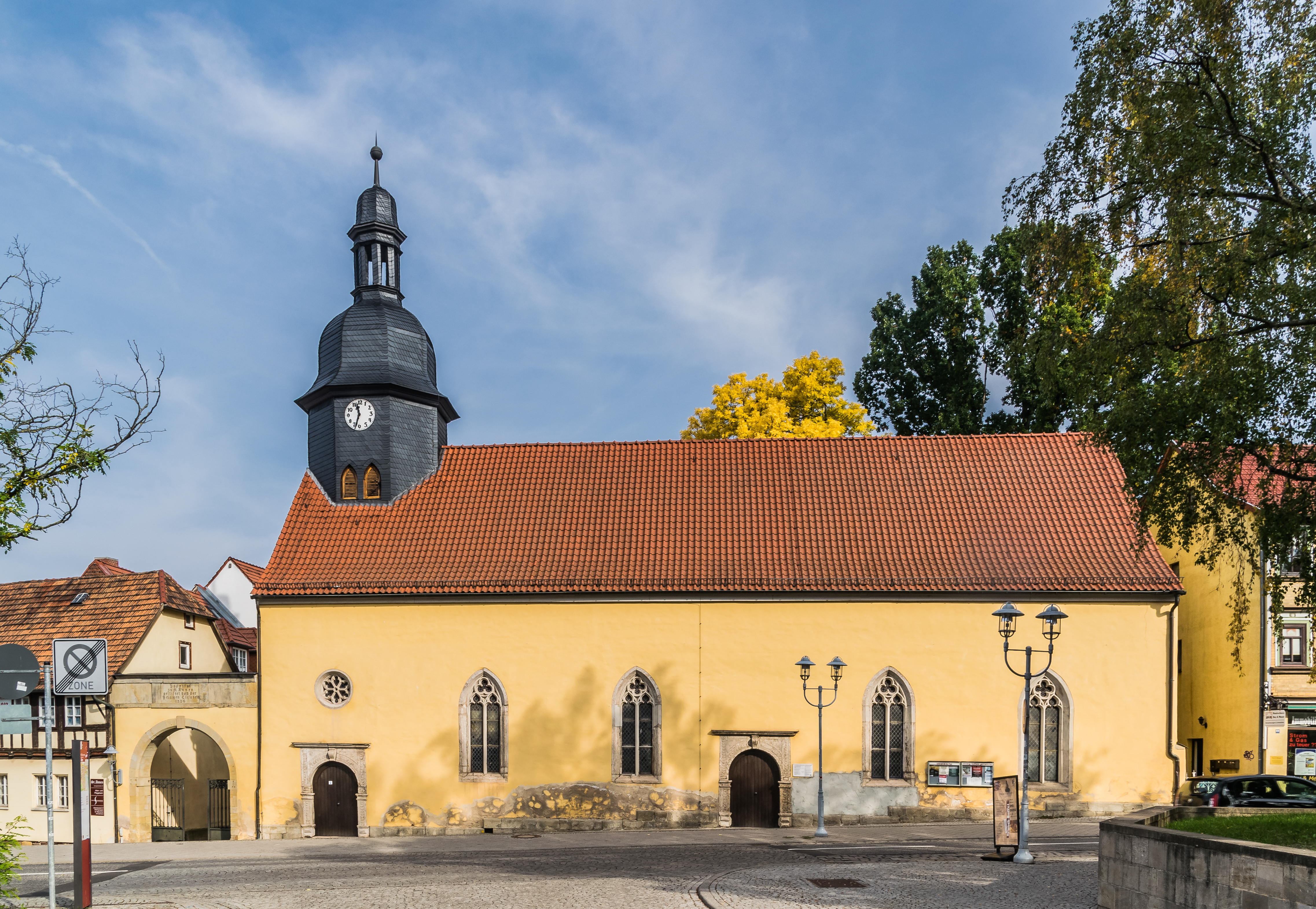
Von der Heiligen Elisabeth gestiftete Hospitalkirche St. Annen

Eisenach war bereits unter den Thüringer Landgrafen ein Zentrum religiösen Lebens in Deutschland, hier lebte und wirkte die Heilige Elisabeth von Thüringen, auch ihr Gemahl, Landgraf Ludwig IV. (der Heilige) förderte nach Kräften das religiöse Leben der Stadt. Bereits unter diesen Landgrafen siedelte sich in Eisenach die erste jüdische Gemeinde an.
Bis zur Reformation war für Eisenach das katholische Erzbistum Mainz zuständig. Die bedeutendsten Orden waren in der Stadt mit Klöstern und Terminhöfen vertreten.
Eisenach war und ist ein Zentrum der Reformation. Die Stadt war von 1921 bis Ende 2008 Sitz des Landesbischofs der Evangelisch-Lutherischen Kirche in Thüringen. Der neue Landesbischof der Evangelischen Kirche in Mitteldeutschland hat seit der Fusion der Thüringischen Landeskirche und der Evangelischen Kirche der Kirchenprovinz Sachsen 2009 seinen Sitz in Magdeburg. Der Bischof und das Landeskirchenamt hatten ihren Sitz in der Villa Pflugensberg oberhalb des Stadtzentrums.
Auf Beschluss der Landessynode der Evangelischen Kirche in Mitteldeutschland (EKM) wurde der Bildung des Propstsprengels Eisenach-Erfurt zum 1. Januar 2013 zugestimmt, Dienstsitz des Regionalbischofs wird Eisenach sein. Der für die Region zuständige Propst, Reinhard Werneburg, wurde auf der Geraer Tagung der Landessynode am 18. März 2012 gewählt.
Viele Bürger Eisenachs sind heutzutage konfessionslos. Ende 2019 hatte die Evangelisch-Lutherische Kirchengemeinde Eisenach 5.839 Gemeindemitglieder, die nicht jünger als 14 Jahre waren. Das waren etwa 14 % der Einwohner. Die Gesamtzahl der Gemeindemitglieder sinkt tendenziell seit Jahren, da die Anzahl der Eintritte die der Sterbezahl und Austritte nicht vollständig ausgleicht, wie allgemein bei der EKD, die von 2003 bis 2024 etwa 28 % ihrer Mitglieder verloren hat.
Es gibt neben den beiden großen christlichen Kirchgemeinden noch weitere Religionsgemeinschaften in Eisenach, namentlich Baptisten (Julius-Lippold-Straße), Siebenten-Tags-Adventisten (Obere Predigergasse), Methodisten (Goethestraße), Neuapostolische Kirche (Uferstraße) und Zeugen Jehovas (Am Wiesengrund).
Die Räume der Landeskirchlichen Gemeinde in Eisenach befinden sich in der Barfüßerstraße.
Es gibt auch eine muslimische Gemeinde in Eisenach, die sich im Verein Deutschsprachiges-Islamisches Kulturzentrum in Eisenach e. V. organisiert hat und einen Gebetsraum betreibt.
Die jüdische Gemeinde Eisenachs wurde mit der Zerstörung der Synagoge 1938 und der Deportation der Eisenacher Bürger jüdischen Glaubens bis 1942 systematisch ausgelöscht. Das Gedenkbuch des Bundesarchivs für die Opfer der nationalsozialistischen Judenverfolgung in Deutschland (1933–1945) verzeichnet namentlich 212 jüdische Einwohner Eisenachs, die deportiert und größtenteils ermordet wurden.

## Politik

### Stadtrat
Der Stadtrat setzt sich aus dem Oberbürgermeister und 36 Ratsmitgliedern zusammen. Die Sitze sind nach der Kommunalwahl am 26. Mai 2024 wie folgt verteilt:
| Wahl des Eisenacher Stadtrats 2024Wahlbeteiligung: 57,6 % (2019: 58,0 %) %3020100 27,119,513,19,17,97,77,43,92,31,8 CDUAfDSPDLinkeDie HeimateBfEfGrüneWG FeuerwehrFDPEAjGewinne und Verlusteim Vergleich zu 2019 %p 8 6 4 2 0 −2 −4 −6 −8−10−12−14+6,4+7,8+1,3−12,6−2,2+0,7−2,9+3,9−2,2−0,4CDUAfDSPDLinkeDie HeimatBfEGrüneWG FeuerwehrFDPEAAnmerkungen:e vormals NPDf Bürger für Eisenachj Eisenacher Aufbruch, MLPD-nah \| Partei \| Sitze \| Sitzverteilung im Eisenacher Stadtrat 2024 3 5 3 1 3 10 1 7 3 5 3 1 3 10 1 7 3 Insgesamt 36 Sitze - Linke: 3 - SPD: 5 - Grüne: 3 - FDP: 1 - BfE: 3 - CDU: 10 - Wählergem. Feuerwehr: 1 - AfD: 7 - Die Heimat: 3 \| \| LINKE \| 3 (−5) \| Sitzverteilung im Eisenacher Stadtrat 2024 3 5 3 1 3 10 1 7 3 5 3 1 3 10 1 7 3 Insgesamt 36 Sitze - Linke: 3 - SPD: 5 - Grüne: 3 - FDP: 1 - BfE: 3 - CDU: 10 - Wählergem. Feuerwehr: 1 - AfD: 7 - Die Heimat: 3 \| \| CDU \| 10 (+3) \| Sitzverteilung im Eisenacher Stadtrat 2024 3 5 3 1 3 10 1 7 3 5 3 1 3 10 1 7 3 Insgesamt 36 Sitze - Linke: 3 - SPD: 5 - Grüne: 3 - FDP: 1 - BfE: 3 - CDU: 10 - Wählergem. Feuerwehr: 1 - AfD: 7 - Die Heimat: 3 \| \| SPD \| 5 (+1) \| Sitzverteilung im Eisenacher Stadtrat 2024 3 5 3 1 3 10 1 7 3 5 3 1 3 10 1 7 3 Insgesamt 36 Sitze - Linke: 3 - SPD: 5 - Grüne: 3 - FDP: 1 - BfE: 3 - CDU: 10 - Wählergem. Feuerwehr: 1 - AfD: 7 - Die Heimat: 3 \| \| AfD \| 7 (+3) \| Sitzverteilung im Eisenacher Stadtrat 2024 3 5 3 1 3 10 1 7 3 5 3 1 3 10 1 7 3 Insgesamt 36 Sitze - Linke: 3 - SPD: 5 - Grüne: 3 - FDP: 1 - BfE: 3 - CDU: 10 - Wählergem. Feuerwehr: 1 - AfD: 7 - Die Heimat: 3 \| \| GRÜNE \| 3 (−1) \| Sitzverteilung im Eisenacher Stadtrat 2024 3 5 3 1 3 10 1 7 3 5 3 1 3 10 1 7 3 Insgesamt 36 Sitze - Linke: 3 - SPD: 5 - Grüne: 3 - FDP: 1 - BfE: 3 - CDU: 10 - Wählergem. Feuerwehr: 1 - AfD: 7 - Die Heimat: 3 \| \| Die Heimat 1 \| 3 (−1) \| Sitzverteilung im Eisenacher Stadtrat 2024 3 5 3 1 3 10 1 7 3 5 3 1 3 10 1 7 3 Insgesamt 36 Sitze - Linke: 3 - SPD: 5 - Grüne: 3 - FDP: 1 - BfE: 3 - CDU: 10 - Wählergem. Feuerwehr: 1 - AfD: 7 - Die Heimat: 3 \| \| BfE 2 \| 3 (±0) \| Sitzverteilung im Eisenacher Stadtrat 2024 3 5 3 1 3 10 1 7 3 5 3 1 3 10 1 7 3 Insgesamt 36 Sitze - Linke: 3 - SPD: 5 - Grüne: 3 - FDP: 1 - BfE: 3 - CDU: 10 - Wählergem. Feuerwehr: 1 - AfD: 7 - Die Heimat: 3 \| \| WG 3 \| 1 (+1) \| Sitzverteilung im Eisenacher Stadtrat 2024 3 5 3 1 3 10 1 7 3 5 3 1 3 10 1 7 3 Insgesamt 36 Sitze - Linke: 3 - SPD: 5 - Grüne: 3 - FDP: 1 - BfE: 3 - CDU: 10 - Wählergem. Feuerwehr: 1 - AfD: 7 - Die Heimat: 3 \| \| FDP \| 1 (−1) \| Sitzverteilung im Eisenacher Stadtrat 2024 3 5 3 1 3 10 1 7 3 5 3 1 3 10 1 7 3 Insgesamt 36 Sitze - Linke: 3 - SPD: 5 - Grüne: 3 - FDP: 1 - BfE: 3 - CDU: 10 - Wählergem. Feuerwehr: 1 - AfD: 7 - Die Heimat: 3 \| \| EA 4 \| 0 (−1) \| Sitzverteilung im Eisenacher Stadtrat 2024 3 5 3 1 3 10 1 7 3 5 3 1 3 10 1 7 3 Insgesamt 36 Sitze - Linke: 3 - SPD: 5 - Grüne: 3 - FDP: 1 - BfE: 3 - CDU: 10 - Wählergem. Feuerwehr: 1 - AfD: 7 - Die Heimat: 3 \| 1 vormals NPD 2 Bürger für Eisenach 3 Wählergemeinschaft Feuerwehr 4 Eisenacher Aufbruch, MLPD-nah |         | |

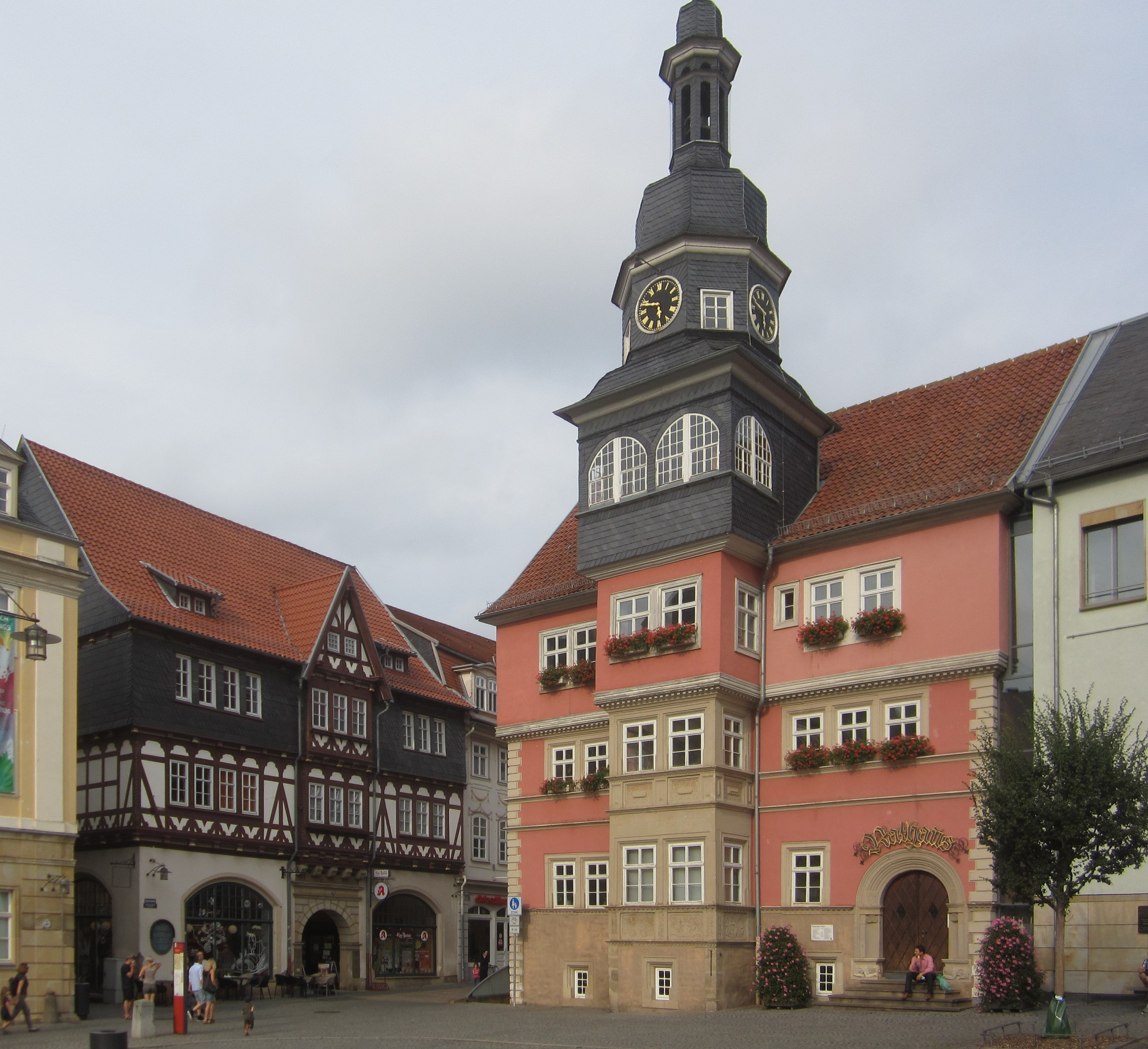
Rathaus und Ratsapotheke

| Partei | Sitze   | Sitzverteilung im Eisenacher Stadtrat 2024Insgesamt 36 Sitze - Linke: 3 - SPD: 5 - Grüne: 3 - FDP: 1 - BfE: 3 - CDU: 10 - Wählergem. Feuerwehr: 1 - AfD: 7 - Die Heimat: 3 |
| LINKE | 3 (−5)  | Sitzverteilung im Eisenacher Stadtrat 2024Insgesamt 36 Sitze - Linke: 3 - SPD: 5 - Grüne: 3 - FDP: 1 - BfE: 3 - CDU: 10 - Wählergem. Feuerwehr: 1 - AfD: 7 - Die Heimat: 3 |
| CDU | 10 (+3) | Sitzverteilung im Eisenacher Stadtrat 2024Insgesamt 36 Sitze - Linke: 3 - SPD: 5 - Grüne: 3 - FDP: 1 - BfE: 3 - CDU: 10 - Wählergem. Feuerwehr: 1 - AfD: 7 - Die Heimat: 3 |
| SPD | 5 (+1)  | Sitzverteilung im Eisenacher Stadtrat 2024Insgesamt 36 Sitze - Linke: 3 - SPD: 5 - Grüne: 3 - FDP: 1 - BfE: 3 - CDU: 10 - Wählergem. Feuerwehr: 1 - AfD: 7 - Die Heimat: 3 |
| AfD | 7 (+3)  | Sitzverteilung im Eisenacher Stadtrat 2024Insgesamt 36 Sitze - Linke: 3 - SPD: 5 - Grüne: 3 - FDP: 1 - BfE: 3 - CDU: 10 - Wählergem. Feuerwehr: 1 - AfD: 7 - Die Heimat: 3 |
| GRÜNE | 3 (−1)  | Sitzverteilung im Eisenacher Stadtrat 2024Insgesamt 36 Sitze - Linke: 3 - SPD: 5 - Grüne: 3 - FDP: 1 - BfE: 3 - CDU: 10 - Wählergem. Feuerwehr: 1 - AfD: 7 - Die Heimat: 3 |
| Die Heimat 1 | 3 (−1)  | Sitzverteilung im Eisenacher Stadtrat 2024Insgesamt 36 Sitze - Linke: 3 - SPD: 5 - Grüne: 3 - FDP: 1 - BfE: 3 - CDU: 10 - Wählergem. Feuerwehr: 1 - AfD: 7 - Die Heimat: 3 |
| BfE 2 | 3 (±0)  | Sitzverteilung im Eisenacher Stadtrat 2024Insgesamt 36 Sitze - Linke: 3 - SPD: 5 - Grüne: 3 - FDP: 1 - BfE: 3 - CDU: 10 - Wählergem. Feuerwehr: 1 - AfD: 7 - Die Heimat: 3 |
| WG 3 | 1 (+1)  | Sitzverteilung im Eisenacher Stadtrat 2024Insgesamt 36 Sitze - Linke: 3 - SPD: 5 - Grüne: 3 - FDP: 1 - BfE: 3 - CDU: 10 - Wählergem. Feuerwehr: 1 - AfD: 7 - Die Heimat: 3 |
| FDP | 1 (−1)  | Sitzverteilung im Eisenacher Stadtrat 2024Insgesamt 36 Sitze - Linke: 3 - SPD: 5 - Grüne: 3 - FDP: 1 - BfE: 3 - CDU: 10 - Wählergem. Feuerwehr: 1 - AfD: 7 - Die Heimat: 3 |
| EA 4 | 0 (−1)  | Sitzverteilung im Eisenacher Stadtrat 2024Insgesamt 36 Sitze - Linke: 3 - SPD: 5 - Grüne: 3 - FDP: 1 - BfE: 3 - CDU: 10 - Wählergem. Feuerwehr: 1 - AfD: 7 - Die Heimat: 3 |

### (Ober-)Bürgermeister
Im Jahr 1286 verlieh Landgraf Albrecht II. der Stadt das Recht, zwei Bürgermeister zu wählen. Im Mittelalter bekleideten überwiegend Angehörige einflussreicher Patrizierfamilien wie Hellgreve oder Cotta dieses Amt. Durch die Einführung einer neuen Stadtordnung im Jahr 1813 wurden das Amt des Bürgermeisters und seine Kompetenzen neu geregelt; erster Amtsinhaber, der nach den neuen Regeln regierte, war der Eisenacher Ratsherr Friedrich Günther Beyer. Ein Oberbürgermeister wurde erstmals 1847 gewählt, das Amt bekleidete August Roese als „Oberbürgermeister auf Lebenszeit“. Zwischen 1950 und 1994 wurde die Stadt wiederum durch einen Bürgermeister vertreten. Die Oberbürgermeisterwahl 2024 entschied Christoph Ihling (CDU) mit 57,3 % der Stimmen in der Stichwahl für sich. Er löste die seit 2012 amtierende Katja Wolf (bis Februar 2024 Die Linke; danach BSW) ab.

### Städtepartnerschaften
Eisenach hat sechs Partnerstädte:

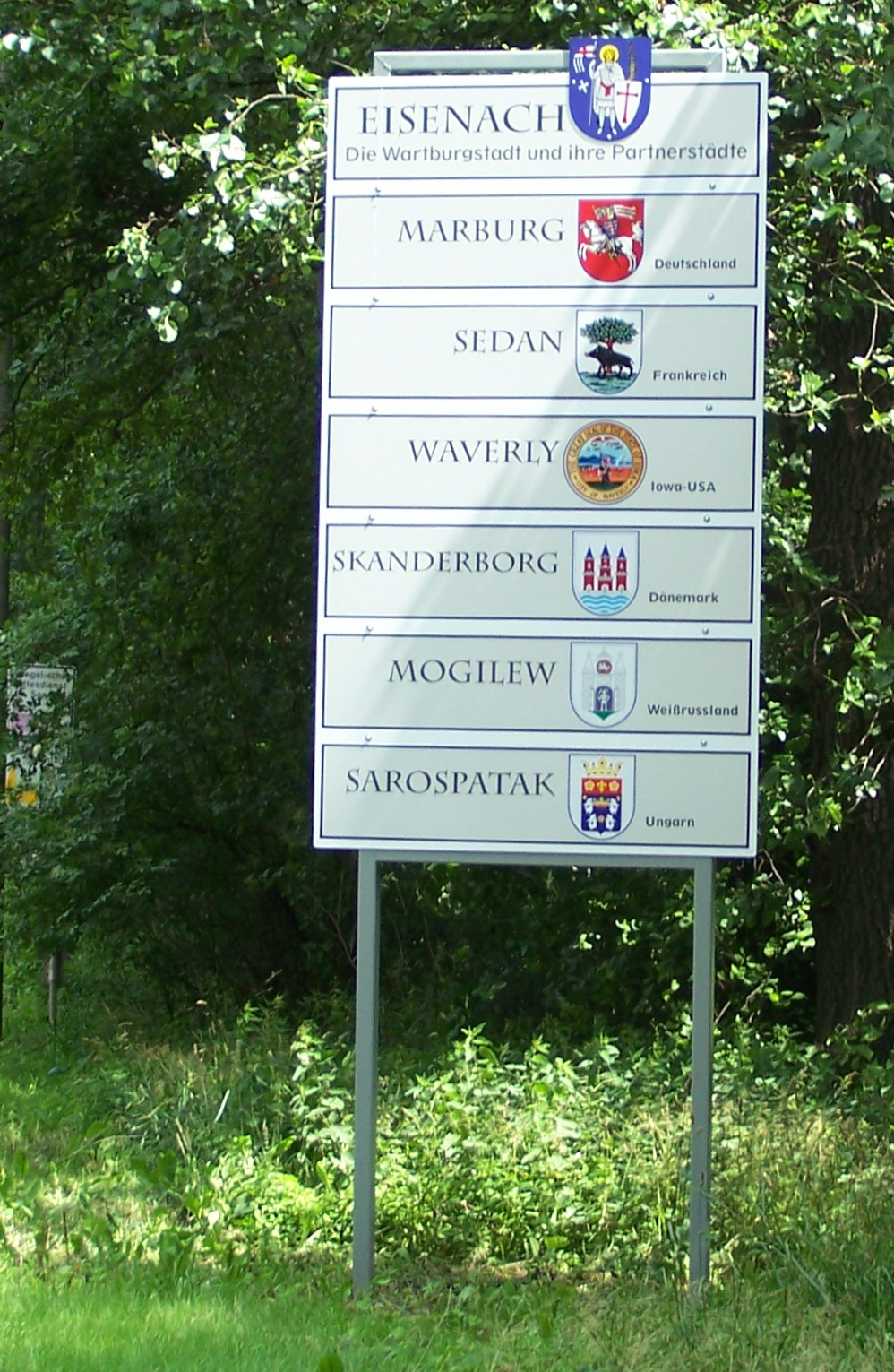
Eisenachs Partnerstädte

- Mit der hessischen Universitätsstadt Marburg bestehen seit über 800 Jahren historische Verbindungen in Zusammenhang mit Elisabeth von Thüringen. Aus diesem Grund beschloss der Marburger Stadtrat 1986 eine Wiederbelebung der Verbindung beider Städte, die am 10. Juni 1988 im Palas der Wartburg ratifiziert wurde.
- Die Beziehungen zu Sedan in Frankreich reichen bis 1972 zurück. Bereits vor der Wende fand ein staatlich organisierter Jugendaustausch zwischen dem damaligen Bezirk Erfurt und Sedan statt. Am 25. Mai 1991 wurde die Vereinbarung über eine Städtepartnerschaft unterzeichnet.
- Das in Waverly (Iowa, USA) gelegene German Lutheran College wurde bereits 1879 gegründet und erhielt später den Namen Wartburg-College. Aus diesem Grund verbindet eine Städtepartnerschaft seit dem 28. November 1992 Eisenach mit Waverly.
- Durch ein Unternehmen, das als Zulieferer der Automobilindustrie nach der Wende auch in Eisenach tätig wurde, kam es 1993 zum Abschluss einer Städtepartnerschaft mit dem dänischen Skanderborg, die anlässlich des 15-jährigen Bestehens mit Vertrag vom 6. Oktober 2008 erneuert wurde.
- Bereits Anfang der 1990er Jahre weilten von der Katastrophe von Tschernobyl betroffene Kinder aus der belarussischen Stadt Mahiljou (russ. Mogiljow) auf Einladung des Diakonischen Werks mehrfach in Eisenach. Das war der Auslöser für die am 12. Dezember 1996 unterzeichnete Städtepartnerschaft mit Mahiljou/Mogiljow.
- Sárospatak in Ungarn gilt als Geburtsort der Heiligen Elisabeth. Dort wird alljährlich zu Pfingsten in Erinnerung an die Verabschiedung der erst vierjährigen Erzsébet ein großes Fest gefeiert. Im Thüringer Elisabethjahr 2007, anlässlich des 800. Geburtstags der Heiligen Elisabeth, kam es zu ersten Kontakten zwischen beiden Städten, die am 19. November 2008 in der Elisabethkirche in Sárospatak mit einer Städtepartnerschaft vertraglich besiegelt wurden.

## Kultur und Sehenswürdigkeiten

### Kulturelle Einrichtungen

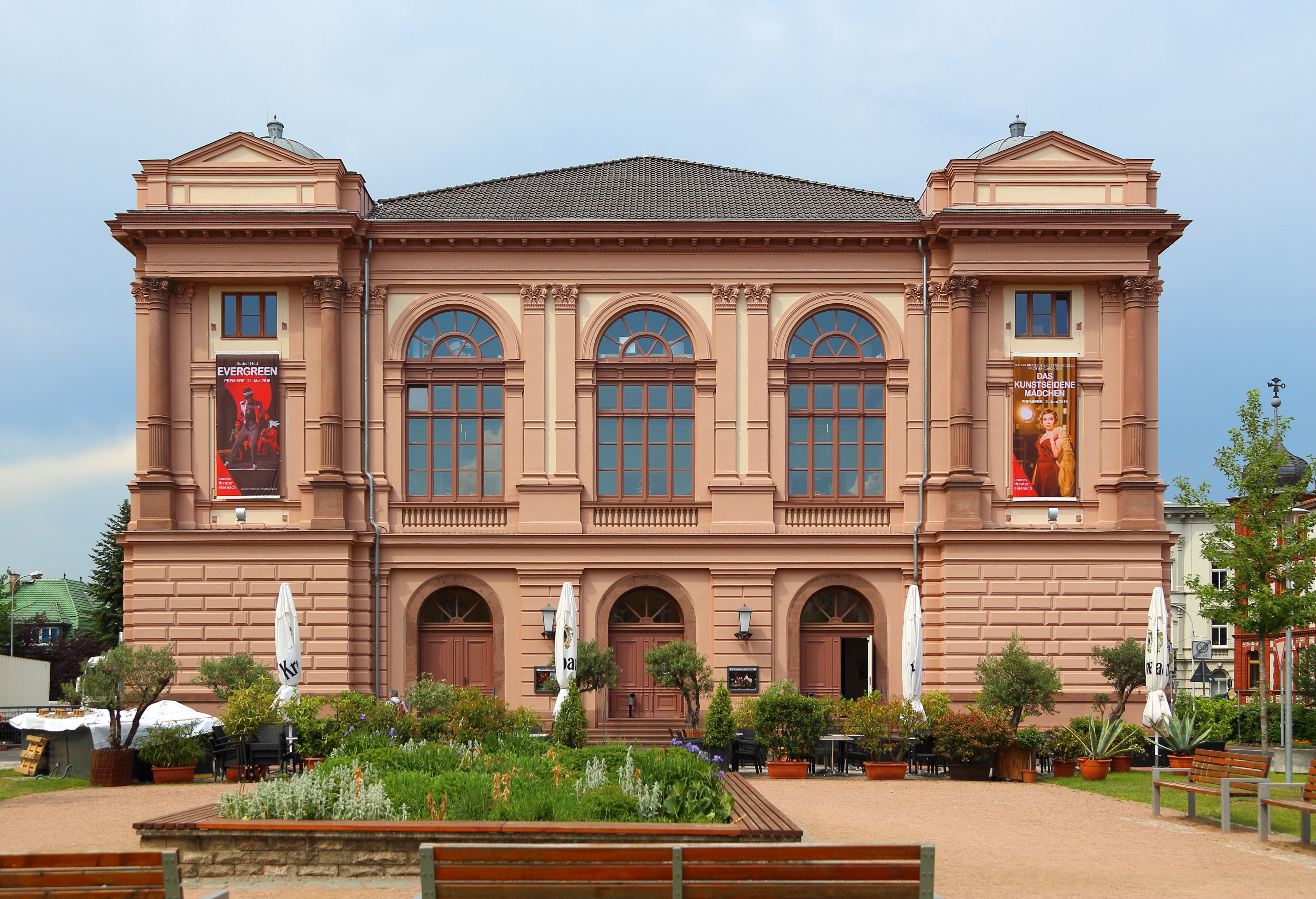
Thüringer Landestheater Eisenach

Im Jahr 1879 wurde das Theater Eisenach eingeweiht, das nach einer wechselvollen Geschichte 1952 durch die damalige Thüringer Landesregierung zum Thüringer Landestheater Eisenach erhoben wurde. Wichtiger Bestandteil des Theaters ist die 1919 als Städtisches Orchester gegründete Landeskapelle Eisenach. Sie wurde nach dem Ende des Zweiten Weltkrieges 1946 mit vertriebenen Mitgliedern der Schlesischen Philharmonie Breslau und Musikern des früheren Städtischen Orchesters Eisenach neu aufgebaut und erhielt 1952 ihren heutigen Namen. Neben der Landeskapelle gehören seit 2004 das Tanztheater Eisenach und seit 2005 das Junge Theater Eisenach zum Ensemble des Hauses.
Aus dem Theaterpädagogischen Zentrum am Landestheater Eisenach entwickelte sich nach dessen Auflösung das 2008 gegründete Theater am Markt als ehrenamtlich getragenes Freies Theater.
In der historischen Wandelhalle, die 1906 Eisenachs Aufstieg zur Kurstadt ermöglichte – einem offenen Musikpavillon am Rande des Anfang des 20. Jahrhunderts als Parkanlage englischen Stils errichteten Kartausgartens –, finden regelmäßig Ausstellungen und Konzerte statt. Im Industriedenkmal Alte Mälzerei befinden sich neben einem Industriemuseum eine Theaterspielstätte sowie das Lippmann+Rau-Musikarchiv, das bis 2009 vom 1959 gegründeten Jazzklub Eisenach e. V. betreut wurde.
Eisenach verfügt traditionell über eine reichhaltige Chorlandschaft, zu den auch überregional bekannten Chören gehört der Bachchor Eisenach. Die Mehrzahl der Chöre der Stadt sowie des umliegenden Wartburgkreises sind im Wartburgsängerkreis organisiert.
Im so genannten Storchenturm befindet sich mit dem historischen Theater Im Kerker die kleinste Spielstätte der Stadt.
Eisenach verfügt mit dem denkmalgeschützten Filmtheater Capitol über ein Kino, das letzte von ehemals vier Tonfilm-Kinos in Eisenach.
Seit 2007 finden im ehemaligen Ausstellungspavillon des Automobilwerks Eisenach, dem heutigen KUNSTPavillon, in der Wartburgallee Ausstellungen der Kunst der Gegenwart statt. Der Pavillon wurde 1967 errichtet und diente bis 1994 als Ausstellungsraum für in Eisenach gebaute Kraftfahrzeuge. Seit 2013 steht er unter Denkmalschutz.

### Veranstaltungen
Alljährlich am Wochenende vor Laetare findet in Eisenach mit dem Sommergewinn eines der größten Frühlingsfeste Deutschlands statt. Höhepunkt ist der am Samstag stattfindende Festumzug, an dessen Ende sich Frau Sunna und Herr Winter das traditionelle Streitgespräch liefern.
In der Weihnachtszeit zählt der traditionelle Weihnachtsmarkt auf der Wartburg sowie der Weihnachtsmarkt auf dem Eisenacher Marktplatz mit etwa 50 Ausstellern zu den Touristenattraktionen.
In den Jahren 2005 bis 2007 fand im Hinblick auf die Luther-Dekade 2008 bis 2017 Ende August Luther – Das Fest statt. Der ausrichtende Lutherverein e. V. als Hauptveranstalter ist bemüht, diese Veranstaltung als Mittelalterfest mit neuen Themen und Angeboten fortzuentwickeln. Seit 1982 finden alle zwei Jahre die Eisenacher Telemann-Tage zu Ehren des Komponisten Georg Philipp Telemann statt. Im Frühjahr gehört die Stadt zu den Schauplätzen der Thüringer Bachwochen.
Als Veranstaltungsort für Jazzmusik ist die Alte Mälzerei seit den 1990er Jahren ein Begriff, Open-Air-Konzerte finden an der Wandelhalle (Reggae-Nights) statt.
Seit der Wiedervereinigung ist Eisenach der ständige Tagungsort der Deutschen Burschenschaft. Der Burschentag findet immer in der Woche nach Pfingsten statt.
Der Motorsportclub Eisenach e. V. ist Veranstalter der jährlich im Sommer stattfindenden Rallye Wartburg, einem Straßenrennen rund um die Stadt Eisenach. Für Oldtimer-Fans finden regelmäßig im Frühjahr und Sommer Thüringen-Rundfahrten und Veteranentreffen statt.

### Burgen und Schlösser

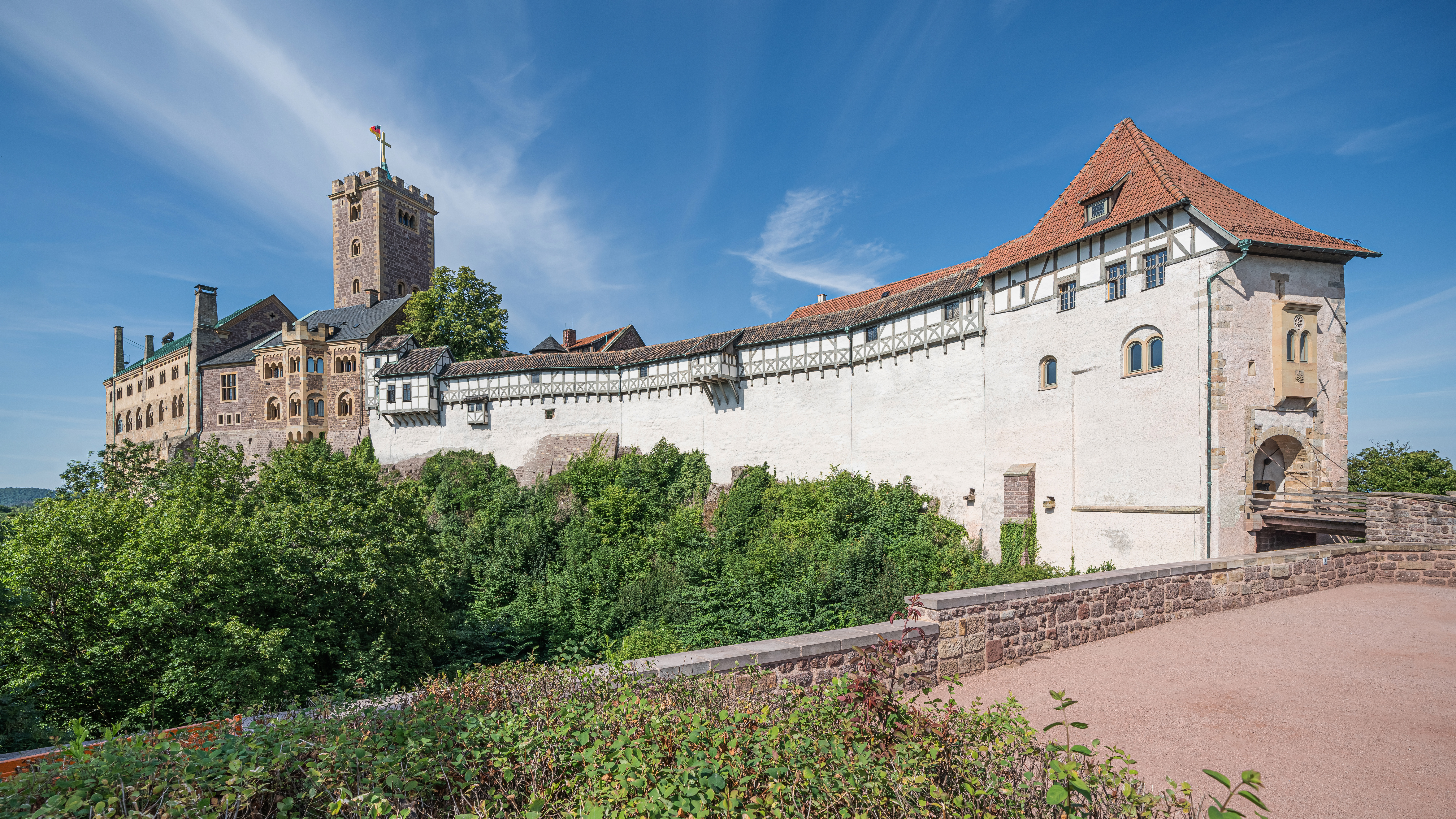
Wahrzeichen der Stadt: Die Wartburg

Wahrzeichen der Stadt ist das Weltkulturerbe Wartburg.
Daneben gab es auf den Bergen rings um die Altstadt zahlreiche Burganlagen, an die nur noch Flurnamen und spärliche Überreste als Bodendenkmale erinnern, insbesondere der Metilstein, die Eisenacher Burg, die Frauenburg, die Burgstelle Rudolfstein und die Malittenburg. In den Mauern der Altstadt befanden sich adelige Stadtburgen, zu ihnen zählen das wahrscheinlich älteste Profangebäude der Stadt, bekannt als der Hellgrevenhof und der Lussenhof am Frauenberg. Auf den landgräflichen Steinhof als Stadtresidenz unmittelbar südlich der Georgenkirche folgte an gleicher Stelle das herzogliche Residenzschloss, von dem noch die Schlossbrauerei, der Brunnenkeller, das Residenzhaus und das Creutznacher Haus vorhanden sind. Als Zwingburg und später als Garnison diente die ehemalige Wasserburg Klemme.
Zu den erhaltenen Schlössern und schlossähnlichen Bauten in der Kernstadt zählen das Eisenacher Stadtschloss, das Schloss Fischbach, das Palais Bechtolsheim, das Landhaus Pflugensberg sowie das dringend sanierungsbedürftige Jagdschloss Hohe Sonne. In den Stadtteilen befinden sich das Schloss Berteroda, das Schloss Neuenhof, in Stedtfeld das boyneburgksche Untere Schloss, geringe Reste des Oberen Schlosses, der Wehrturm Steinstock und eine boyneburgksche Landvilla. Die Stedtfelder Wasserburg wurde nach dem Dreißigjährigen Krieg geschleift. Die Gebäude der Wasserburg in Madelungen mit zugehörigem Gutshof sind ebenfalls verschwunden. In Hötzelsroda gab es einen als Schanze bezeichneten Erdwall, einen adeligen Hof Schlösschen in der Ortslage und im Ortsteil Dürrerhof den Ende der 1940er Jahre abgetragenen Herrensitz Dürrerhof mit Landschaftspark.

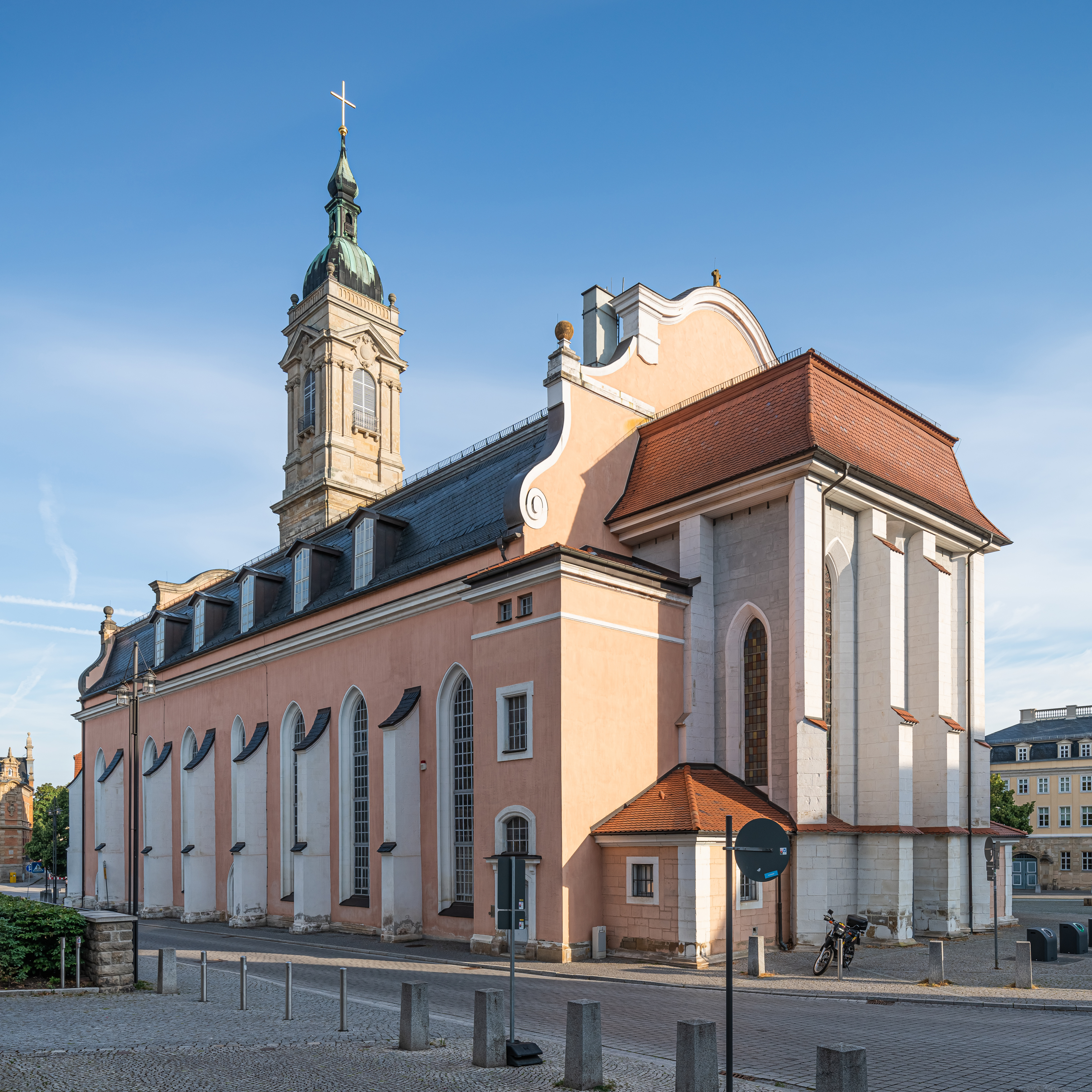
Georgenkirche (Eisenach)

### Sakrale Bauten

#### Evangelisch-lutherische Kirchen
Die um 1180 erbaute Georgenkirche gilt als Traukirche der Heiligen Elisabeth und ist die Taufkirche Johann Sebastian Bachs.
Bereits kurz nach 1160 wurde die Nikolaikirche im romanischen Stil erbaut und im 19. Jahrhundert im neoromanischen Stil restauriert. Die Kirche war bis zur Reformation Pfarrkirche des Benediktinerinnenklosters St. Nikolai.
Der Legende nach wurde die Annenkirche von Elisabeth von Thüringen als Bethaus erbaut, die Inschrift über dem Torbogen „Hospital zu St. Annen – gestiftet von der Heiligen Elisabeth 1226“ soll dies belegen. Tatsächlich fiel die ehemalige Kapelle 1342 einem Brand zum Opfer, der Neubau wurde 1525 im Bauernkrieg zerstört. In der Zeit von 1634 bis 1639 wurde die Annenkirche völlig neu aufgebaut, aus jener Zeit stammt wohl auch die Inschrift. Im 18. Jahrhundert wurde die Kirche als Garnisonkirche genutzt, von 1874 bis 1954 als Kirche der Diakonissenhausstiftung.
Erstmals 1295 urkundlich erwähnt wurde die Clemenskapelle. Mit der 1586 erbauten Fachwerkkirche Wartha befindet sich im Stadtgebiet die älteste und kleinste Fachwerkkirche Thüringens.
Der jüngste Kirchenbau ist die 2005 fertiggestellte Elia-Kapelle in der Altstadtstraße. Sie dient als Ort des Gebetes auf dem Werkstattgelände des Diakonie-Verbundes Eisenach.

#### Katholische Kirchen
Die Pfarrkirche der katholischen Gemeinde St. Elisabeth Eisenach ist die St.-Elisabeth-Kirche. Sie wurde 1886 bis 1888 nach dem Vorbild der Marburger Elisabethkirche im neugotischen Stil errichtet. In den Jahren 2000 bis 2002 erfolgte eine umfangreiche Außen- und Innensanierung.
Unweit des Alten Friedhofes befindet sich die profanierte Kreuzkirche, die 1692 aus den Resten des Eisenacher Mariendoms errichtet wurde.
Auf dem Gebiet eines ehemaligen Dominikanerklosters befindet sich die Predigerkirche. Mit ihrem Bau wurde kurz nach der Heiligsprechung Elisabeths begonnen, um 1240 wurde sie geweiht. Heute beherbergt die Kirche die ständige Ausstellung Mittelalterliche Kunst in Thüringen, die Teil des Thüringer Museums ist.

#### Synagoge

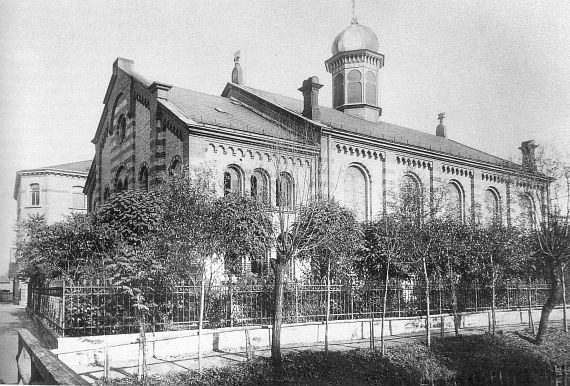
Die Synagoge in Eisenach um 1900

Bereits im Mittelalter befand sich auf dem Grundstück Karlstraße 23 eine Synagoge. In der Zeit von 1883 bis 1885 wurde in der heutigen Karl-Marx-Straße die Neue Synagoge errichtet und am 8. Januar 1885 feierlich eingeweiht. Durch die Novemberpogrome 1938 wurde das Gebäude infolge Brandstiftung völlig zerstört und wenig später abgebrochen. An die Ereignisse erinnert das am 21. September 1947 übergebene Synagogendenkmal, dessen Sockel aus Steinen der Neuen Synagoge errichtet wurde.

### Denkmalgeschützte Bauwerke

#### Denkmalensembles
Die zwei flächenmäßig größten Denkmalensembles der Stadt sind das Flächendenkmal Altstadt Eisenach sowie das Flächendenkmal Südviertel.
Der Bau der 2,84 Kilometer langen Stadtmauer begann bereits im Jahr 1130. Es gab insgesamt 22 Türme, davon fünf Stadttore, von denen heute nur noch das Nikolaitor erhalten ist.

#### Einzelne Baudenkmale

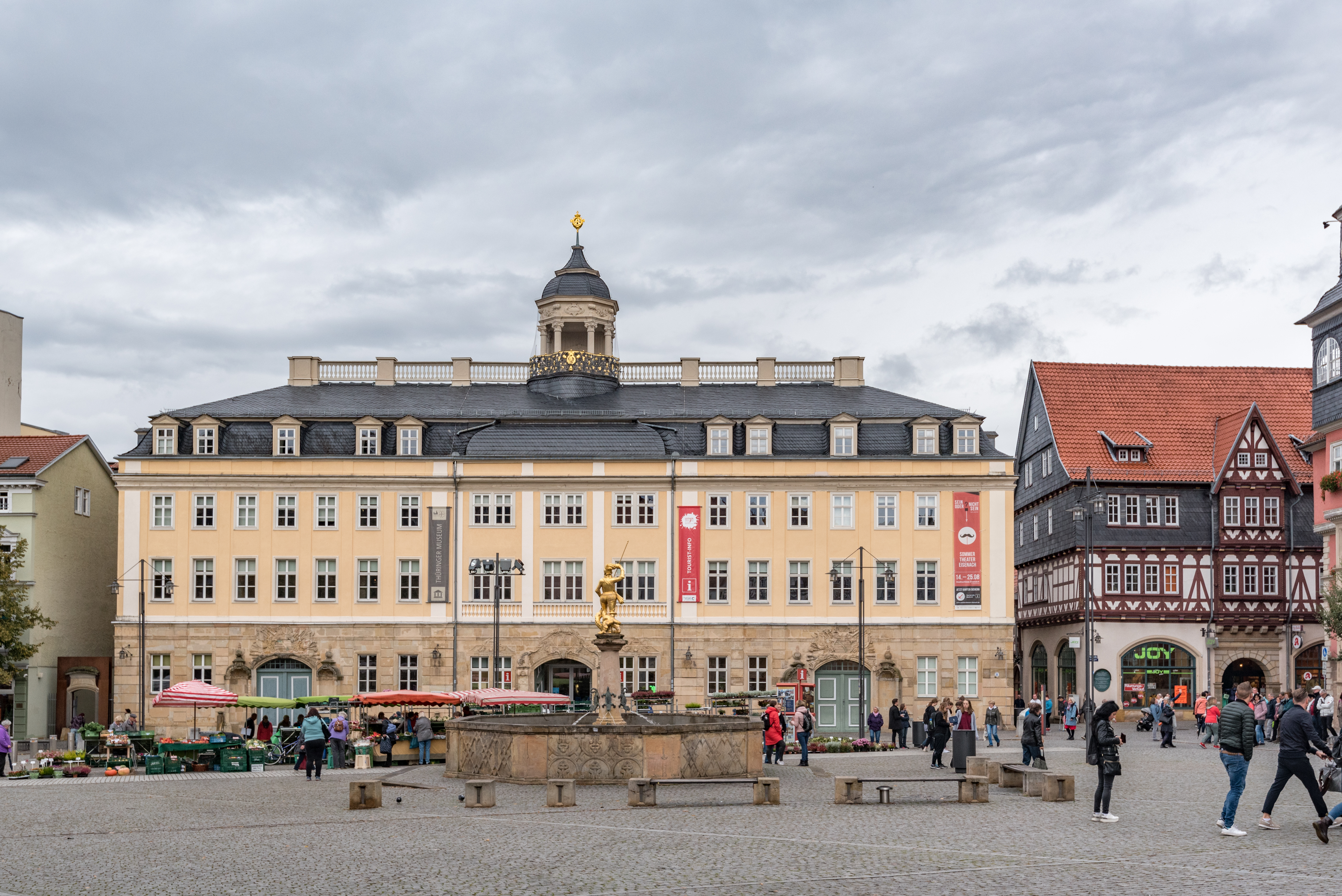
Stadtschloss

Das Eisenacher Rathaus am Markt wurde 1508 in spätgotischem Stil als Weinkeller erbaut und erhielt beim Umbau 1564 seine heutigen Renaissance-Formen. Im Jahr 1596 wurde es zum neuen Rathaus gewählt, nachdem das alte Rathaus nahe der Georgenkirche zu klein geworden war. Nach dem großen Stadtbrand 1636 wurde es wieder aufgebaut und erhielt 1638 seinen charakteristischen Treppenturm.
Seit mehr als 450 Jahren steht der Georgsbrunnen auf dem Markt, mehrfach wurde er versetzt. Die vergoldete Brunnenstatue wurde 1549 von Hans Leonhard erschaffen. Ebenfalls am Markt befindet sich das Stadtschloss. Es wurde ab 1742 in mehreren Abschnitten unter Herzog Ernst August von Gottfried Heinrich Krohne errichtet. Von den einst vier Flügeln sind heute noch drei erhalten. Der Südflügel am Markt entstand als Wohnflügel unter Einbeziehung vorhandener Bürgerhäuser, der Nordflügel beherbergt reich verzierte Räume mit Stuckarbeiten des Kasseler Meisters J. M. Brühl und Gemälde des österreichischen Malers Josef Michael Daysinger, im Erdgeschoss des Westflügels befindet sich der Marstall.
Das Gebäude Karlstraße 1 wurde um 1560 erbaut. Während des Stadtbrandes von 1636 blieb es unversehrt. Von 1771 bis 1948 befand sich hier die 1585 gegründete Hof-Apotheke. 1900 wurde das alte Holzfachwerk freigelegt und ein Giebel über dem Eingang errichtet. Weitere Umbauten erfolgten 1936. Die Hof-Apotheke wurde 1948 in Rats-Apotheke umbenannt und befindet sich noch heute im Gebäude.
Im Süden der Stadt unweit der Auffahrt zur Wartburg befindet sich die Reutervilla. Sie wurde nach Plänen des Dichters Fritz Reuter in den Jahren 1866 bis 1868 vom deutschen Architekten Ludwig Bohnstedt im neoklassizistischen Stil als Wohnhaus des Dichters errichtet. Heute beherbergt die Villa das Reuter-Wagner-Museum sowie eine Außenstelle des Standesamtes.
Im Osten der Stadt ragt auf der Göpelskuppe das Burschenschaftsdenkmal der Deutschen Burschenschaft empor. Das 33 Meter hohe Denkmal wurde 1902 eingeweiht.
Das Eisenacher Theater wurde im Auftrag des Eisenacher Bankiers und Fabrikanten Julius von Eichel-Streiber nach Entwürfen des Leipziger Architekten Karl Weichardt im klassizistischen Stil erbaut und am 1. Januar 1879 an die Stadt Eisenach übergeben. Das Gebäude bietet 501 Zuschauern Platz.
Am Johannisplatz im Zentrum der Stadt befindet sich das wahrscheinlich schmalste bewohnte Fachwerkhaus Deutschlands. Es ist 2,05 Meter breit und 8,50 Meter hoch und hat zwei Stockwerke. Das Alter des Hauses wird auf weit über 250 Jahre geschätzt.

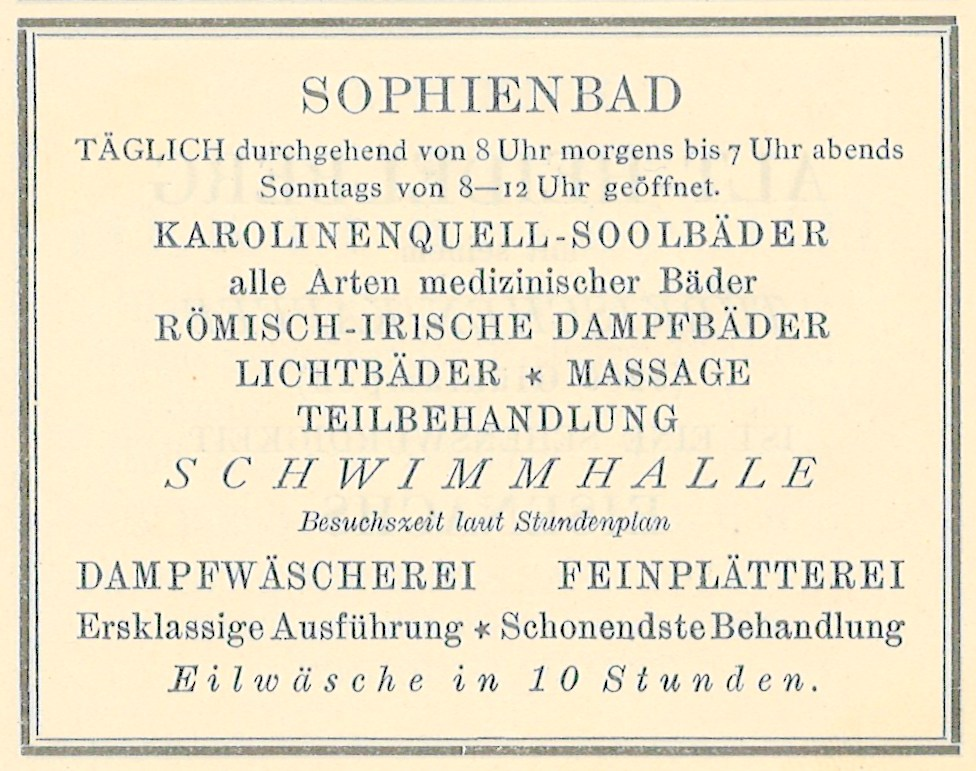
Eine Werbeanzeige für das Sophienbad, 1927

Im Jahr 1539 wurde vom Eisenacher Kaufmann und Ratsherren Conrad Creutznacher am Markt ein repräsentatives Wohn- und Geschäftshaus errichtet, das Creutznacher Haus. Als Herzog Johann Ernst Ende des 16. Jahrhunderts seine Residenz auf der Esplanade erweiterte, bezog er das Haus in die Schlossanlage ein. Das 2003 bis 2005 sanierte Gebäude gehört zu den wenigen erhaltenen Renaissancebauten der Stadt und beherbergt heute unter anderem die Tourist-Information.
Das Sophienbad, eines der ältesten Jugendstilbäder Deutschlands, wurde 1899 von der Großherzogin von Sachsen-Weimar-Eisenach eröffnet. Es wird heute anders genutzt, steht aber als Gesamtanlage unter Bestandschutz.
Die Wandelhalle am Rande des Kartausgartens wurde 1906, unterhalb des Hotels Fürstenhof, als Trink- und Wandelhalle eingeweiht und erinnert an die Zeit, als Eisenach Sommerfrische und Kurstadt war.
Denkmalgeschützte Zeugen aus dem Gesundheitswesen des frühen 20. Jahrhunderts sind das Diakonissenhaus im Stadtzentrum und der Südflügel des heutigen St.-Georg-Klinikums im Norden der Stadt.

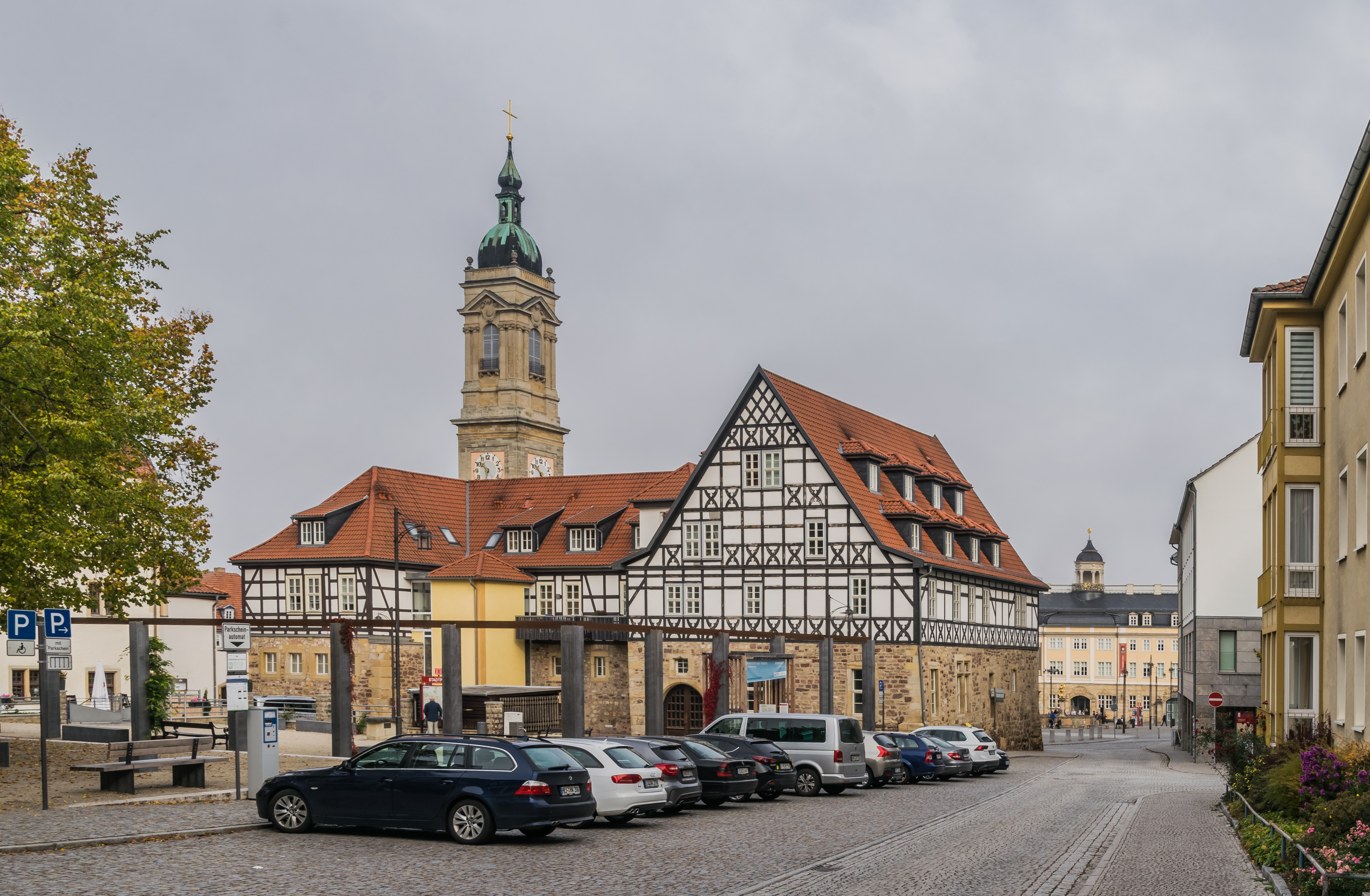
Creutznacher Haus mit Alter Residenz
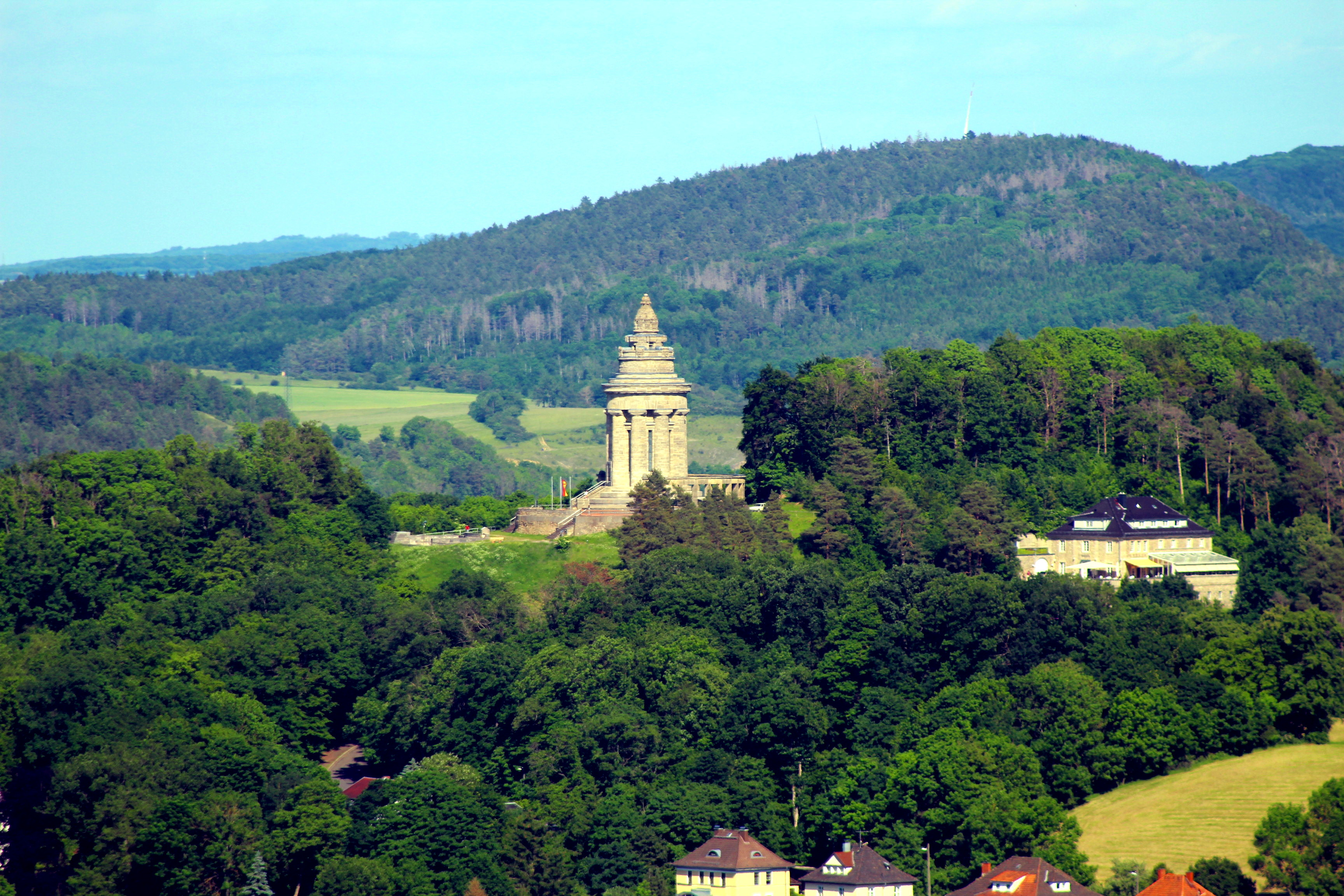
Burschenschaftsdenkmal
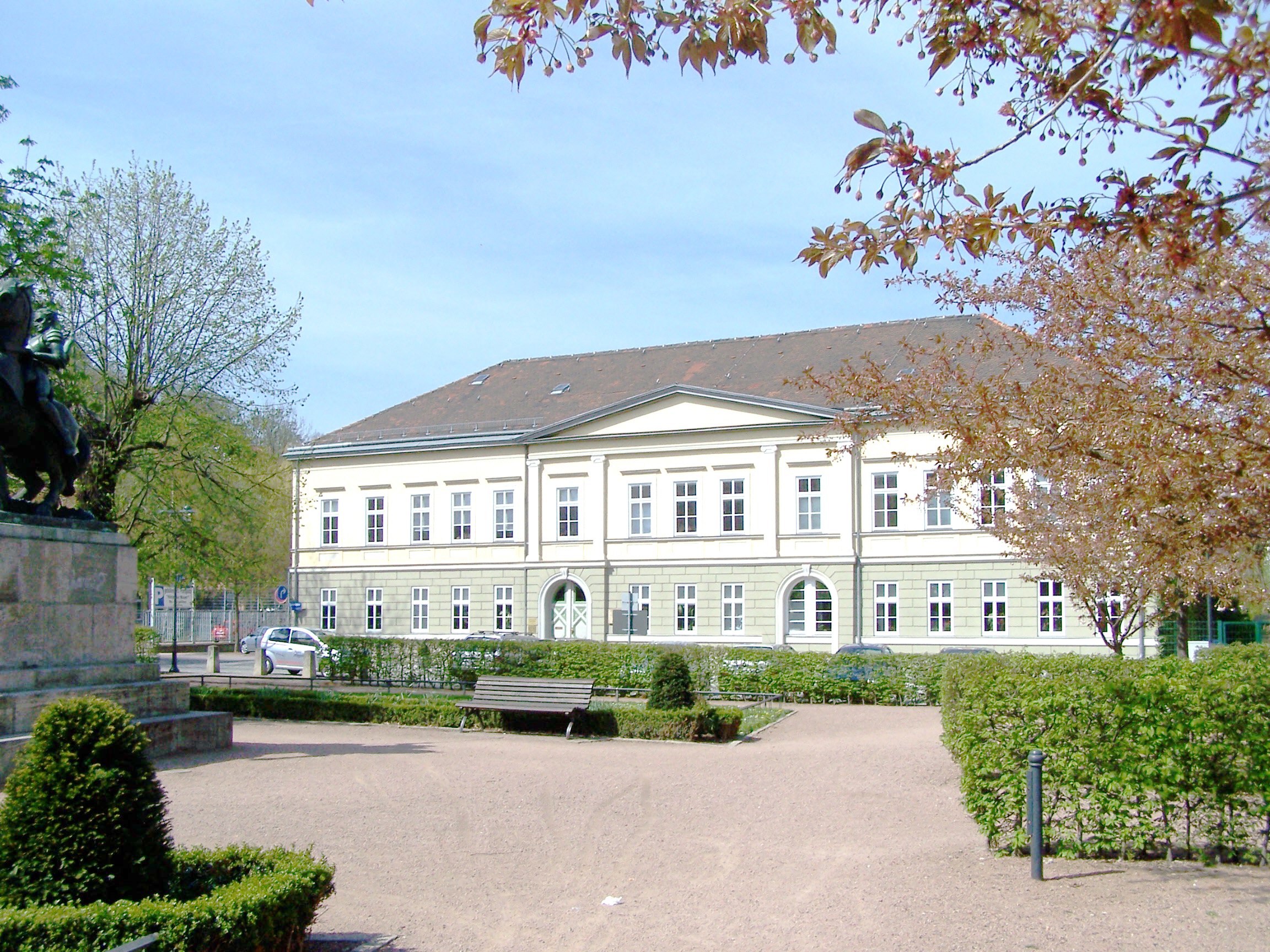
Palais Bechtolsheim am Jakobsplan
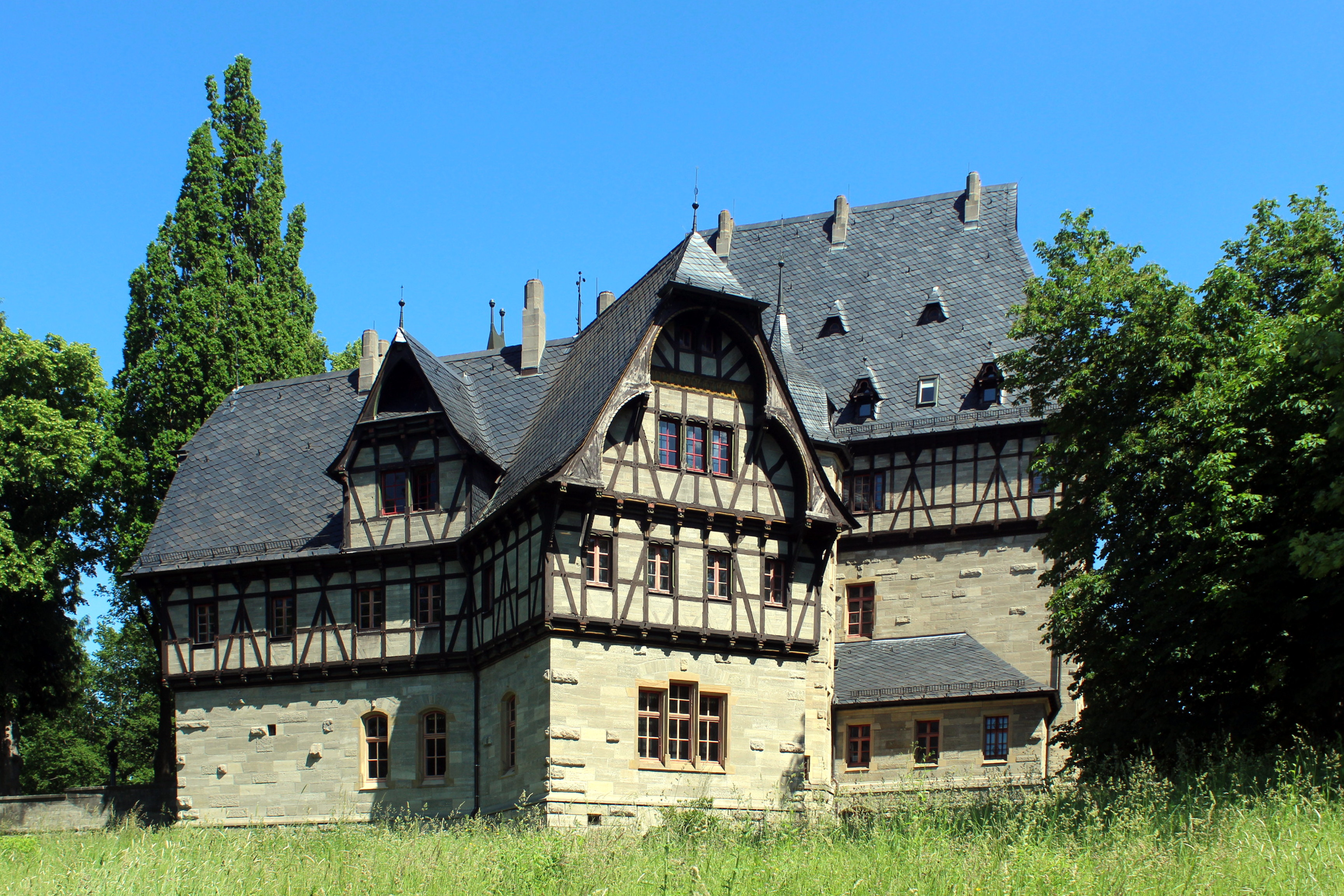
Landhaus Pflugensberg

### Parks

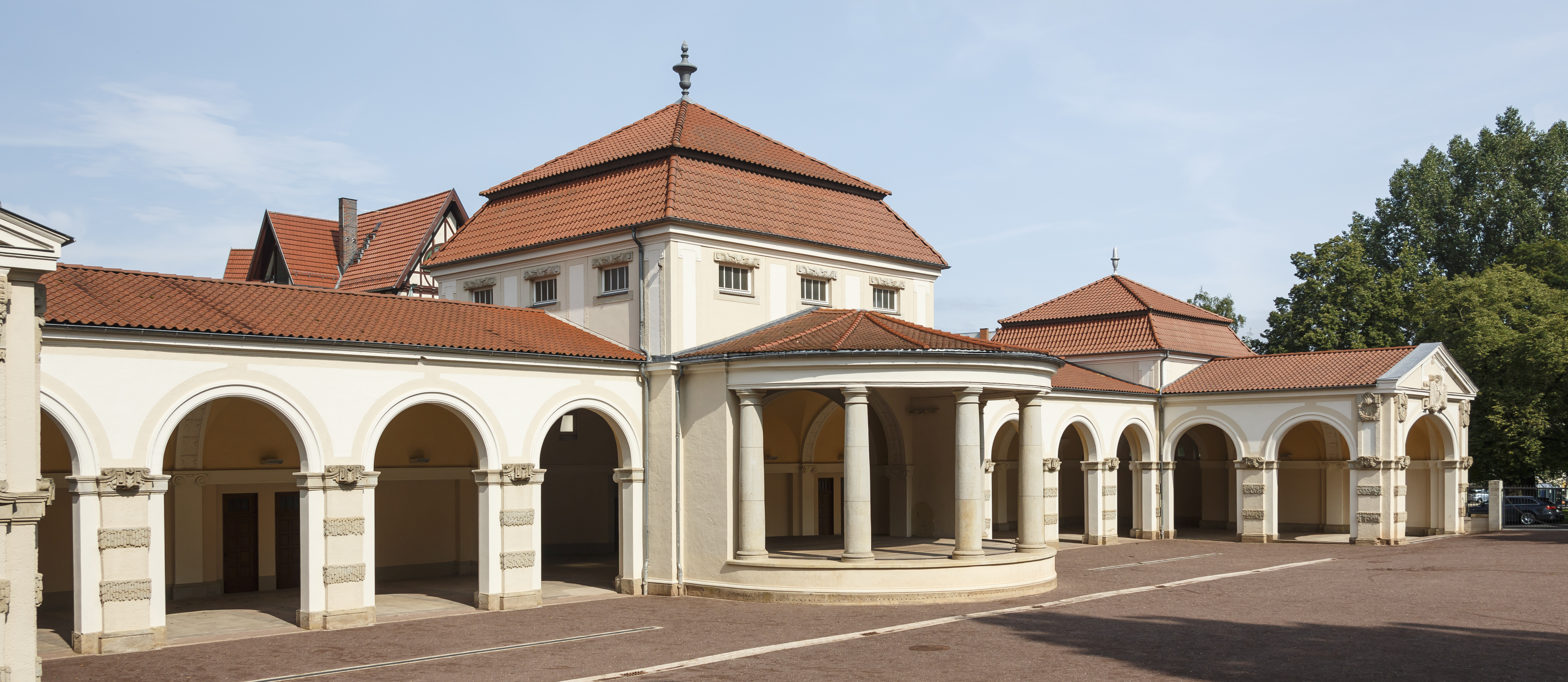
Wandelhalle im Kartausgarten

Die Geschichte des etwa 3,8 Hektar großen Kartausgartens reicht bis ins 14. Jahrhundert zurück, als Kartäusermönche um 1390 dort einen Klostergarten anlegten. Um 1700 wurde er zum fürstlichen Lust- und Küchengarten erhoben, Ende des 18. Jahrhunderts gestaltete ihn Johann Georg Sckell in einen Landschaftsgarten um. Dieser wurde ab 1845 durch den Eisenacher Hofgärtner Hermann Jäger betreut. Seit 1942 befindet sich die Anlage in städtischer Hand. Auf dem Gelände befindet sich neben dem klassizistischen Gärtnerhaus mit Teezimmer auch die Wandelhalle.
Etwa 400 Meter östlich vom Stadtzentrum befindet sich der 26,7 Hektar große Stadtpark. Das Gelände am Goldberg wurde von 1841 bis 1844 von Eduard Petzold im Auftrag der Familie Eichel in einen Landschaftsgarten umgestaltet. In den Jahren 1890 bis 1892 wurde dort die später als Landeskirchenamt genutzte Villa Pflugensberg errichtet, ein schlossähnliches Gebäude im neugotischen Stil. Das Bismarck-Denkmal im Eingangsbereich des Stadtparks wurde 1963 abgebrochen.
In der Gemarkung des Stadtteils Hötzelsroda befindet sich der ebenfalls von Eduard Petzold gestaltete Landschaftspark Dürrerhof mit der nach dem Zweiten Weltkrieg angelegten Kriegsgräberstätte Hötzelsroda.
Oberhalb des Eisenacher Markts am Fuße des Schlossbergs befindet sich der Alte Friedhof. Er wurde 1599 im Auftrag von Herzog Johann Ernst angelegt. Auf dem Friedhof sind zahlreiche Mitglieder der Musikerfamilie Bach beigesetzt, die angrenzende Kreuzkirche beherbergt das Archiv der Evangelisch-Lutherischen Kirche in Thüringen.
Zwischen der Wartburg und der westlichen Altstadt befindet sich der um 1800 vom Eisenacher Kaufmann Christian Friedrich Roese geschaffene Landschaftspark Roesesches Hölzchen mit dem Metilstein im Zentrum, hier trifft man auch auf das sagenhafte Felsgebilde Mönch und Nonne, welches Goethe einst zu einer Zeichnung inspirierte.
Im Mariental befindet sich der künstlich angelegte Prinzenteich mit Gondelbetrieb, Schwänen und Karpfenbesatz. Er erhielt seinen Namen im 19. Jahrhundert zu Ehren der zwei Söhne der Herzogin von Orleans, die in der Zeit von 1848 bis 1858 zeitweise mit ihren Kindern in Eisenach weilte.
Im Norden der Stadt wurde im Jahr 1896 der Hauptfriedhof angelegt.
In der Dresdner Straße befindet sich ein Geologischer Garten mit Gesteinsproben aus ganz Deutschland.

### Museen

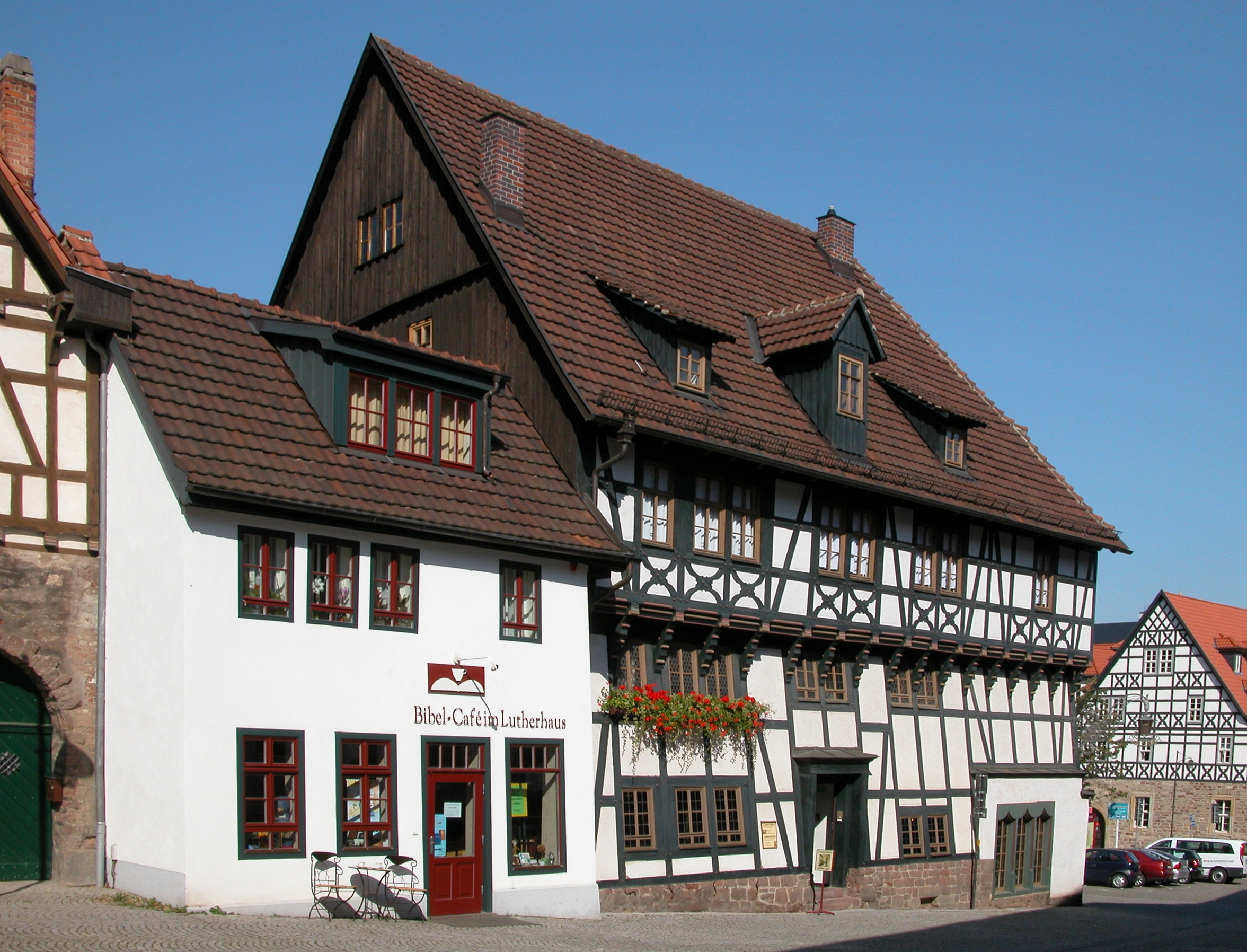
Lutherhaus

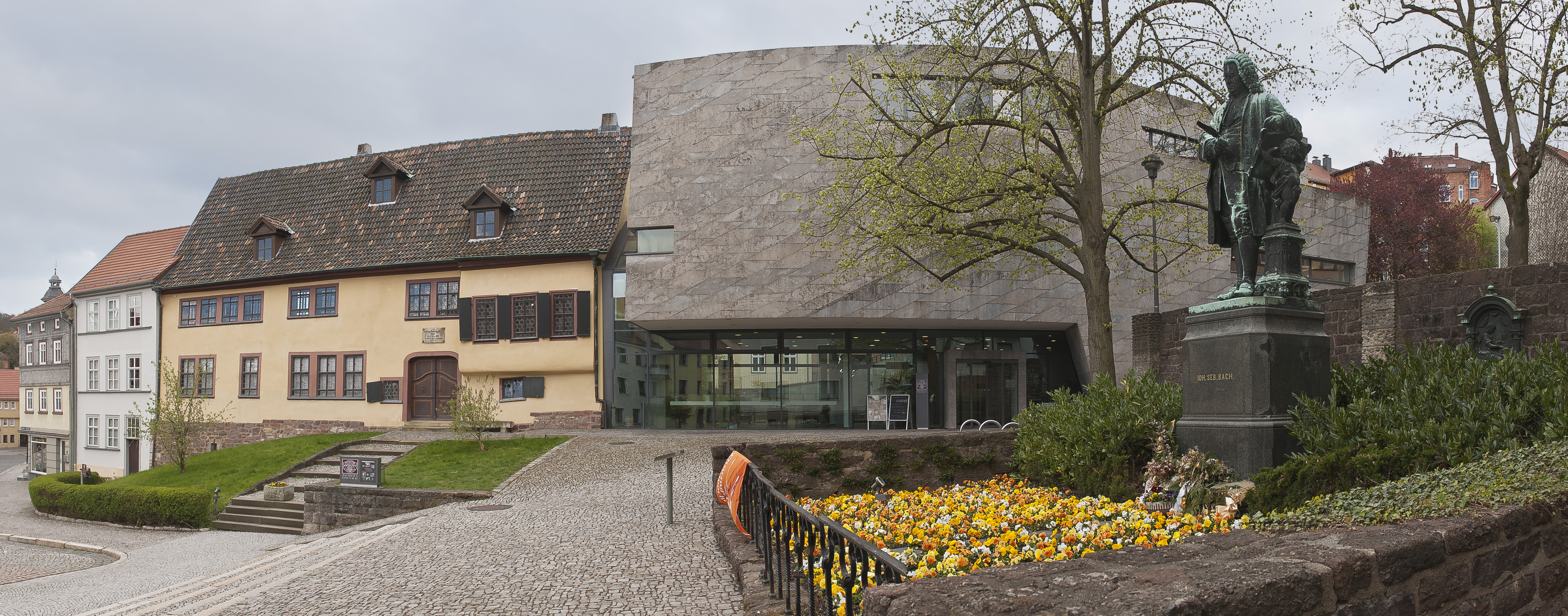
Bachhaus und Erweiterungsbau am Frauenplan beherbergen das Bachmuseum

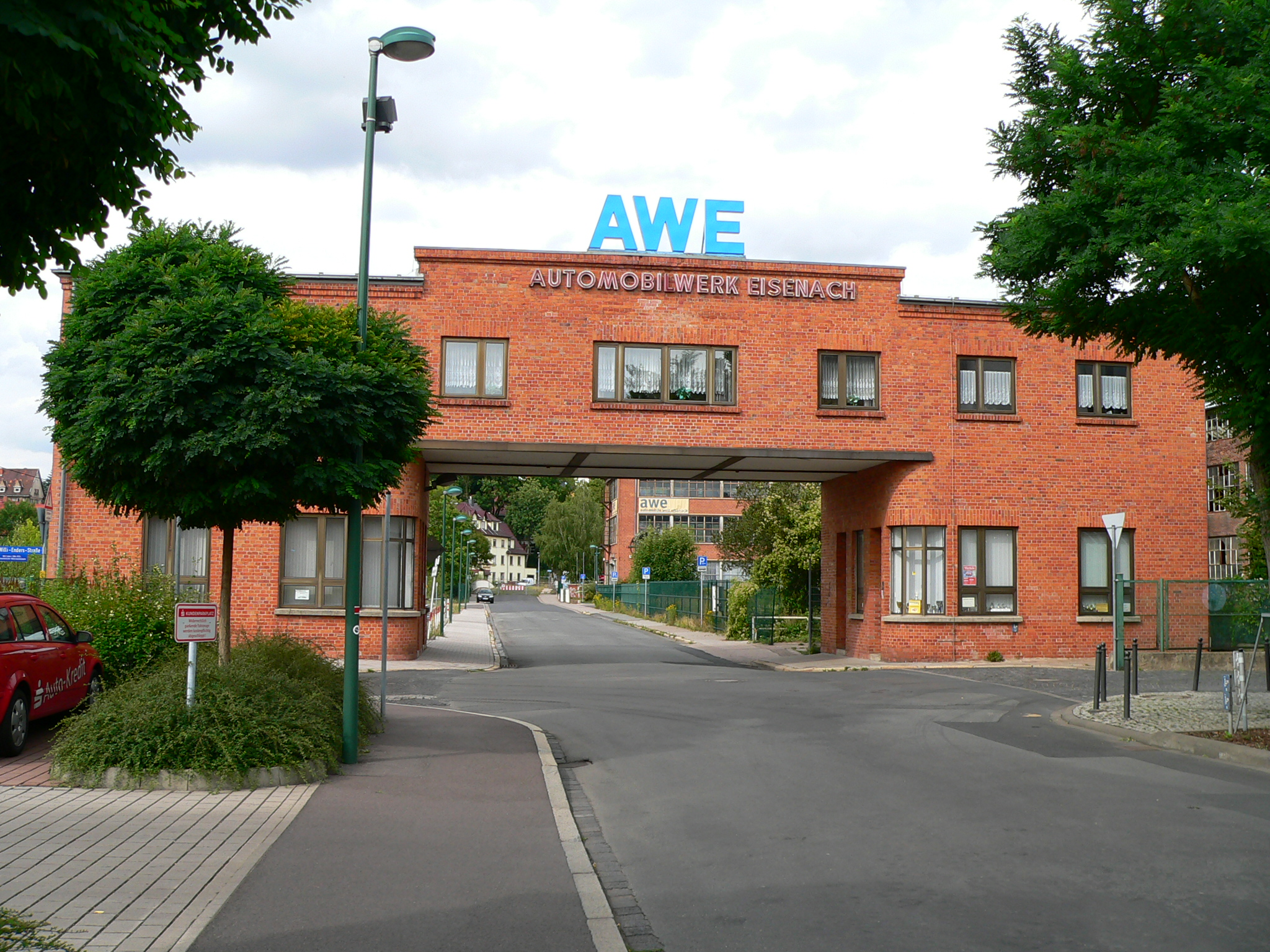
Haupttor des Automobilwerks Eisenach

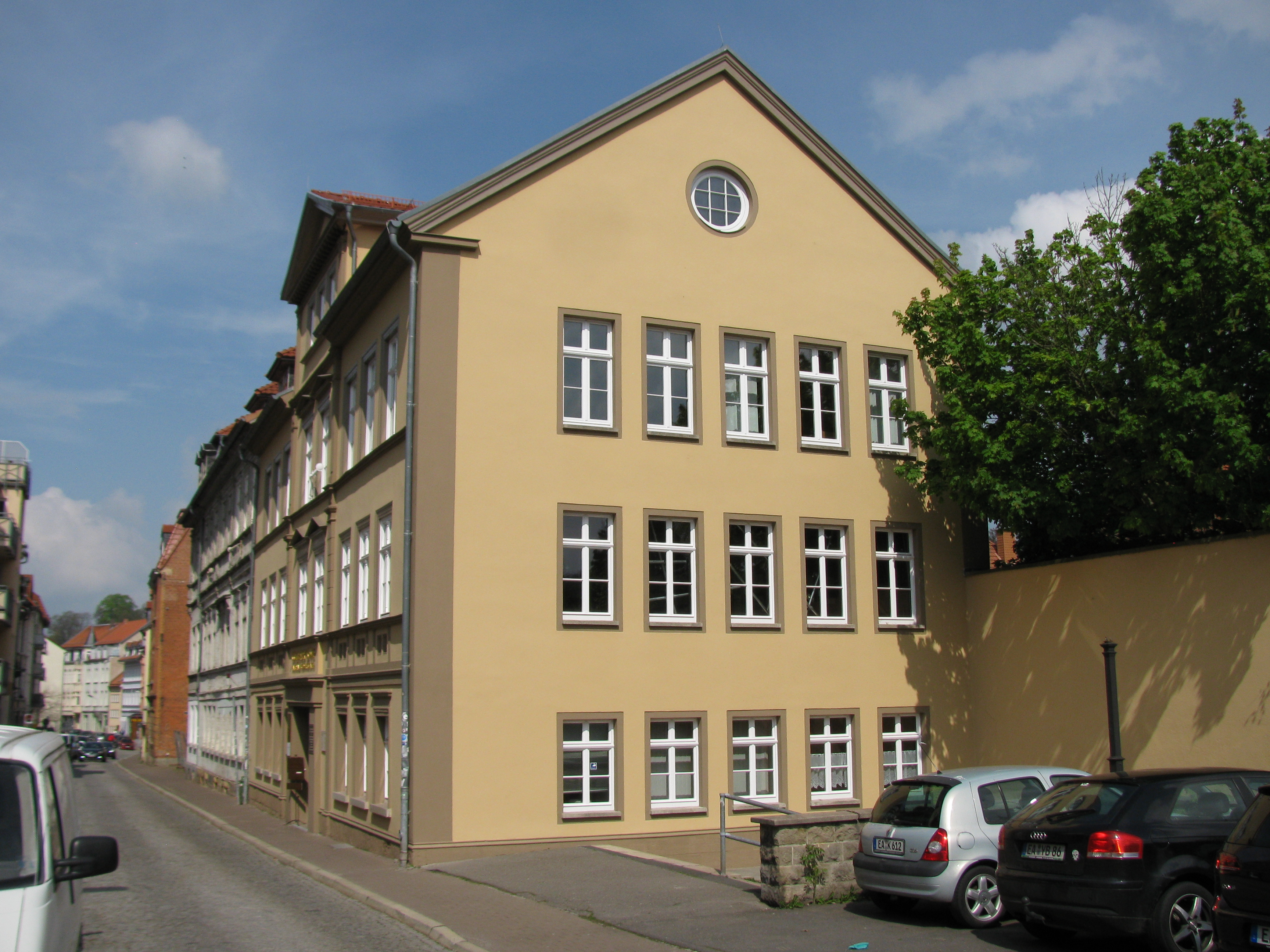
Gedenkstätte Goldener Löwe

Eisenach ist Geburtsstadt des Komponisten Johann Sebastian Bach. Ihm und seiner Familie widmet sich das Bachhaus am Frauenplan, das als Geburtshaus des Komponisten gilt.
An den Reformator Martin Luther erinnert das seit 1956 von der damaligen Thüringer Landeskirche (heute: Evangelische Kirche in Mitteldeutschland) als Museum betriebene Lutherhaus. In dem Haus, das zu den ältesten Fachwerkhäusern Thüringens zählt, soll Martin Luther von 1498 bis 1501 bei der wohlhabenden Familie Cotta gewohnt haben. Von 2013 bis 2015 wurde das Lutherhaus umfangreich saniert, durch einen Anbau erweitert und mit einer neuen Dauerausstellung („Luther und die Bibel“) ausgestattet.
Das Stadtschloss beherbergt das 1899 gegründete Thüringer Museum. Zu diesem gehören auch die Ausstellungsbereiche in der Predigerkirche, das Teezimmer im Kartausgarten und die Reutervilla. Die kunsthandwerkliche Sammlung zog 1931 ins Stadtschloss um. Neben der Sammlung Thüringer Porzellans befinden sich dort auch Werke der Malerei der zweiten Hälfte des 19. Jahrhunderts sowie Stadtgeschichtliches. Die Predigerkirche beherbergt die Sammlung mittelalterlicher Schnitzkunst, die umfangreichste ihrer Art in Thüringen. In der Reutervilla, den ehemaligen Wohnräumen des niederdeutschen Dichters Fritz Reuter, befindet sich das Reuter-Wagner-Museum mit der nach Bayreuth umfangreichsten Sammlung über den Komponisten Richard Wagner.
1967 wurde das Automobilbaumuseum gegründet. Es befand sich zunächst in dem eigens dafür errichteten heutigen KUNST-Pavillon am Rande des Kartausgartens. Im Jahr 1998 wurde anlässlich des Jubiläums 100 Jahre Automobilbau in Eisenach auf dem Gelände des ehemaligen Automobilwerks Eisenach (AWE) der symbolische Grundstein für die neue Ausstellung automobile welt eisenach gelegt. Seit 2005 befindet sich die Ausstellung, die unter anderem Fahrzeuge der Marken BMW, EMW, Dixi und Wartburg zeigt, im denkmalgeschützten ehemaligen AWE-Verwaltungsgebäude O2. In unmittelbarer Nähe zu diesem befindet sich das ebenfalls denkmalgeschützte ehemalige Haupttor des AWE.
Die Gedenkstätte Goldener Löwe, ein ehemaliges Gasthaus am südlichen Ende der Marienstraße, erinnert an die Gründung der SDAP (später SPD) am 8. August 1869 und an August Bebel.
Eine nichtöffentliche Sammlung zur Eisenacher Kriminalgeschichte mit historischen Uniformen, technischen Apparaten zur Überwachung durch die Staatssicherheit, sowie Zeugnissen aus der Agententätigkeit in Eisenach zur Zeit des Kalten Krieges befindet sich in der Eisenacher Polizeiwache.

### Industriedenkmale
Im Nordosten der Stadt befindet sich mit der Alten Mälzerei ein weithin einzigartiges Industriedenkmal. Sie wurde 1873 von Adam Heintz als Malz- und Malzkaffeefabrik errichtet. Bemerkenswert ist vor allem der fast vollständig erhaltene, zum Teil noch aus den Gründerjahren stammende und nach Restaurierung in den Jahren 1993/1994 wieder voll funktionsfähige Maschinenpark.
Der Grundstein für die Eisenacher Brauerei wurde im Jahr 1828 gelegt, als die 244 Brauberechtigten der Stadt einen gemeinsamen etwa 100 Meter tiefen Felsenkeller zur Bierlagerung errichteten. Im Jahr 1874 gründeten zehn Eisenacher Bürger eine Vereinsbrauerei, aus der 1886 die Aktienbrauerei Eisenach wurde. Das 1911 errichtete Sudhaus gilt noch heute als Wahrzeichen der Brauerei.
Um die Jahrhundertwende des 19./20. Jahrhunderts entstand der Eisenacher Hauptbahnhof mit dem rechts daneben gelegenen Fürstenbahnhof.
Zu den nur noch teilweise erhaltenen Industriebauten Eisenachs zählen der Alte Schlachthof sowie das Gaswerk Eisenach. Die frühere Zigarrenfabrik an der Fischweide 1 war lange als Ruine erhalten und wurde inzwischen abgerissen.

### Denkmäler, Gedenksteine und -tafeln
Zahlreiche Gedenksteine und -tafeln erinnern an historisch bedeutende Ereignisse und Persönlichkeiten der Stadtgeschichte.
In unmittelbarer Nähe des Bachhauses befindet sich das Bachdenkmal, das die Stadt am 28. September 1884 dem in Eisenach geborenen Komponisten widmete. Der Entwurf stammt von Adolf von Donndorf, ausgeführt wurde es von Hermann Howaldt.
Auf dem Karlsplatz im Zentrum der Stadt befindet sich das ebenfalls durch Adolf von Donndorf entworfene Lutherdenkmal. Ein drittes von Donndorf entworfenes Denkmal, das 1903 am Eingang des Stadtparks errichtete Bismarckdenkmal, wurde bis 1963 abgetragen.
In der Georgenstraße erinnert der Schwarze Brunnen an einen Unglücksfall mit 68 Toten bei der Explosion von drei mit Schießpulver und Munition beladenen Wagen.
Zu Ehren der Toten des Deutsch-Französischen Krieges 1870/71 weihte der Wingolfsbund 1899 das Wingolfsdenkmal ein, das später auch den Gefallenen beider Weltkriege gewidmet wurde. Es ist in eine imposante Treppenanlage integriert, die vom Stadtzentrum über den Pfarrberg in das Südviertel führt.
Gegenüber der Wartburgauffahrt wurde 1909 das Carl-Alexander-Denkmal eingeweiht, das an die Freundschaft des Großherzogs zu Eduard Mittenzwey erinnern soll. Ausgeführt wurde es von dem Eisenacher Bildhauer Hermann Hosaeus. Im weiteren Straßenverlauf trifft man unterhalb der Wartburg auf das Cranach-Denkmal für den Burghauptmann der Wartburg und Gründer des Reuter-Wagner-Museums Hans Lucas von Cranach.
In der Frankfurter Straße befindet sich die Gedenkstätte für die Opfer des Kapp-Putsches, die an die Tötung von fünf unbewaffneten Bürgern in Eisenach erinnert.
Am Karlsplatz, vor dem Mutterhaus der Diakoniestiftung Eisenach, steht das Ärztedenkmal, ein 1926 geschaffener Gedenkort für die im Ersten Weltkrieg in Erfüllung ihres Dienstes ums Leben gekommenen deutschen Ärzte. Es wurde 1997 restauriert und die Widmung ausgedehnt auf „…die (ärztlichen) Opfer von Krieg, Terror und Gewaltherrschaft“.
Ein Panzerreiter, der den Drachentöter St. Georg symbolisiert, steht am Jakobsplan. Er wurde 1939 von Erich Windbichler geschaffen und stand ursprünglich vor dem Offizierskasino des Kasernenkomplexes am Ludendorffwall (heute: Ernst-Thälmann-Straße) im Norden der Stadt. Das Denkmal steht für die Tradition der schweren schlesischen Reiter aus Sagan, den „Vorgängern“ des Eisenacher Panzerregiments II. Im Jahr 1999 wurde das Denkmal restauriert.
Ein inzwischen denkmalgeschütztes Relikt der DDR-Zeit ist das Denkmal zur Geschichte der deutschen Arbeiterbewegung in der Wartburgallee.
Mehrere Denkmale, Gedenksteine und -tafeln erinnern an die Opfer der beiden Weltkriege sowie an die Verbrechen des „Dritten Reichs“ und des Holocausts; dazu zählen auch etwa 100 Stolpersteine sowie das 2019 enthüllte Mahnmal zum „Entjudungsinstitut“.
Der 1902 auf dem Wartenberg nach einem Entwurf von Wilhelm Kreis erbaute Bismarckturm vom Typ „Götterdämmerung“ wurde 1963 gesprengt.
Baumdenkmäler für die deutsche Einheit stehen in Hörschel und unterhalb der Wartburg.

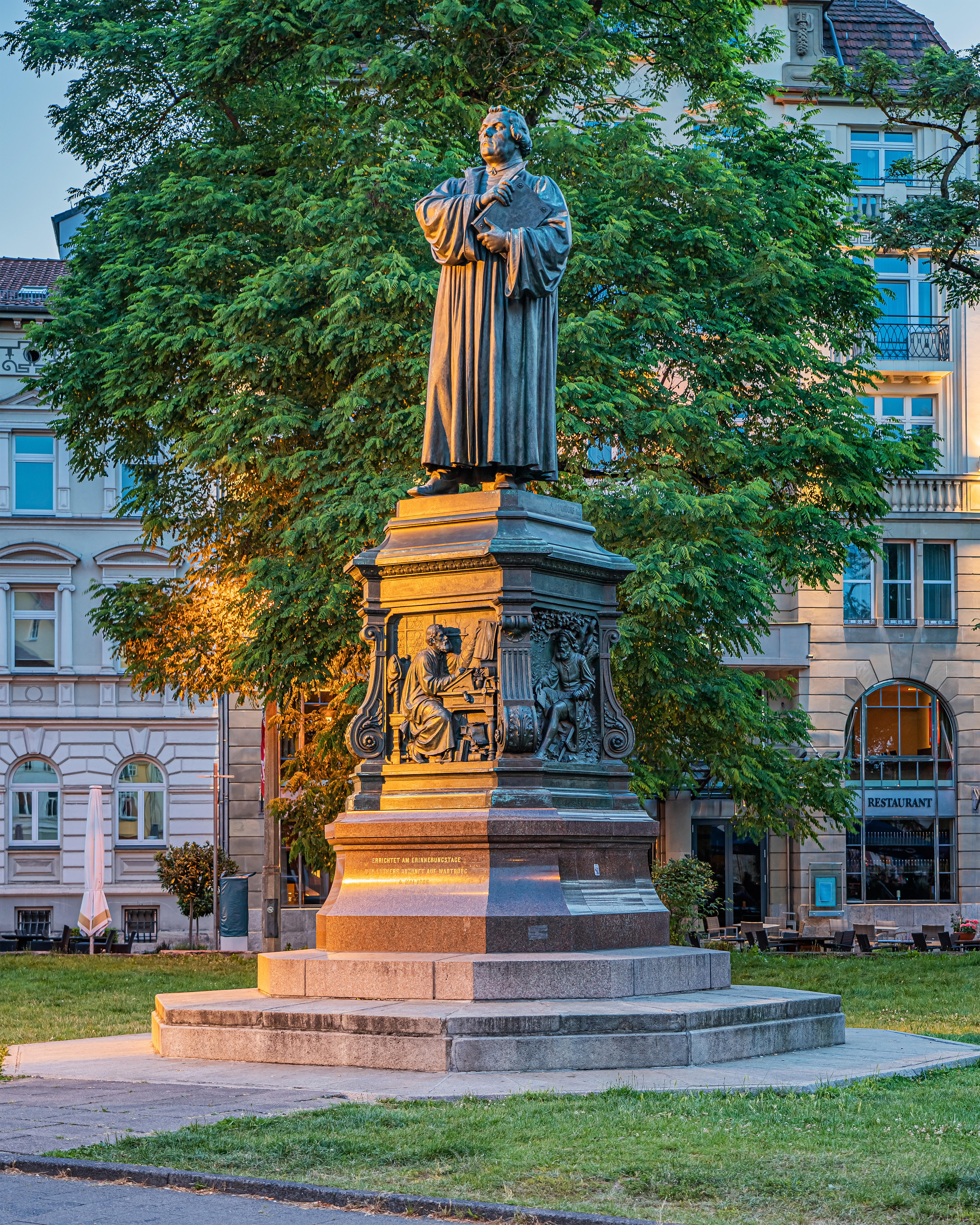
Lutherdenkmal
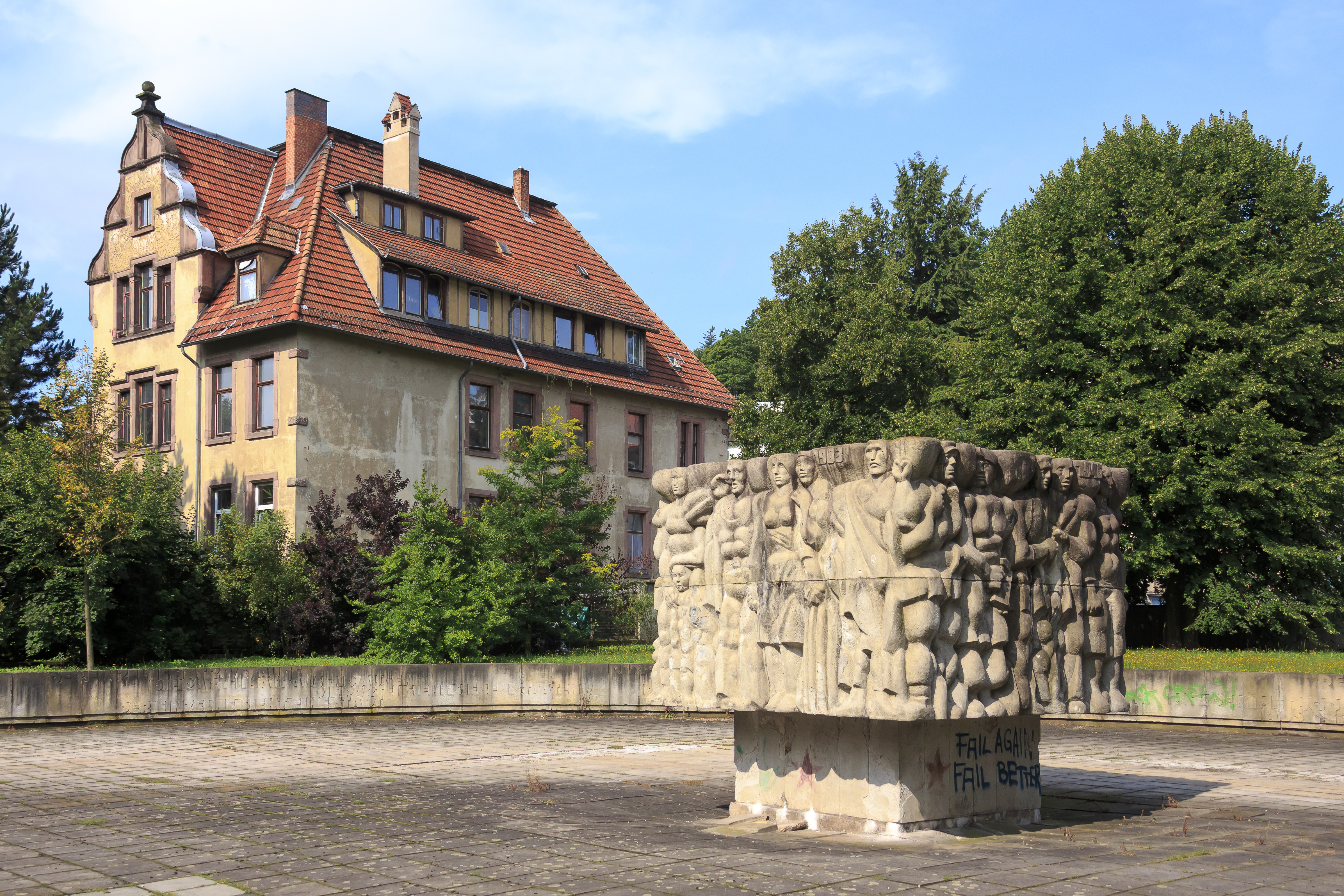
Denkmal zur Geschichte der deutschen Arbeiterbewegung von 1983
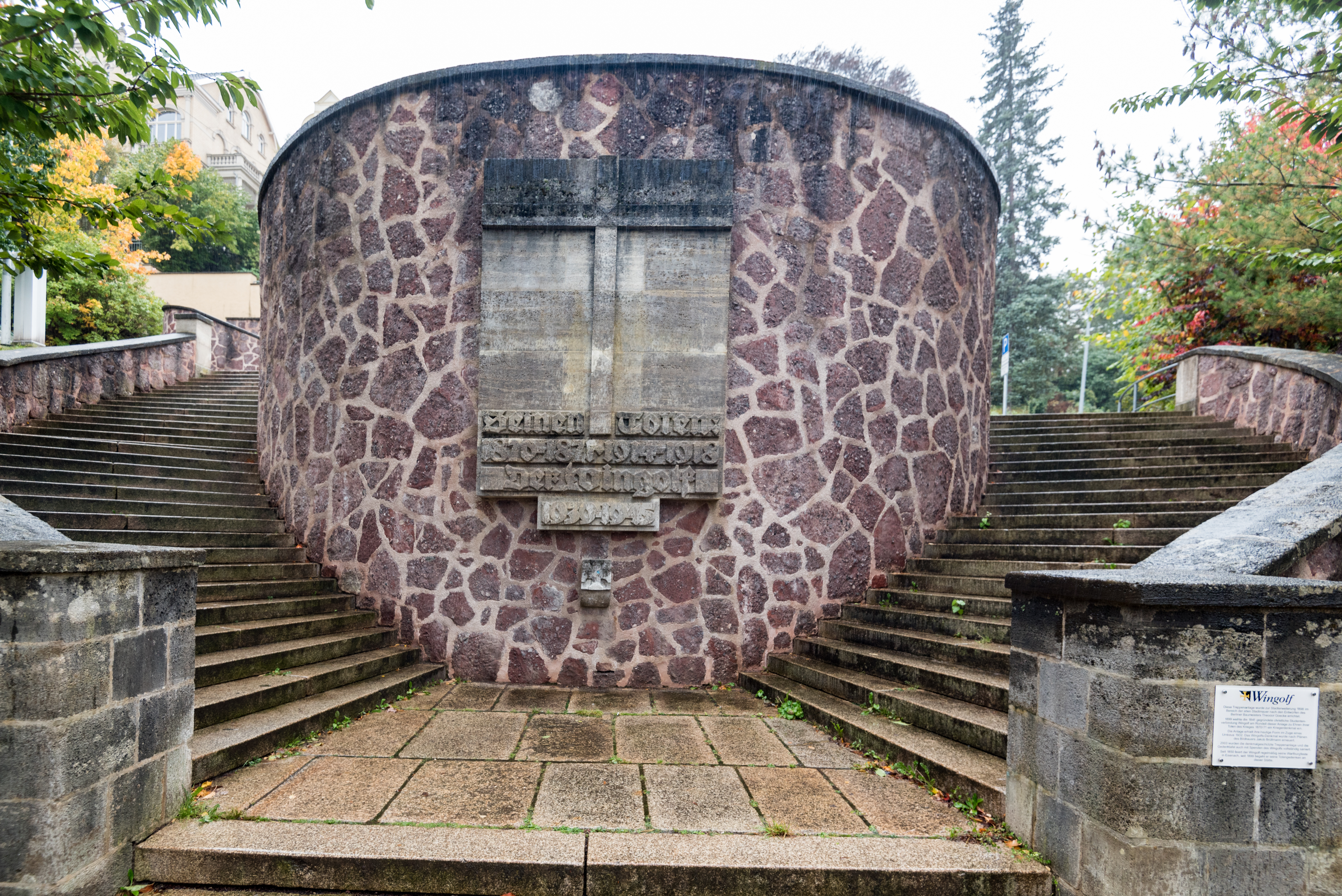
Wingolfsdenkmal für die Toten des Wingolfsbundes
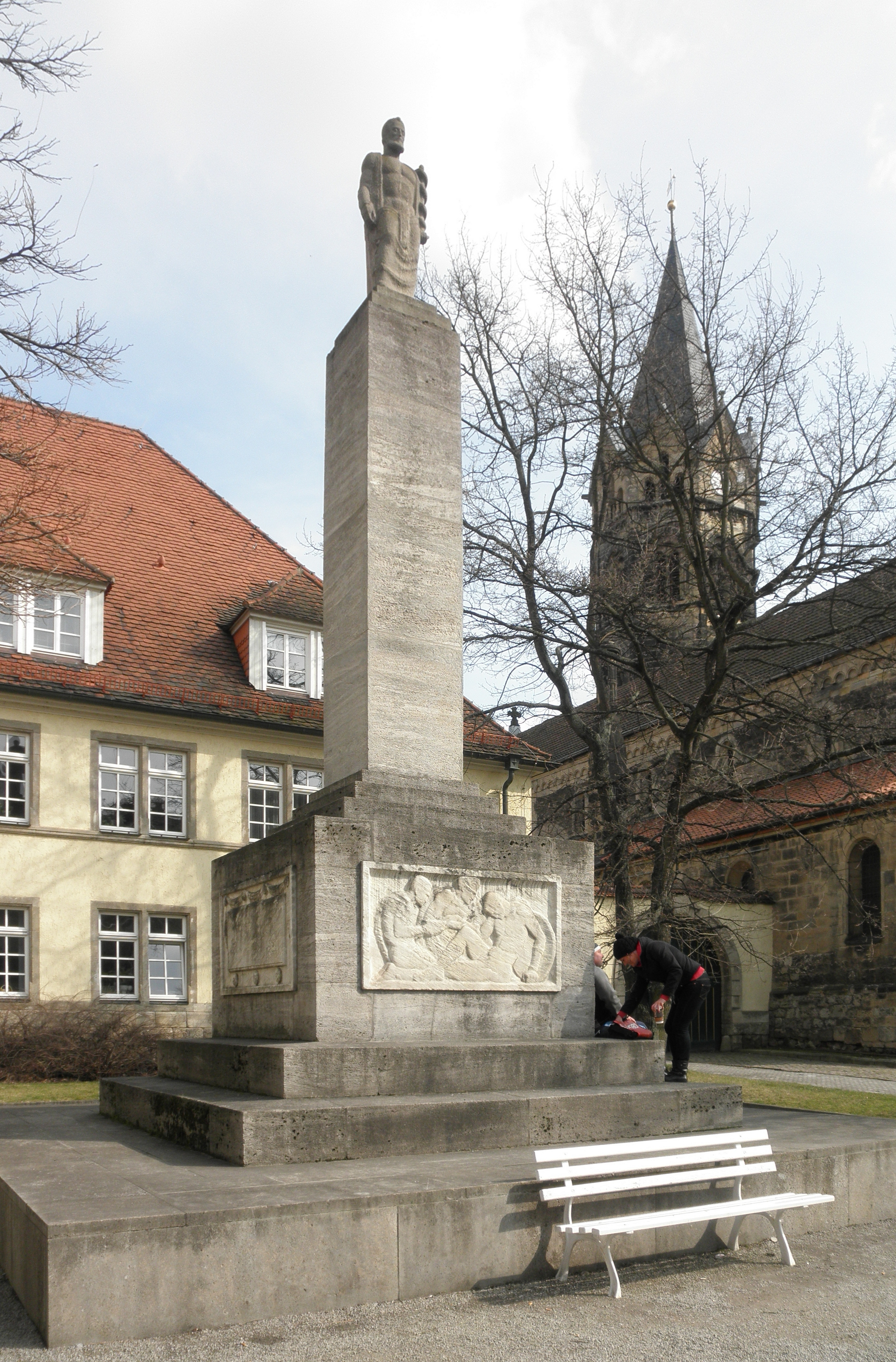
Denkmal für die in beiden Weltkriegen in Erfüllung ihres Dienstes ums Leben gekommenen deutschen Ärzte
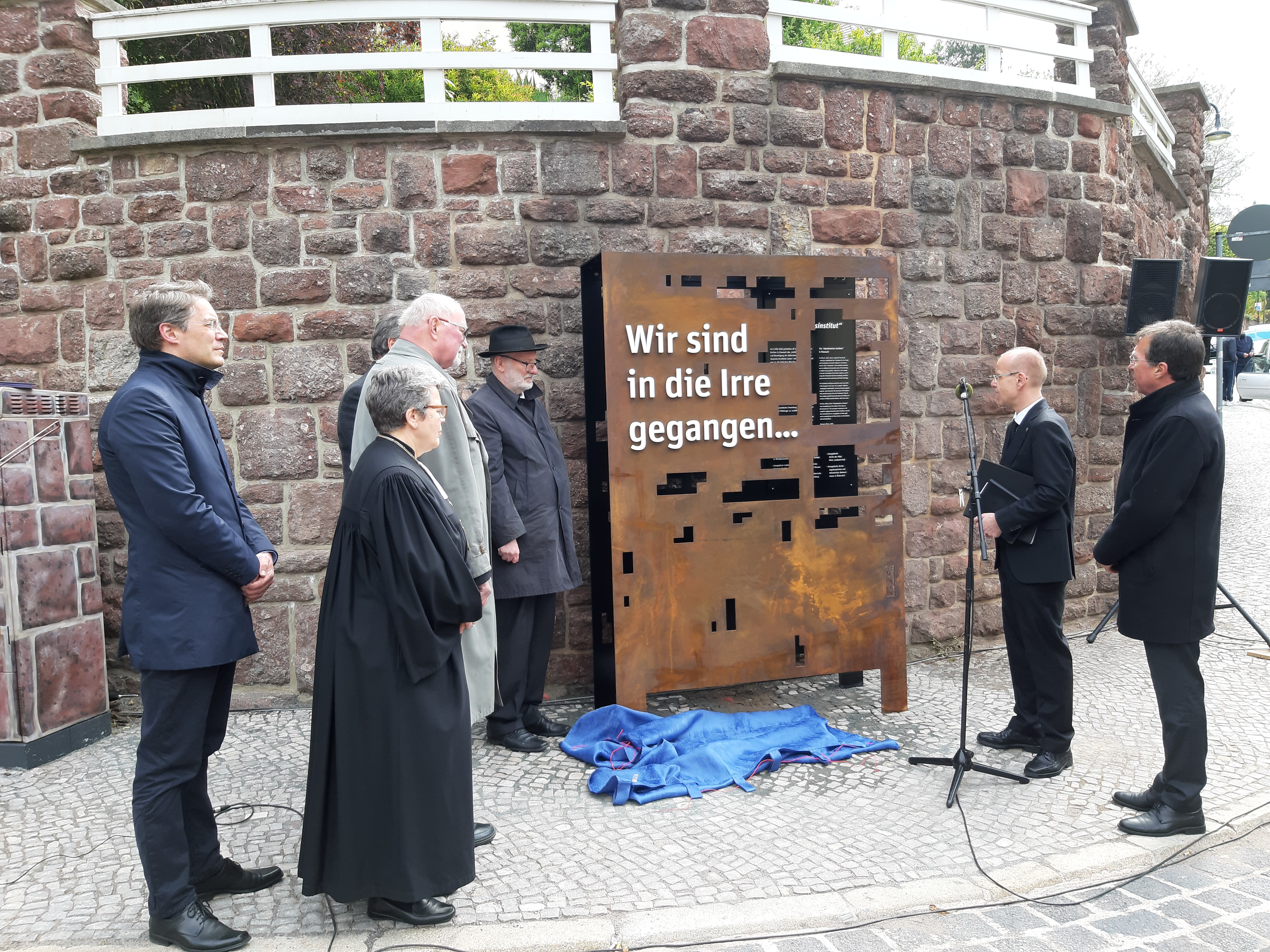
Gedenkakt zur Enthüllung des Mahnmals zum „Entjudungsinstitut“ am 6. Mai 2019
Bismarckturm auf dem Wartenberg, im Jahr 1902

## Öffentliche Einrichtungen
Eisenach verfügt über ein Amtsgericht, das zum Bezirk des Landgerichts Meiningen gehört, sowie über das Arbeitsgericht Eisenach, das zum Bezirk des Landesarbeitsgerichts Erfurt zählt.
Zu den städtischen Einrichtungen zählen die im Hellgrevenhof ansässige Stadtbibliothek Eisenach mit einem aktuellen Bestand von rund 70.000 Druckwerken und digitalen Medien sowie rund 3500 überwiegend historischen Büchern zur thüringisch-sächsischen Geschichte.
Im Hintergebäude des Stadtschlosses befindet sich das Stadtarchiv mit städtischen Akten, Akten der eingemeindeten Ortschaften und Amtsbüchern vom 16. Jahrhundert bis 1990. Zu den Sammlungen gehören auch ein bedeutender Teil der ehemaligen Carl-Alexander-Bibliothek sowie der Teilnachlass der Familie des Schriftstellers Walter Flex.
Durch Fusion des Christlichen Krankenhauses Eisenach mit dem Wartburg-Klinikum entstand 2002 das St. Georg Klinikum Eisenach.

## Bildung und Wissenschaft

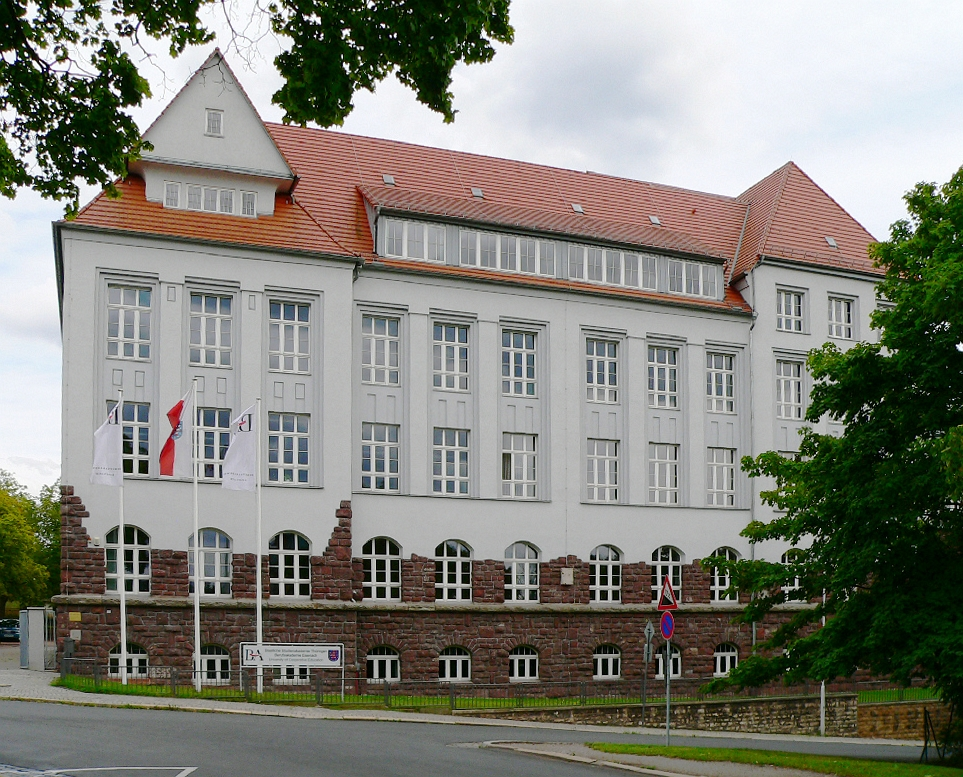
Die Eisenacher Hochschule

In Eisenach gibt es vier staatliche Grundschulen, drei Regelschulen (Wartburgschule, Geschwister-Scholl-Schule, Goetheschule), zwei staatliche Gymnasien (Ernst-Abbe-Gymnasium und Elisabeth-Gymnasium) sowie das Staatliche Förderzentrum Pestalozzischule (Stand: Schuljahr 2023/24). Mit Beginn des Schuljahres 2013/2014 wurde am Standort der Oststadtschule die erste Gemeinschaftsschule der Stadt eingerichtet.
Neben den staatlichen Schulen gibt es in der Stadt die Evangelische Grundschule und das Martin-Luther-Gymnasium als Bildungseinrichtungen in Trägerschaft der Evangelischen Kirche in Mitteldeutschland, eine Waldorfschule sowie die Förderschule für geistig Behinderte Johannes Falk in Trägerschaft des Diakonie-Verbundes Eisenach.
Als überbetriebliche Bildungsstätten stehen die Duale Hochschule Gera-Eisenach (bis 2016 Berufsakademie Eisenach), das Berufsschulzentrum Ludwig Erhard und das Technologie- und Berufsbildungszentrum Eisenach zur Verfügung.
Der musikalischen Nachwuchsförderung dienen eine städtische und mehrere private Musikschulen. Am Standort Schmelzerstraße 19 befindet sich die Hauptstelle der Volkshochschule Wartburgkreis.
Die Duale Hochschule Gera-Eisenach bietet auf dem Campus Eisenach in der ehemaligen Carl-Alexander-Schule am Wartenberg duale Studiengänge in den Fachrichtungen Wirtschaft und Technik an.

## Sport

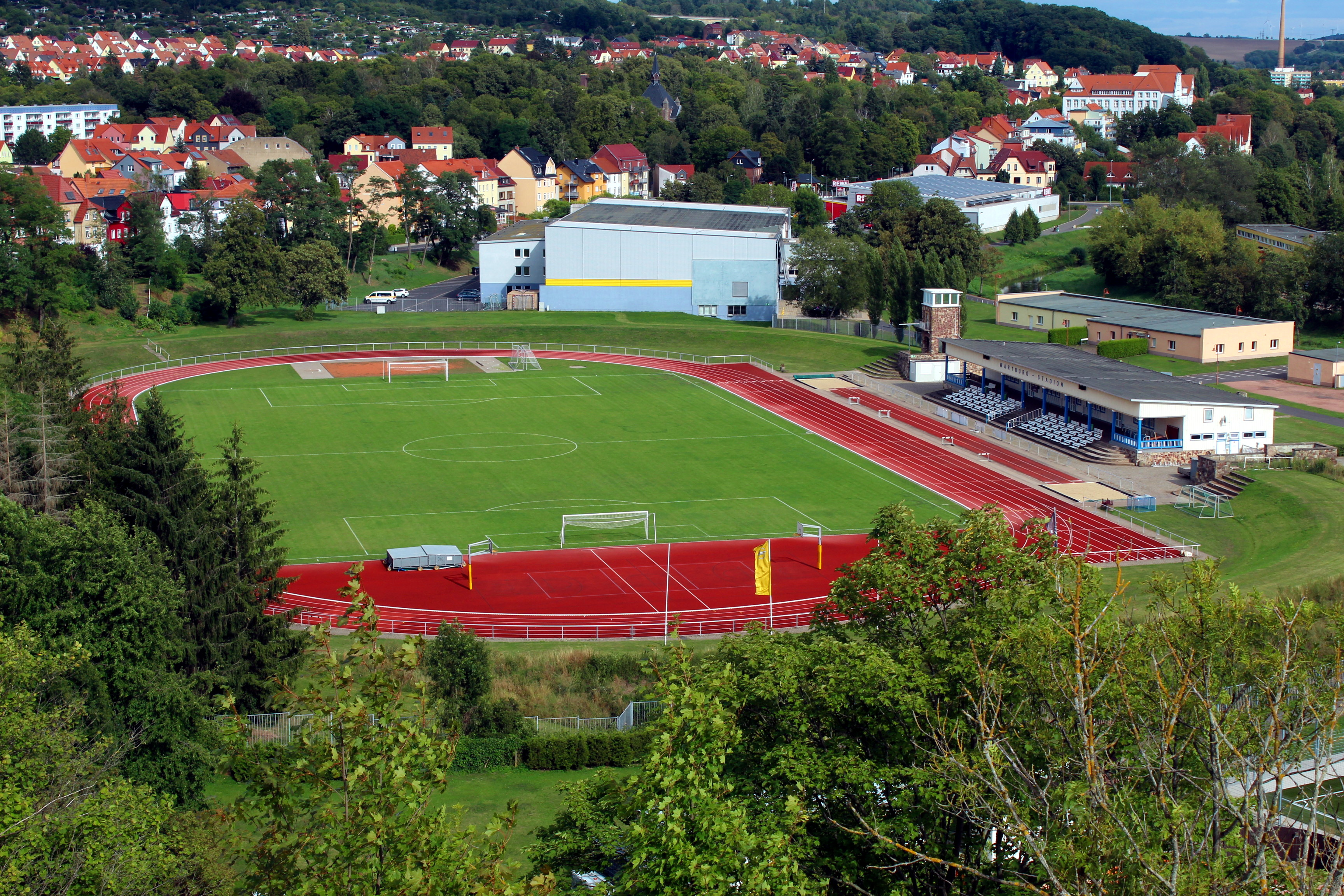
Wartburg-Stadion und Werner-Aßmann-Halle

In Eisenach gab es im Jahr 2015 46 Sportvereine mit 6.918 Mitgliedern.
Der Handballverein ThSV Eisenach spielt in der Handball-Bundesliga. Die bisherige Spielstätte in der Werner-Aßmann-Halle gehört zum Sport- und Freizeitzentrum An der Katzenaue und bietet 3.140 Zuschauern Platz. Die 1979 erbaute und nach 1990 modernisierte Sporthalle entspricht jedoch nicht mehr dem Reglement der Handball-Bundesliga, daher laufen Vorbereitungen für den Umbau der ehemaligen Fabrikhalle O1 des früheren Automobilwerkes Eisenach in der Eisenacher Innenstadt zu einer Multifunktionshalle mit 4000 Sitzplätzen.
Der bedeutendste Fußballverein in Eisenach ist der FC Eisenach, dessen Vorgängerverein BSG Motor Eisenach zwischen 1954 und 1983 insgesamt 12 Jahre in der DDR-Liga, der zweithöchsten Liga des Deutschen Fußball-Verbandes, spielte. In der ewigen Tabelle der DDR-Liga belegt der Verein den 54. Platz. Die Handballsparte der BSG war 1958 DDR-Meister im Feldhandball.
Eisenach ist Startort des Supermarathons, der mit 73,9 Kilometern längsten Laufstrecke des GutsMuths-Rennsteiglaufs.
Der Motorsportclub Eisenach e. V. ist Veranstalter der jährlich im Sommer stattfindenden Rallye Wartburg, einem Straßenrennen im Rahmen der Deutschen Rallye Meisterschaft.
Seit 2005 ist Eisenach Ziel des alle zwei Jahre ausgetragenen Flèche Allemagne, eine im Brevetstil durchgeführten Sternfahrt von Langstreckenradfahrern. Eisenach war Etappenort der Deutschland Tour 2019.
Die Wartburg Open waren ein Tennisturnier, das von 1993 bis 2002 jährlich in Eisenach stattfand. Es gehörte zur ATP Challenger Tour und wurde auf der Anlage des TC Blau-Weiß Eisenach im Eisenacher Johannistal im Freien auf Sand gespielt.
Die Stadt verfügt über fünf städtische Sporthallen, 13 Schulsporthallen, das Sportzentrum An der Katzenaue mit der Werner-Aßmann-Halle sowie etwa ein Dutzend Sportplätze im Stadtgebiet. Das größte Stadion der Stadt und Spielstätte des FC Eisenach ist das 1955 eröffnete Wartburg-Stadion.

## Wirtschaft und Infrastruktur
Im Jahre 2016 erbrachte Eisenach, innerhalb der Stadtgrenzen, ein Bruttoinlandsprodukt (BIP) von 1,7 Milliarden €. Das BIP pro Kopf lag im selben Jahr bei 40.821 € (Thüringen: 27.674 €; Deutschland: 38.180 €) und damit über dem thüringischen und dem nationalen Durchschnitt. In der Stadt gibt es 2017 etwa 29.100 erwerbstätige Personen. Die Arbeitslosenquote lag im Dezember 2018 bei 6,2 % und damit über dem Durchschnitt von Thüringen mit 5,2 %.

### Industrie

#### Fahrzeugindustrie

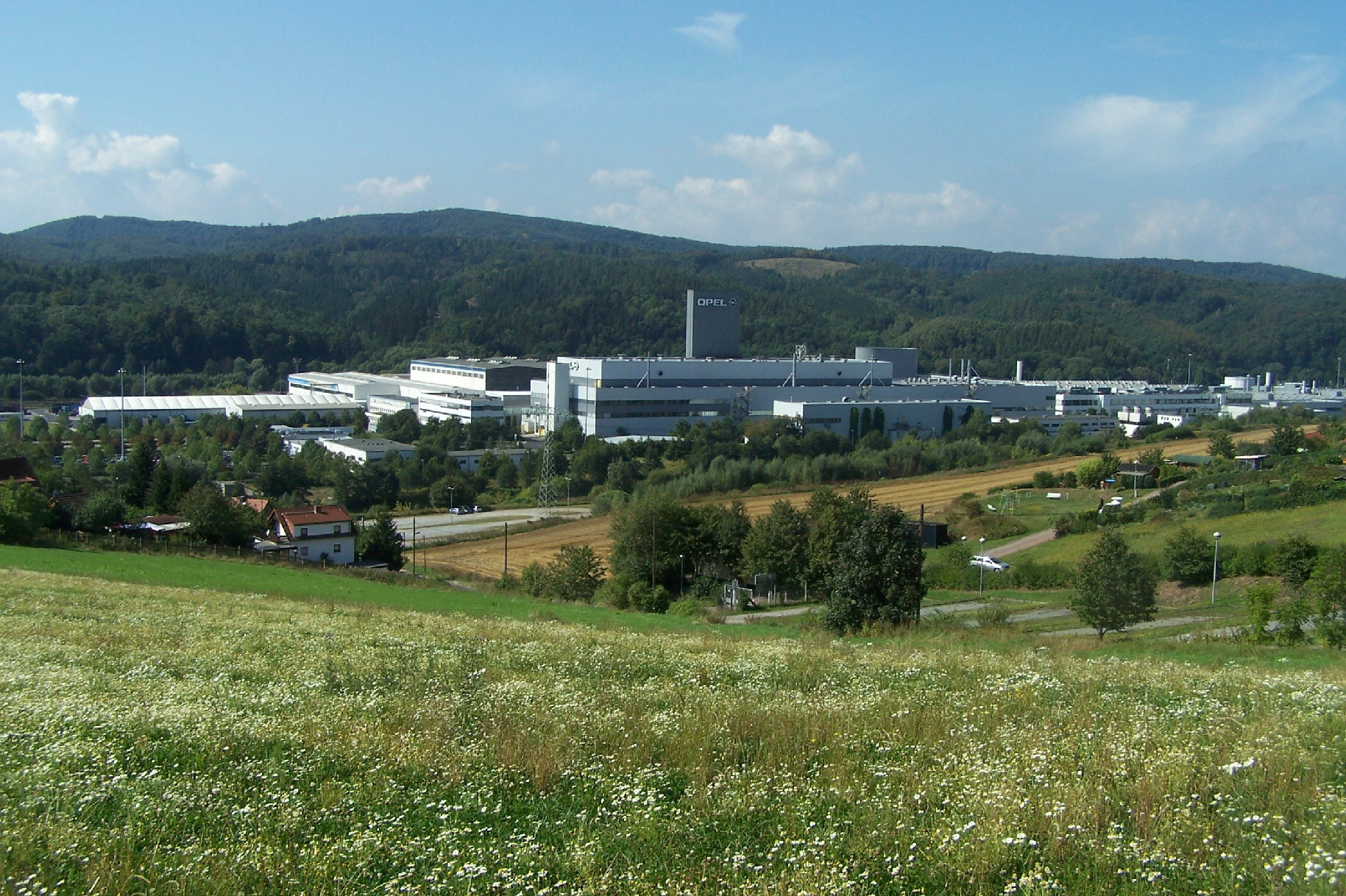
Opelwerk Eisenach

Seit 1898 werden in Eisenach Automobile konstruiert und gebaut. In dem von dem Unternehmer Heinrich Ehrhardt als Fahrzeugfabrik Eisenach gegründeten Werk umfasste die Produktion unter anderem ab 1904 den Dixi, ehe das Werk 1928 von BMW übernommen wurde, was deren Einstieg in den Fahrzeugbau bedeutete. Während des Zweiten Weltkrieges, für den Einsatz in der Armee, und bis Mitte der 1950er Jahre wurden Motorräder gefertigt. BMW stellte zwischen 1937 und 1945 außerdem Flugmotoren in der BMW Flugmotorenfabrik Eisenach am Dürrerhof her, die nach Kriegsende vollständig demontiert wurde. Zu Zeiten der DDR war die Stadt Standort des Automobilwerkes Eisenach (AWE), das den PKW Wartburg herstellte. Seit 1992 befindet sich am westlichen Stadtrand die Fertigungsstätte der Opel Eisenach GmbH, einer Tochter der Adam Opel AG; BMW errichtete in den 1990er Jahren in unmittelbarer Nähe zu Eisenach im Gewerbegebiet Deubachshof (Gemeinde Krauthausen, Wartburgkreis) einen neuen Betriebsstandort, der auf die Produktion von Großpresswerkzeugen spezialisiert ist.

#### Betriebe und Unternehmen
Die in Eisenach ansässigen Industriebetriebe haben ihren Schwerpunkt im Automobilbau und der Zulieferindustrie, der Metallverarbeitung und der Logistik. 2003 gab es 102 Industriebetriebe mit rund 8000 Mitarbeitern. Mit 133 Industriearbeitsplätzen pro 1000 Einwohner liegt Eisenach weit über dem Bundesdurchschnitt. Der Monatsdurchschnitt der Produktivität lag 2003 bei knapp 27.000 Euro je Mitarbeiter, die Exportquote der Eisenacher Wirtschaft liegt bei 14 Prozent. 2010 waren in Eisenach 2008 Gewerbe- und Industriebetriebe registriert.
Zu Beginn der 1990er Jahre gründete die Robert Bosch GmbH das Tochterunternehmen Robert Bosch Fahrzeugelektrik Eisenach GmbH auf dem Wartenberg und beschäftigt dort 1.650 Mitarbeiter. Die heute zur Penske International Group gehörende Truck-Lite Europe GmbH ging aus dem traditionsreichen Unternehmen Fahrzeugelektrik Ruhla (FER) hervor und ist im Gewerbegebiet im Ortsteil Stockhausen ansässig. Im Transport-, Logistik- und Dienstleistungssektor sind unter anderem die Panopa Logistik GmbH & Co KG, die Piepenbrock Dienstleistungen GmbH & Co KG und die Hörseltalbahn GmbH zu nennen.

#### Erneuerbare Energien
Am Nordrand der Stadt nahe Neukirchen und Stockhausen werden seit etwa 1998 Windenergieanlagen betrieben. Als eine der ersten Thüringer Städte unterstützt die Stadt einen Bürger-Solar-Park zur Erzeugung von Elektroenergie aus regenerativen Quellen, welcher 2008 auf dem Gelände des früheren Eisenacher Gaswerkes in Betrieb ging.

### Landwirtschaft
Seit 1998 ist der Anteil der in der Land- und Forstwirtschaft sozialversicherungspflichtig Beschäftigten in Eisenach um 94,3 % zurückgegangen. Er beträgt derzeit (Stand 30. Juni 2011) 0,3 % (= 60 Beschäftigte). Die Landwirtschaftsbetriebe Eisenachs bewirtschafteten 2011 eine Fläche von 4502 ha, was 0,5 % der landwirtschaftlichen Nutzfläche Thüringens entspricht. Die landwirtschaftliche Erwerbstätigkeit konzentriert sich in den ländlichen Ortsteilen Neukirchen, Madelungen, Hötzelsroda, Neuenhof und Göringen.

### Tourismus
Der Tourismus besitzt einen hohen Stellenwert für die Stadt und das Umland. Neben den klassischen Reisezielen Wartburg, Bachhaus, Lutherhaus und Thüringer Museum ermöglichte die Gründung des Nationalpark Hainich nördlich der Stadt eine weitere Steigerung bei den Besucherzahlen. Der Bergwanderweg Eisenach–Budapest beginnt auf der Wartburg. Vom Mariental im Südviertel aus ermöglichen Wanderwege durch die Landgrafen- und Drachenschlucht den Aufstieg zum Rennsteig und zur Hohen Sonne.
In den Stadtrandgebieten haben Reiterhöfe und Erlebnisbauernhöfe sowie der Wander-, Kanu- und Fahrradtourismus entlang der Werra und am Beginn des Rennsteigs im Ortsteil Hörschel eine gewisse Bedeutung erlangt. Hörschel ist zugleich Endpunkt des Fernwanderweg Harz – Eichsfeld – Thüringer Wald. 
Durch die Ortsteile Hörschel, Neuenhof und Wartha verläuft der Werratal-Radweg, der hier Teil des europäischen Radfernwegs EV13, eines Radfernwegs vom Rhein an der deutsch-niederländischen Grenze nach Prag (FIS) und der deutschen Mittellandroute D4 ist. Die Mittellandroute D4 (Aachen-Zittau) bzw. der Radfernweg Thüringer Städtekette führt durch die Altstadt Eisenachs. Weitere Radfernwege sind der Rennsteig-Radwanderweg und der Herkules-Wartburg-Radweg.

### Verkehr

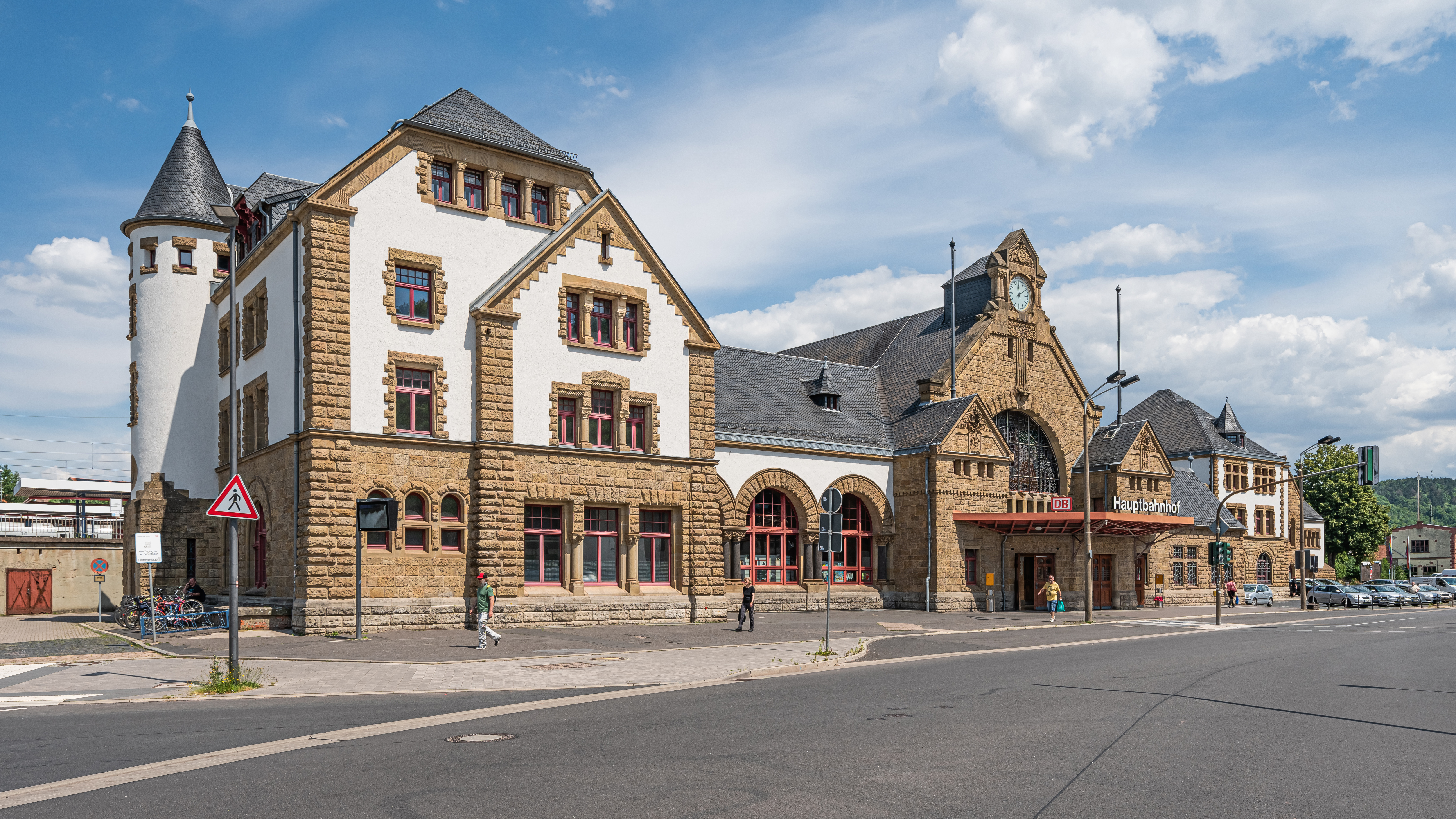
Hauptbahnhof Eisenach

#### Schiene
Eisenach liegt am Knotenpunkt der Thüringer Bahn (Halle-Gerstungen-Bebra) mit der Werrabahn (Eisenach–Eisfeld). Der Hauptbahnhof Eisenach ist ICE- sowie IC-Halt und gehört zur dritthöchsten Preisklasse von DB InfraGO. Weitere Bahnhaltepunkte im Stadtgebiet sind Eisenach West, Eisenach-Opelwerk und Hörschel sowie die Betriebsbahnhöfe Eisenach-Stedtfeld (Gemeinschaftsbahnhof mit der HTB) und Wartha (Werra). Das ehemals von der Deutschen Bahn AG betriebene und aufgelassene Bahnbetriebswerk Eisenach wird von einem privaten Eisenbahnverkehrsunternehmen weitergeführt.

#### Fernstraßen
Die historisch bedeutendste Straße durch Eisenach ist die Via regia, die von Frankfurt über Erfurt und Leipzig bis nach Russland führte. Heute wird diese Straße durch die B 84 in westliche und die L 3007 in östliche Richtung nachgezeichnet.
Eisenach wird seit 2010 von der weiter nördlich neu trassierten Bundesautobahn 4 nur noch tangiert. Zur Entlastung des innerstädtischen Verkehrs und zur Anbindung der neuen Autobahnanschlussstelle Eisenach-West, etwa einen Kilometer westlich des Stadtteils Ramsborn, wird die ursprüngliche A 4-Trasse zwischen den ehemaligen Anschlussstellen Wutha-Farnroda und Eisenach-West nun als Umgehungsstraße verwendet. Dabei blieben die Anschlussstellen Eisenach Ost(-stadt), Eisenach Mitte und Eisenach West(-stadt) erhalten. Als weitere Autobahn in der Nähe Eisenachs ist die Bundesautobahn 44 in Bau, die Eisenach über Kassel mit dem Ruhrgebiet verbinden soll. Die Einbindung auf die BAB 4 wird etwa 15 Kilometer westlich von Eisenach am Dreieck Wommen erfolgen.
Die seit 2010 an der BAB 4-Anschlussstelle Eisenach-West endende Bundesstraße 7 verbindet Eisenach mit Kassel. Der Abschnitt der B 7 von Eisenach-West durch die Innenstadt über Wutha-Farnroda bis nach Sättelstädt wurde mit Inbetriebnahme der BAB-4-Nordverlegung zur Landesstraße 3007 abgestuft. Die Bundesstraße 19 beginnt an der BAB-4-Anschlussstelle Eisenach-West und führt über die nunmehr als Kraftfahrstraße genutzte ehemalige Autobahntrasse bis Eisenach Oststadt und weiter in südlicher Richtung durch das Stadtgebiet, über den Thüringer Wald nach Meiningen. Als Verbindung nach Bad Langensalza im Nordosten und zur BAB-4-Anschlussstelle Eisenach Ost bei Großenlupnitz sowie nach Vacha und Fulda im Südwesten durchquert die Bundesstraße 84 das Stadtgebiet. Die Bundesstraße 88 beginnt an der ehemaligen BAB-4-Abfahrt Eisenach-Ost (B 19/84 Eisenach-Oststadt) und verbindet Eisenach mit Ilmenau im Südosten. Wichtige Landesstraßen führen nach Mühlhausen im Norden sowie nach Herleshausen und Gerstungen im Westen.

#### Innerstädtischer und ruhender Verkehr

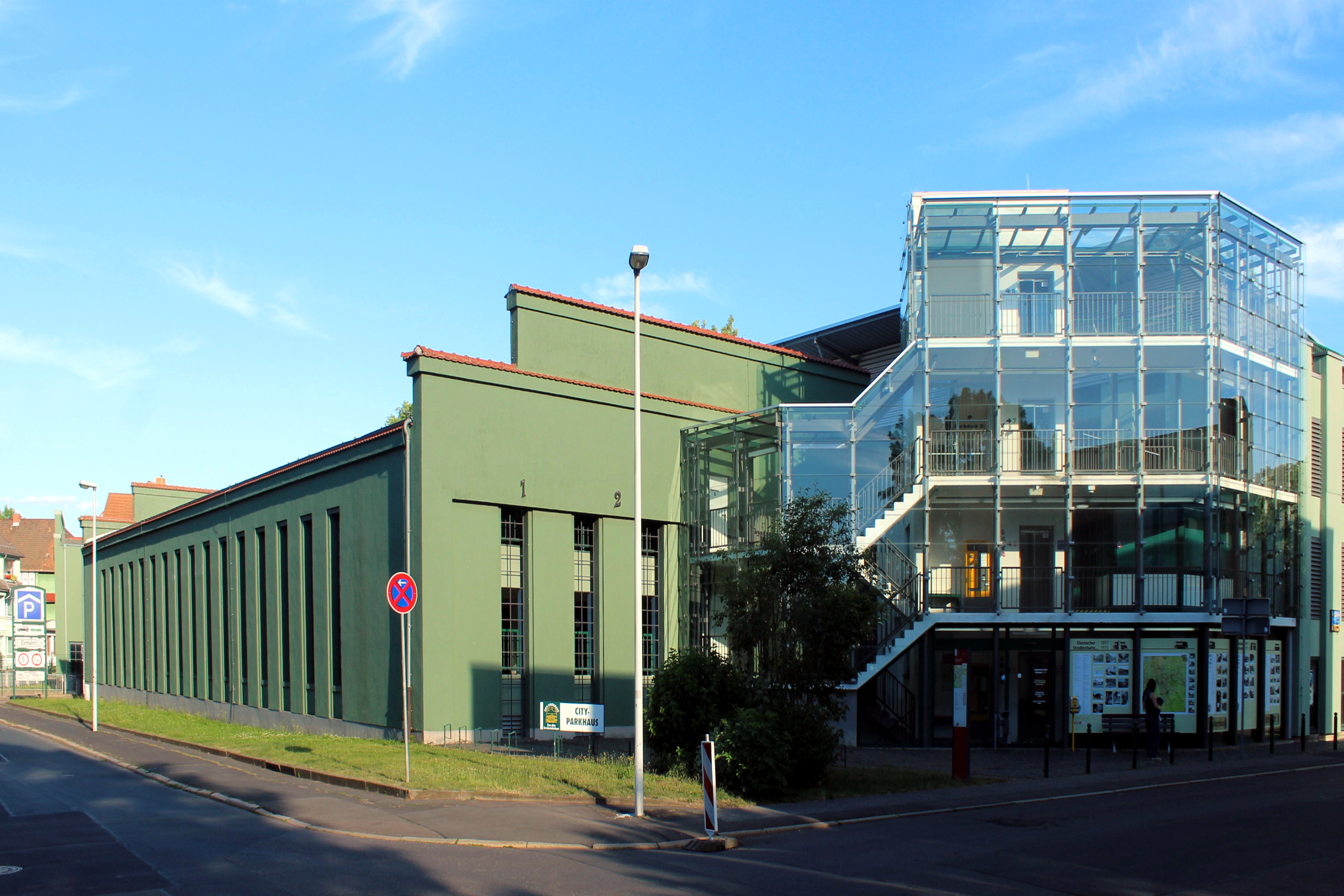
Das City-Parkhaus

Auf Grund der sich überschneidenden Interessen von Berufs- und Individualverkehr, des ruhenden Verkehrs sowie der Bedürfnisse des tourismusbedingten Verkehrsgeschehens wurde 1994 ein Verkehrs- und Parkraumkonzept entwickelt und 2003, 2007 sowie 2020 fortgeschrieben.
Inzwischen besitzt die Stadt ein automatisiertes, mit der Wartburg verzahntes Parkleitsystem für die Südstadt sowie drei Innenstadt-Parkhäuser.

#### ÖPNV

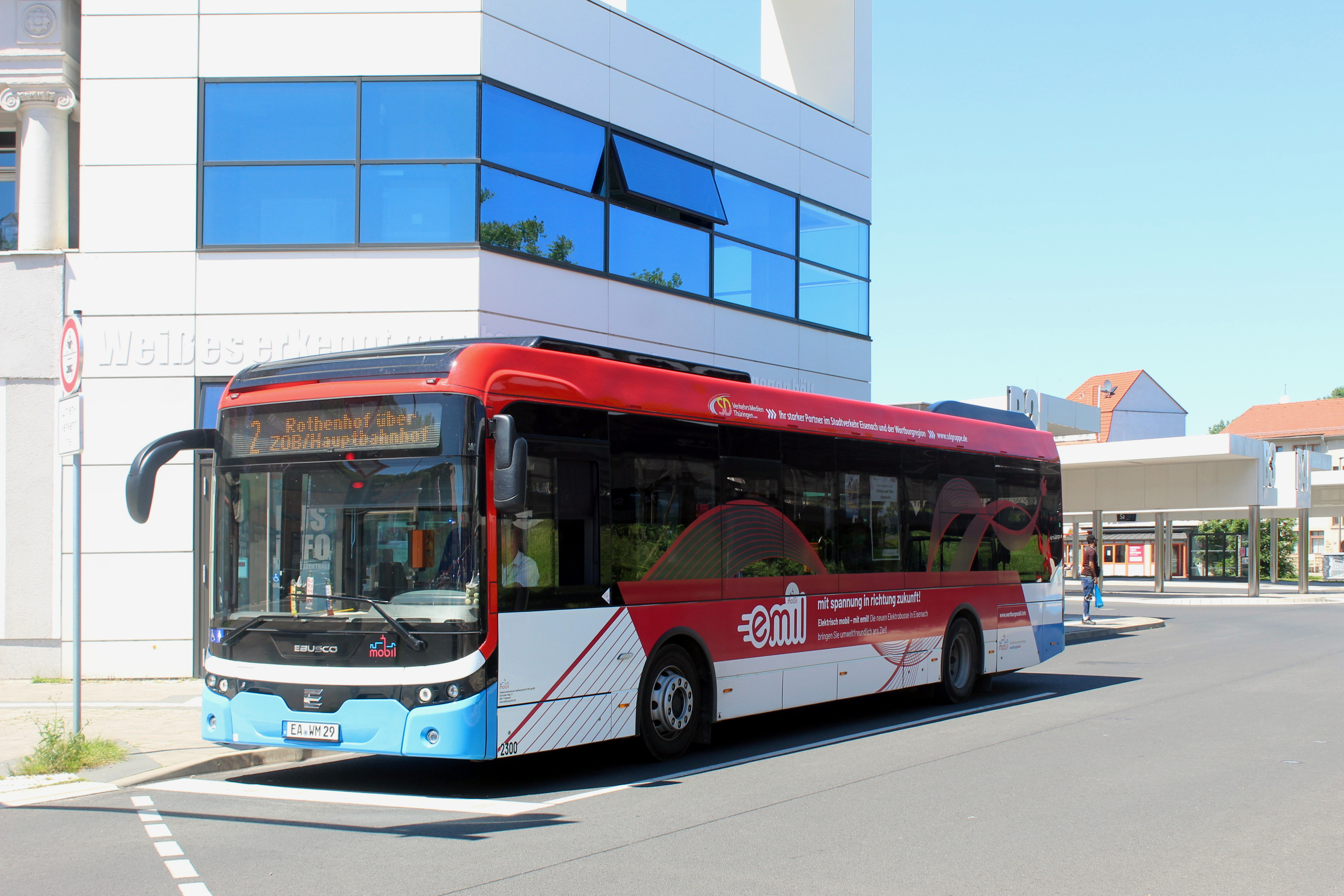
Elektrobus am ZOB

Eisenach hatte von 1897 bis 1975 ein Straßenbahnnetz, das zunächst das Südviertel, später auch den Norden, Osten und Westen des Stadtgebietes mit dem Stadtzentrum verband.
Durch private Initiative eines Schlossermeisters wurde zu Ostern 1913 der Kraftomnibusbetrieb auf den Buslinien Bahnhof–Wartburg und Bahnhof–Hohe Sonne–Wilhelmsthaler See eröffnet und erfreute sich sofort großen Interesses. Die in Berlin erworbenen Busse wurden mit verbesserten Bremsen und neuer Lackierung versehen. 1918 übernahm die Deutsche Reichspost das lukrative Omnibus-Geschäft in Eisenach und baute Verbindungen zu allen Ortschaften im Kreisgebiet auf.
Heute gibt es 14 Stadtbuslinien und mehrere Dutzend Regionalbuslinien, die vom Verkehrsunternehmen Wartburgmobil und seinen Partnerunternehmen betrieben werden. Der Neubau eines zentralen Omnibusbahnhofes (ZOB) in unmittelbarer Nähe des Hauptbahnhofes wurde 2017 fertiggestellt, damit wurden die bisher räumlich getrennten Zentralhaltestellen für die Stadtbuslinien und den Regionalverkehr in der Gabelsberger Straße zusammengelegt. Eine Haltestelle für Fernbusse befindet sich nahe dem City-Parkhaus in der Uferstraße.
Der zentrale Taxistand befindet sich seit den 1920er Jahren am Haupteingang vor dem Eisenacher Hauptbahnhof.

#### Radverkehr

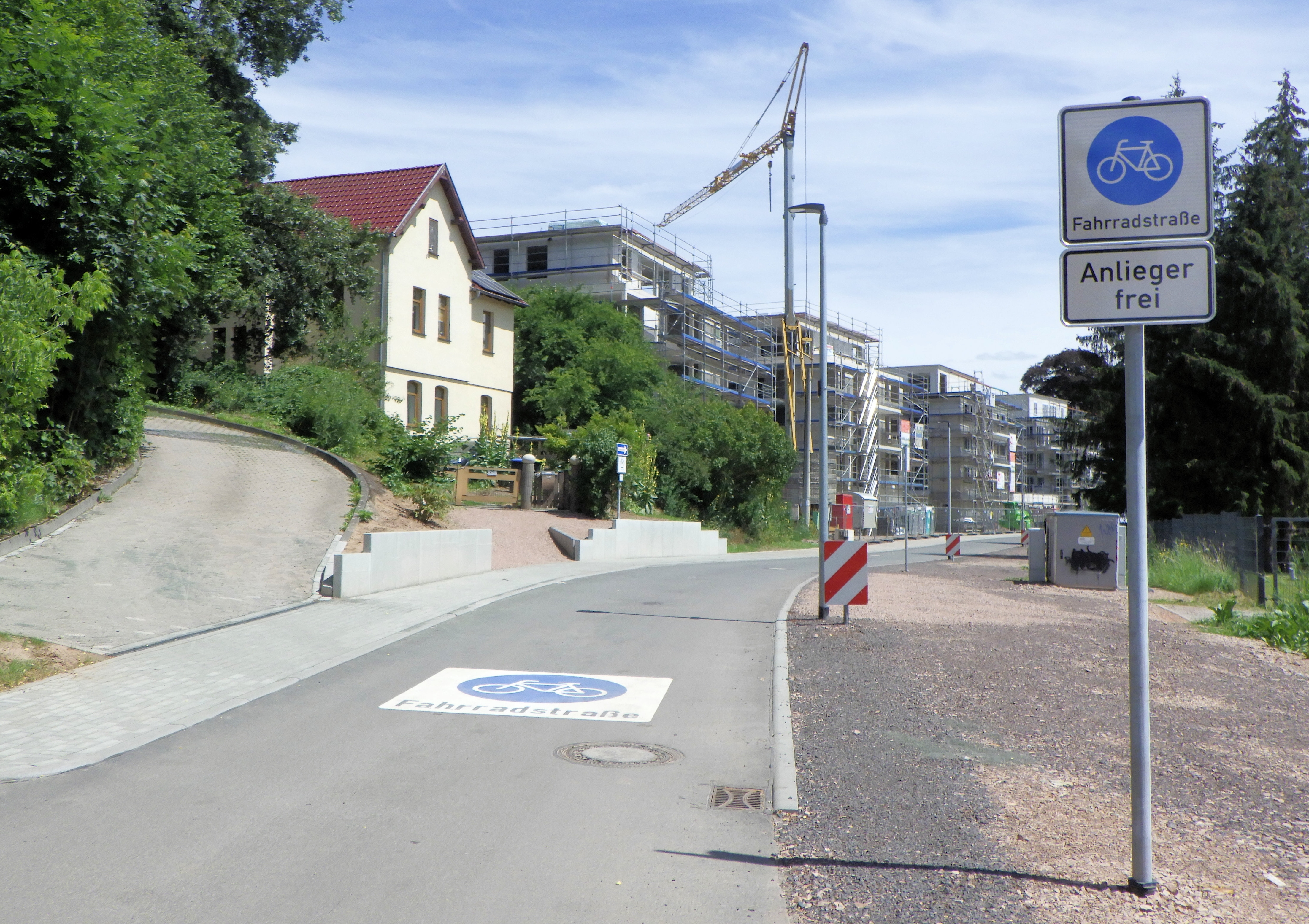
Fahrradstraße im Palmental (2024)

Im Ranking des 2022 durchgeführten bundesweiten ADFC-Fahrradklimatest liegt Eisenach in seiner Ortsgrößenklasse auf Platz 369 von 447 (Schulnote 4,3). Ziel des seit 2003 bestehenden und 2023 weiterentwickelten Radverkehrskonzepts der Stadt ist ein durchgängiges Radwegenetz, das vor allem an verkehrsreichen Straßen den Radverkehr vom Kraftfahrzeugverkehr trennen soll. Im Zuge der Verbesserung des Hochwasserschutzes der Hörsel entstand in Eisenach eine durchgehende Radwegverbindung entlang des Flusses. Auf einigen Hauptstraßen wurden zudem Schutzstreifen markiert. 2020 und 2024 wurden Straßenabschnitte am Siebenborn und im Palmental als Fahrradstraßen ausgewiesen.

#### Flugverkehr
12 Kilometer nordöstlich der Stadt befindet sich auf dem Gebiet der Nachbargemeinde Hörselberg-Hainich der Flugplatz Eisenach-Kindel. Der ehemalige Militärflugplatz ist für Flugzeuge bis 20 Tonnen und Hubschrauber zugelassen. Die nächsten Flughäfen mit Linienbetrieb sind der Flughafen Erfurt-Weimar, etwa 50 Kilometer östlich und der Flughafen Kassel-Calden, etwa 80 Kilometer nordwestlich.

### Medien
Bereits im 18. Jahrhundert erschien in Eisenach die erste Zeitung, zunächst noch als Teil der Hofberichterstattung und Staatsanzeiger. Ende des 19. Jahrhunderts übernahm Philipp Kühner die Chefredaktion der Eisenacher Tagespost und wenig später auch deren Verlag. Unter seiner Leitung entwickelte sich die Zeitung zur meistgelesenen Tageszeitung Westthüringens. Heute ist Eisenach Sitz je einer Lokalredaktion der Thüringischen Landeszeitung und der Thüringer Allgemeinen.
Im April 1926 wurde im Ritterbad der Wartburg eine Rundfunkbesprechstelle der Mitteldeutschen Rundfunk AG (MIRAG) in Betrieb genommen. Diese mehrfach technisch erneuerte Besprechungsstelle Wartburg war in der DDR-Zeit als Außenstudio des Senders Weimar bis 1987 in Betrieb und ermöglichte die Übertragung zahlreicher Konzerte und Tagungen von der Wartburg. Seit 2001 sendet der lokale Rundfunksender Wartburg-Radio 96,5 aus Eisenach. Der private Rundfunksender Antenne Thüringen betreibt ein Regionalstudio in der Stadt.
Die von 2004 bis 2020 im Auftrag des Mitteldeutschen Rundfunks produzierte Fernsehserie Familie Dr. Kleist entstand und spielte in Eisenach und Umgebung, ebenso die seit 2021 vom ZDF produzierte Filmreihe Nächste Ausfahrt Glück.

## Persönlichkeiten

### Ehrenbürger
Die Ehrenbürgerwürde wurde in Eisenach erstmals 1837 an den Leitenden Postbeamten Franz Maximilian Diez in Anerkennung seiner Verdienste um das Postwesen in der Stadt verliehen. Zu den weiteren Ehrenbürgern zählen die Herzogin von Orléans (1851), Reichskanzler Otto von Bismarck (1895) oder Landesbischof Moritz Mitzenheim (1961).
Mit Gemeinderatsbeschluss vom 5. Dezember 1946 wurde den Nationalsozialisten Adolf Hitler, Wilhelm Frick und Fritz Sauckel die 1933 zentral verliehene Ehrenbürgerschaft aberkannt.

### Eisenacher Persönlichkeiten
Für eine Stadt dieser Größe kann Eisenach eine Vielzahl von Persönlichkeiten der deutschen und der Weltgeschichte aufweisen.
Im Jahr 1685 in Eisenach geboren, gehört Johann Sebastian Bach zu den bedeutendsten deutschen Komponisten des Barock. Mit Johann Wilhelm Hertel ist ein wichtiger Vertreter des „empfindsamen Stils“ der deutschen Vorklassik ein Sohn der Stadt. Im Jahr 1925 gründete Rudolf Mauersberger den Bachchor Eisenach.
Eisenach ist auch Stadt der Geistes- und Naturwissenschaften, der Philosoph Christian Schreiber, der Physiker Ernst Abbe und der Pädagoge Wilhelm Rein wurden dort geboren. Die Philosophin und Frauenrechtlerin Hedwig Bender wirkte dort, ebenso wie der Geologe Johann Georg Bornemann.
Das Verhältnis zwischen Johann Wolfgang von Goethe und der 1742 in Eisenach geborenen Charlotte von Stein bietet noch heute Stoff für Spekulationen. Freundschaftliche Verbindungen zu Goethe unterhielt auch die Dichterin Julie von Bechtolsheim, die den überwiegenden Teil ihres Lebens in Eisenach verbrachte.
Zu den einflussreichen Patrizierfamilien der Stadt zählte im 15. und 16. Jahrhundert die Familie Cotta. Sowohl Johann Cotta (sen.) als auch sein Sohn Johann Cotta (jun.) waren im 16. Jahrhundert Bürgermeister in Eisenach, Ursula Cotta soll den jungen Martin Luther beherbergt und gefördert haben. Großen Einfluss auf die Geschicke der Stadt nahmen ab dem 17. Jahrhundert, vor allem aber im 19. und Anfang des 20. Jahrhunderts die Mitglieder der Industriellenfamilie Eichel-Streiber, zu nennen sind vor allem der Mäzen Julius von Eichel-Streiber und der Jurist und Landespolitiker Friedrich von Eichel-Streiber.
Auch in der jüngeren Vergangenheit hat die Stadt einige bedeutende Persönlichkeiten hervorgebracht, so u. a. die Politiker Sabine Bergmann-Pohl und Botho Prinz zu Sayn-Wittgenstein-Hohenstein, den Handballnationalspieler Stephan Just und den Autor und Theaterintendanten Michael Schindhelm. In Eisenach lebte und wirkte der Handballspieler Werner Aßmann, nach dem die Spielstätte des ThSV Eisenach benannt ist.

## Sonstiges

### Ortsname
Zur Deutung des Namens Eisenach gibt es mehrere Theorien, welche sich meist auf Auffälligkeiten der Hauptzuflüsse stützen, aber bisher keine in sich schlüssige Begründung liefern. So soll der Ortsname als mittelhochdeutsch îsîn, „eisern“ und aha, „Wasser“ entstanden sein.

„Der mittelhochdeutsche Name „Isenacha“, „Eisenfluss“, leitet sich ab aus der Lage an der vom hohen Eisengehalt bräunlich gefärbten Hörsel.“

Dieser Deutung wird von Sprachwissenschaftlern widersprochen, denn die Hörsel führt kein eisenhaltiges Wasser, die Trübung entspricht der von beliebigen anderen Bächen in der Region.

### Kfz-Kennzeichen
Das ab 1991 vergebene Kfz-Unterscheidungszeichen für den Landkreis Eisenach und die damals kreisangehörige Stadt lautete ESA. Es wurde nach Gründung des Wartburgkreises übergangsweise bis zum 31. Januar 1995 ausgegeben und ab dem 1. Februar 1995 vom neuen Unterscheidungszeichen WAK abgelöst. Mit Erlangung der Kreisfreiheit wurde der Stadt das Unterscheidungszeichen EA zugewiesen, das fortan bei Neuzulassungen und Ummeldungen verausgabt wurde.
Im Zulassungsbezirk waren 28.777 Fahrzeuge am 31. Dezember 2018 zugelassen.
Eisenach behielt trotz der Wiedereingliederung in den Wartburgkreis am 1. Juli 2021 das Kennzeichen EA, wobei auch die im Kreis üblichen Kennzeichen WAK und SLZ im Stadtgebiet eingeführt wurden. Gleichzeitig wurde EA im gesamten Kreisgebiet zugelassen.

### Planetoiden Eisenach und Bach
Als besondere Form der Ehrung ist die Benennung von neu entdeckten Himmelskörpern nach bedeutenden Orten und Persönlichkeiten der Geschichte seit über 100 Jahren gebräuchlich. Mit Johann Sebastian Bach sind bisher schon neun Bach-Planetoiden im Asteroidengürtel der Sonne bedacht worden, hierbei wurden auch die wichtigsten Wirkungsorte berücksichtigt.
Der 1931 von K. Reinmuth entdeckte Planetoid 1931 TWI – (01814) trägt den offiziellen Namen (1814) Bach. Der 1991 von F. Börngen (Sternwarte Tautenburg) entdeckte Planetoid (10774) Eisenach hat eine Umlaufzeit um die Sonne von 3,72 Jahren, die Oberfläche beträgt 65 Quadratkilometer und der Durchmesser rund 4,5 Kilometer.